# Réformes bourboniennes
1700–1808
Entités précédentes :
- Monarchie catholique espagnole

Entités suivantes :
- Royaume d'Espagne (règne de Joseph-Napoléon Ier)

Les réformes bourboniennes (en espagnol Reformismo borbónico) sont en Espagne le processus de réforme de l’État et l’ensemble des mesures législatives que cette réforme permit aux Bourbons d’Espagne de prendre dans les domaines politique, économique, militaire, social et culturel tout au long du XVIIIe siècle, notamment sous le règne des rois Ferdinand VI et Charles III. Le terme peut s’entendre aussi comme une période bien définie dans l’histoire de l’Espagne, celle englobant les règnes successifs des souverains Bourbons Philippe V (1700–1746), Ferdinand VI (1746-1759), Charles III (1759-1788), Charles IV (1788-1808) et Ferdinand VII (de mars à mai 1808). Les réformes ainsi menées devaient s’appliquer aussi bien dans la Péninsule que dans les Indes.
Ce processus réformiste, engagé par la nouvelle dynastie bourbonienne parvenue au pouvoir à l’issue de la guerre de Succession d'Espagne, visait à remplacer graduellement le régime antérieur, celui des Habsbourg, c’est-à-dire la monarchie dite « composite » ayant prévalu durant les deux siècles précédents. Ce régime précédent avait fait de l’Espagne un agrégat de corps politiques très divers et fragmentés, dotés chacun de leur propre droit, avec un fort caractère corporatif et un haut degré d’autonomie, fonctionnant sur un mode juridictionnel où le gouvernement était largement confié à des magistrats qui gouvernaient aux côtés du roi dans les Conseils ou dans les tribunaux collégiaux, dans les chancelleries, les cours de justice et les entités administratives territoriales, et où le pouvoir royal, de type personnel, n’était qu’un outil au service d’un ordre divin et corporatif immuable, qu’il avait obligation de préserver. La dynastie régnante souhaitait substituer cette forme d'état composite par une monarchie dite « ministérielle », absolue, centralisée et uniformiste, largement inspirée du modèle français, où le roi, méconnaissant les anciennes limites juridictionnelles et l’antique jurisprudence séculaire, s’octroyait désormais le droit de légiférer lui-même dans des matières de plus en plus nombreuses. Ce nouveau pouvoir royal s’appuyait sur un appareil d’État organisé autour d’un ensemble de secrétariats d’État et du Cabinet, nouveau centre politico-administratif de la monarchie espagnole, dont le personnel, en particulier les secrétaires d’État eux-mêmes, était choisi par le roi personnellement non plus parmi les letrados formés à la scolastique dans les universités traditionnelles, mais dans les cercles éclairés, parmi des hommes acquis aux transformations modernes, formés dans des institutions d’enseignement ad hoc nouvellement créées ou autodidactes, dont le roi s’assurait de la fidélité par ceci notamment qu’ils lui étaient entièrement redevables de leur ascension. La nouvelle bureaucratie, qui se recrutait dans les trois ordres, se juxtaposa d’abord au régime ancien, mais au fur et à mesure qu’elle étendait ses attributions, entra en conflit avec les anciennes élites locales déclassées, provoquant opposition larvée ou révolte ouverte, parfois violente.
Le nouvel appareil d’État, mis en place par ce mode opératoire institutionnel, et qu’animait une idéologie centraliste, rationaliste, d’uniformisation, d’ouverture sur l’extérieur, de méritocratie, de laïcité et d’esprit scientifique, s’employa à mettre en œuvre un arsenal de réformes, pour partie inspirées des principes des Lumières espagnoles, et qui ambitionnait de combler les retards de l’Espagne sur divers plans, en stimulant l’industrie et le commerce (aux dépens des anciennes corporations), en introduisant les techniques nouvelles, en développant l’instruction, en améliorant les rendements de l’agriculture, en renforçant la puissance militaire, et en modernisant le pays. Les efforts d’unification portèrent sur : la monnaie (instauration d’une monnaie unique, celle de Castille) ; la langue de chancellerie (imposition du castillan, aux dépens en particulier du catalan ; création d’une académie normative de la langue espagnole) ; la fiscalité (harmonisation fiscale sur le moule castillan) ; la justice (généralisation du système juridictionnel castillan aux autres provinces, avec notamment l’abolition des fors), etc.
Sur le plan économique, le pouvoir bourbonien tenta d’introduire les nouvelles techniques et de moderniser la production (tout en maintenant une attitude ambiguë vis-à-vis des corporations, qui, si elles étaient un frein à l’innovation, restaient un facteur d’ordre social ; et ne réussissant guère à faire surgir des manufactures), de développer le réseau de communications (qui continuera cependant à présenter d’importantes déficiences) et de remédier au retard agricole. Par ailleurs, il s’employa à « régénérer » le clergé (par une sollicitude particulière à l’égard des curés de paroisse, et une réduction concomitante du clergé régulier et des détenteurs de bénéfices, avec un succès relatif) et à réformer la noblesse (par l’introduction de critères plus rigoureux, et en donnant un rôle accru aux hommes de mérite plutôt qu’aux hidalgos).
Quant à l’Amérique espagnole, un éventail de mesures fut conçu propre à rendre l’administration coloniale plus efficace, à stimuler le développement économique et commercial, et à augmenter les recettes fiscales ; en outre, ces réformes avaient ici pour but, en limitant le pouvoir des créoles (criollos, c'est-à-dire des Européens nés dans les colonies, par opposition aux péninsulaires, nés en Espagne), de rétablir la suprématie du pouvoir central de Madrid dans les colonies américaines. La Couronne escomptait de ces transformations un effet bénéfique sur l’économie de l’Espagne.
Le bilan de cette politique réformiste fut en demi-teinte : l’agriculture et l’industrie se développèrent, mais le pays fut confronté au milieu du siècle à de violentes émeutes de la faim ; un grand nombre d’établissements d’enseignement et de recherche furent créés, mais la généralisation de l’instruction publique ne concernera que l’enseignement primaire ; les prérogatives judiciaires de l’Inquisition furent limitées, mais le Saint-Office maintint intact son appareil de surveillance, notamment sur les livres imprimés ; sur le plan militaire, les efforts de la Couronne espagnole visant à réduire le retard de ses forces terrestres vis-à-vis de la France et celui de sa marine vis-à-vis du Royaume-Uni restèrent largement infructueux ; si l’économie des possessions espagnoles en Amérique, et les recettes fiscales y afférentes, connut un certain essor, les nouvelles politiques ne mirent pas en cause le système d’exploitation colonial de la population indienne et eurent pour effet d’augmenter encore la pression fiscale, contribuant à faire éclater la plus grande révolte indienne de l’histoire ; enfin, la nature centralisatrice de la réorganisation administrative mise en œuvre dans les colonies impliquait l’éviction des criollos, dont le mécontentement alimenta la tendance indépendantiste au début du siècle suivant.

## Mise en contexte
À la fin du XVIIe siècle, l’Espagne était un Empire déclinant, souffrant de recettes fiscales en baisse et d’un pouvoir militaire affaibli, sur lequel régnait un roi défaillant, Charles II d’Espagne, qui ne laissa aucun successeur. Dès avant sa mort, les puissances européennes et leurs dynasties respectives se positionnèrent en vue de s’emparer du trône d’Espagne et de son vaste empire. Le roi de France Louis XIV sollicita, et obtint, l’assentiment du pape en faveur de ce que son petit-fils Philippe, duc d'Anjou, en même temps grand-neveu de Charles II, montât sur le trône. Sur son lit de mort, Charles II acquiesça à la remise de la couronne au prétendant d’origine française.
Cependant, ce transfert, en 1700, de la Couronne espagnole aux mains des Bourbons ne se fit pas sans contestation. À l’issue de la subséquente guerre de Succession d'Espagne (1701–1713), l'Espagne dut céder certains de ses territoires en Europe et accorder à l’Angleterre le monopole de la rentable traite esclavagiste avec les Amériques,,,. Philippe V d'Espagne s’efforça d’endiguer le déclin de la puissance espagnole, engagée dès avant la guerre. L’empire colonial se trouvait dans un état précaire, et au moment où mourut Charles II, les forces armées étaient quasi inexistantes, ne consistant qu’en une seule division, le trésor public était en faillite, et rien n’était entrepris pour stimuler le commerce et l’industrie. Philippe V et ses ministres ressentaient le besoin d’agir promptement pour reconstruire l’empire.
Il était évident que l’Espagne n’était plus la grande puissance qu’elle avait été durant le XVIIe siècle et que seule une alliance dynastique avec la France lui permettrait de continuer à se considérer comme une nation encore relativement puissante. Philippe V et ses conseillers allaient œuvrer à rendre à l’Espagne sa puissance et son prestige d’antan.

### Influence française
Les nouveaux rois bourboniens gardèrent des liens étroits avec la France et s’assurèrent les services de maint Français en tant que conseiller. Les innovations françaises en matière politique et sociale, si elles devinrent une référence importante dans ces deux domaines, ne vinrent jamais supplanter totalement les anciennes lois et traditions espagnoles. Néanmoins, il y eut un afflux de marchandises, d’idées et d’imprimés français, qui contribua à diffuser les idées des Lumières à travers tout le monde hispanique. Durant tout le XVIIIe siècle, tout ce qui était français devint à la mode, donnant naissance à un nouveau type de personnage, le francisé, afrancesado, qui accueillait avec bienveillance ces nouvelles influences. En outre, pendant la guerre de Succession, les ports en Amérique espagnole avaient été bloqués par les flottes britannique et hollandaise. L'Espagne se tourna alors vers la France pour l’aider à reprendre l’exportation de ses marchandises ; c’était la première fois dans l’histoire coloniale de l’Espagne que des échanges commerciaux eurent lieu avec un pays étranger. Ces nouvelles relations commerciales eurent pour effet de stimuler les économies coloniales, en particulier celle du Chili.

## Problèmes économiques, sociaux et culturels

### La croissance modérée de la population

Répartition de la population espagnole sur les provinces actuelles, selon le recensement de Floridablanca de 1787.

La population espagnole passa au XVIIIe siècle de quelque huit millions d’habitants en 1700 à 11,5 millions en 1797, année où fut réalisé le recensement de Godoy. Cette hausse modérée de la population (équivalant à une moyenne annuelle de +0,4 %) correspond au modèle dénommé modèle démographique de type ancien, où tant la natalité que la mortalité sont élevées. La clef de cette croissance réside en ceci que la mortalité, quoique restant très élevée (38 pour mille), tendit à baisser, pour finir par passer en dessous de la natalité (40/42 pour mille), et cela par suite d’une moindre incidence de morts consécutives à des événements catastrophiques, plus particulièrement grâce à la disparition de la peste (même si les autres maladies épidémiques continuaient de sévir, comme la variole, la fièvre jaune, le typhus, etc.). De même, les crises de subsistance et les famines régressaient, sans pourtant disparaître, grâce à l’extension de la superficie cultivée, l’amélioration des cultures existantes, l’introduction de cultures nouvelles (comme le maïs, et d’autres, qui allaient s’intégrer dans le régime alimentaire quotidien), l’importation de grains, l’amélioration des communications, et la construction et le perfectionnement des silos où pouvaient s’emmagasiner les céréales en prévision de mauvaises récoltes. Enfin, les progrès de la médecine et de l’hygiène, quoique fort limités, contribuèrent aussi à la légère chute de la mortalité.
Cependant, le bilan démographique global enregistré au XVIIIe siècle quant à la mortalité demeurait médiocre, car la mortalité infantile continuait de frapper 25 % des jeunes enfants dans leur première année de vie, et l’espérance de vie n’augmenta que de deux ans comparativement au siècle précédent, passant de 25 à 27 ans. Ainsi note-t-on, au long du XVIIIe siècle, quatre moments de crise démographique importants : celle de 1706-1710, en pleine guerre de Succession d'Espagne, lors de laquelle la population eut à subir les effets cumulatifs de la guerre, de la faim et de l’épidémie ; celle de 1762-1765, au début du règne de Charles III, où la famine affecta principalement l’intérieur de l’Espagne ; celle des années 1780, où la variole et le paludisme, désignées à l’époque par le terme de fièvres tierces, affectèrent un million de personnes et provoquèrent la mort d’environ 10 000 ; et celle de 1798-99, causée par une épidémie « quasi générale » de « tierces et fièvres putrides », qui toucha surtout la Catalogne, l’Aragon et les deux Castilles.

### Retard relatif de l’agriculture
L’agriculture continuait d’être la principale activité économique du pays, et la population rurale, composée de paysans et d’autres personnes pratiquant d’autres activités concurremment avec le travail de la terre, représentait près de 90 % de la population totale. Au XVIIIe siècle, l’agriculture connut une certaine croissance, un peu grâce à l’introduction de quelques améliorations techniques ou à l’introduction de nouvelles cultures, comme le maïs ou la pomme de terre, mais avant tout à la suite d’un agrandissement de la surface cultivée. Cela supposait cependant la mise en culture de terres marginales, avec des rendements moindres, et non des progrès techniques capables d’augmenter les rendements moyens par unité de superficie ensemencée — de fait, ceux-ci n’augmenteront pas au long du XVIIIe siècle. Pour cette raison, la production tendit à la longue à diminuer, comparativement à une population qui continuait de croître, ce qui provoqua des pénuries et des crises de subsistance,. Dans quelques rares provinces, telles que celle de Valence et la Catalogne, il fut procédé à de notables essais de rénovation agricole, liés surtout au développement des cultures arbustives, comme la vigne. De même, en Galice et en Cantabrie, la mise en place du maïs d’abord, de la pomme de terre ensuite, permit de rehausser directement la productivité agraire.
Les causes de ce retard agricole furent dénoncées par nombre d’intellectuels des Lumières, mais les gouvernements réformistes restaient réticents à mettre en œuvre les mesures nécessaires propres à les corriger, car cela eût impliqué de mettre en question les fondements du Régime lui-même. La preuve en est la longue discussion à propos de la Loi agraire, qui s’étira sur plus de vingt ans et qui ne déboucha finalement sur aucune mesure législative.

« La culture de la terre est encore fort éloignée de la perfection à laquelle elle pourrait si aisément être portée. Laquelle des nations [qui composent l’Espagne] ne présente pas, au déshonneur de son savoir et de son opulence, et au milieu de ce que les arts du luxe et du plaisir ont produit, de nombreux témoignages du retard d’une profession si essentielle et nécessaire ? Quelle nation y a-t-il où l’on ne voie pas quantité de terrains ou totalement incultes, ou très imparfaitement cultivés ? Beaucoup sont, par manque d’irrigation, de drainage ou de déblaiement, condamnés à la stérilité perpétuelle ; beaucoup sont perdus pour les fruits auxquels la nature les appelle, et destinés à des productions dommageables et inutiles, avec déperdition de temps et de travail ? Y a-t-il une nation où il n’y ait point beaucoup à améliorer dans les instruments, beaucoup de progrès à faire dans les méthodes, beaucoup à corriger dans les travaux et opérations rustiques de ses cultures ? En un mot : Y a-t-il une nation dans laquelle le premier des arts ne soit pas le plus attardé de tous ? »

— Gaspar Melchor de Jovellanos, Informe del Expediente de Ley Agraria, 1794
Les raisons principales pouvant expliquer le « blocage agraire » espagnol s’énumèrent comme suit :
- Une bonne partie des terres cultivées étaient vinculadas par le majorat de la noblesse, c’est-à-dire inaliénablement attachées à la possession d’un titre de noblesse, ou soumises à la règle de la mainmorte, principalement au bénéfice des institutions ecclésiastiques et des municipalités. Cela les plaçait en dehors du marché de la terre et, de la sorte, les personnes entreprenantes, qui auraient pu les acheter pour en obtenir de meilleurs rendements, ne le pouvaient pas. Celles des terres qui, n’étant frappées ni du majorat ni de la mainmorte, étaient offerts à la vente, avaient, de par leur rareté, un prix excessivement élevé[16].
- Les revenus tirés de l’activité agraire n’étaient pas réinvestis dans l’agriculture, mais servaient pour la majeure partie à financer les énormes dépenses de la noblesse et du clergé ; ces deux états privilégiés détenaient alors la propriété d’environ 60 % des terres, et pouvaient user d'autres mécanismes d’appropriation de l’excédent agraire, tels que la dîme, dans le cas de l’Église, ou les droits juridictionnels, dans le cas de la noblesse[16],[17].
- Dès lors, l’excédent agraire laissé aux mains du cultivateur direct était faible, ce qui empêchait ce dernier de réaliser les améliorations propres à augmenter les rendements. Ceci était spécialement patent dans les cas, très fréquents, des baux à ferme de court terme, étant donné que chaque innovation — en général tous les six ans — entraînait presque invariablement une hausse du fermage à verser au propriétaire. Seuls les contrats de bail à long terme incitaient le cultivateur direct à innover[18].

Quant à l’élevage, la transhumance connut alors une phase de relative prospérité, encore qu’elle entamât son déclin à partir des années 1770 sous l’effet de facteurs économiques (hausse du prix des pâturages et des salaires, alors que le prix de la laine restait stable) et politiques (le démantèlement des privilèges de la Mesta au profit des agriculteurs, ce qui permit le défrichement de pâturages, de dehesas et de drailles).

### Développement limité de la manufacture; les corporations
Le souci de stimuler les manufactures et l’industrie fut une constante dans les gouvernements réformistes et chez les intellectuels des Lumières. Cependant, ce souci s’insérait dans une vision essentiellement mercantiliste, compte tenu que l’objectif poursuivi était d’éviter, par la fabrication dans le propre pays des produits importés du dehors, la fuite de numéraire vers l’étranger. C’est pourquoi la politique réformiste bourbonienne adopta des mesures protectionnistes dans les secteurs de base (acheminement vers les Amériques strictement réservé au seul fer produit dans les provinces basques ; préférence donnée aux navires de fabrication espagnole pour la navigation vers l’Amérique) et stimula les Reales Fábricas (manufactures royales), créées sous l’égide de l’État dans le double objectif de remplacer les importations provenant de manufactures étrangères et de développer les savoirs techniques qui manquaient à l’Espagne. Un exemple significatif de cette politique est la fondation en 1746 de la manufacture de textile Real Sitio de San Fernando, comprenant la construction d’une usine de draps, d’une nouvelle zone d’habitation pour ses ouvriers et l’aménagement rationnel des territoires circonvoisins, en accord avec les nécessités de la fabrique et de la nouvelle implantation, laquelle se voulait un modèle, aux normes des Lumières. Pourtant, à la fin du siècle, la plupart de ces établissements n'étaient plus maintenus que pour des considérations de prestige et non pour motifs économiques, attendu que leurs coûts de production étaient fort élevés, continuant à faire appel aux techniques traditionnelles, et que beaucoup d’entre eux ne survivaient que grâce aux subsides du Trésor royal.
Selon l’historien Roberto Fernández,

« nombre de ces manufactures [royales] naquirent sous l’empire des nécessités d’État, quelques-unes pour des impératifs militaires. Tel est le cas de la construction navale dans les trois grands arsenaux (El Ferrol, Cadix et Carthagène) ou des usines sidérurgiques de Liérganes et La Cavada destinées à pourvoir en matériel de guerre les forces armées. D’autres virent le jour dans la perspective de valoir des recettes aux finances publiques ; c’est de cet ordre que relevaient la fabrique de tabacs de Séville ou celle de cartes à jouer de Málaga et de Madrid. Occasionnellement, l’on tenta de faire face à la demande d’articles de luxe provenant des classes argentées, sans devoir dépendre de l’étranger ; c’est ainsi qu’apparurent les installations manufacturières de tapis à Santa Bárbara, de cristal à San Ildefonso ou de porcelaine au Buen Retiro. Pour finir, l’État songea aussi à couvrir les besoins en articles de consommation textiles populaires en installant des fabriques de laine (San Fernando de Henares, Brihuega, Guadalajara), de soie (Talavera de la Reina), de lingerie (San Ildefonso et Léon) ou de cotonnades (Avila). »

Néanmoins, la majeure partie de la production manufacturière était réalisée par des ateliers artisanaux groupés en corporations qui, quoiqu’objets de critique car entravant l’introduction d’innovations techniques capables d’augmenter la productivité, surent préserver dans les villes (qui constituaient leur marché restreint) le monopole de leur secteur d’activité ; leurs privilèges ne furent guère entamés par les gouvernements réformistes, leur politique dans ce domaine se maintenant en effet à mi-chemin entre les « défenseurs enthousiastes » des corporations, tels que Antonio de Capmany ou Francisco Romá y Rosell, et les « implacables détracteurs », comme Jovellanos ― c’est-à-dire qu’ils choisirent de maintenir les corporations en considération de leurs avantages sur le plan du maintien du bon ordre social et politique, mais dans le même temps, voulant suivre les « réformistes acharnés », tels que Campomanes et Cabarrús, s’efforcèrent d’en finir avec leur immobilisme afin que leur production cessât d’être peu abondante, chère et de mauvaise qualité et qu’elles s’ouvrent aux innovations techniques. Campomanes, dans son célèbre Discurso sobre el fomento de la industria popular (littér. Discours sur l’encouragement de l’industrie populaire), évaluait comme suit le travail des corporations :

« Dans les corporations d’artisans, il y a très peu d’enseignement. Il manque un but défini chez les apprentis, il faudrait une école publique pour chaque métier et des prix à ceux qui font avancer ou améliorent la profession. De façon générale, tout dans les métiers est perclus de tradition et de peu d’excellence. […]

La stimulation des arts [= métiers] est incompatible avec l’imparfaite persistance de corporations : celles-ci empêchent le libre accès aux métiers, et fortes d’être uniques et privatives, ne prennent pas la peine de s’affiner dans les arts, parce qu’elles savent bien que le public doit nécessairement aller les chercher, et ne s’attache pas à discerner entre ses œuvres.

Quiconque se sent de l’attirance pour ces métiers ne peut les exercer en privé sans s’assujettir à la corporation ; et cela en repousse beaucoup, qui dans les maisons travailleraient sans doute mieux ; et une telle concurrence rendrait la main-d’œuvre meilleur marché, et l’inciterait à se parfaire. »

En résumé, les clercs des Lumières opposaient deux types d’objections aux corporations. L’une concernait l’organisation interne des corporations ; l'autre, principale critique, portait sur le manque de flexibilité et de mobilité de quelques corporations qui s’étaient fossilisées jusqu’à se retrouver monopolisées dans leurs fonctions directrices par une minorité de maîtres. Le défaut de fluidité et d’ascension socioprofessionnelle étaient évident aux yeux de leurs détracteurs. D’autres inconvénients étaient liés aux conséquences qu’avaient pour l’économie et pour l’État les groupements d’artisans alors en vigueur. L’existence de privilèges et de monopoles corporatistes finit par signifier un véritable goulet d’étranglement pour la production, de même qu’un préjudice certain pour des consommateurs sans cesse plus nombreux. Le concept nouveau et triomphant de la mode restait étranger aux corporations et en outre, celles-ci étaient un obstacle à la liberté de fabrication... Face à ces critiques, quelques voix, d’une incontestable autorité comme celles de Romá y Rosell et, surtout, de Capmany, s’inscrivaient en faux ; en substance, le dernier croyait que, si certes les prix étaient moins compétitifs chez les corporations, il n’est pas moins réel que les corporations avaient su prévenir la décadence des arts et préserver l’avenir social des travailleurs manuels. Les vertus de la liberté de fabrication restaient à prouver, et ses premiers symptômes à Barcelone, où fonctionnaient déjà quelques usines mécanisées, laissaient entrevoir une prolétarisation et désintégration de la communauté des artisans.
Une industrie moderne dans le secteur textile ne réussit à émerger que dans la seule Catalogne. Des bourgeois entrepreneurs, qui avaient fait fortune dans la production d’eau-de-vie ou de tissu imprimé (indianería) — la zone de Barcelone-Mataró comptait en 1784 déjà 72 fabriques avec chacune plus de douze machines à tisser —, se mirent à importer vers la fin du siècle des machines de filage anglaises (des spinning jennys, des water frames puis, plus tard, des mules-jenny), donnant naissance aux premières usines proprement dites, comme celle de Joan Vilaregut à Martorell, près de Barcelone, qui vers 1807 disposait de 18 machines anglaises mues par la force hydraulique.
Ainsi que l’a signalé Enrique Giménez,

« le cas catalan était une exception dans la réalité manufacturière dominée à la fin de l’Ancien Régime par un marché rachitique, avec un faible niveau de consommation ; par un manque d’attractivité pour les investissements, qui continuaient d’être attirés par la terre ; et par une carence générale d’innovations techniques. »

### L’absence d’articulation d’un «marché national»
Le peu d’ampleur du commerce intérieur s’explique par le faible pouvoir d’achat de la paysannerie, lui-même consécutif aux faibles revenus qui restaient aux paysans après paiement des sommes dues aux seigneurs, à l’Église et à la Couronne, et à l’autoconsommation qu’en conséquence les paysans tendaient à pratiquer ; en effet, le paysan avait coutume de produire lui-même une partie de ses vêtements ainsi que la plupart de ses outils de travail et des ustensiles du foyer, et se procurait auprès des artisans du lieu le peu qui n’était pas de sa propre facture. Le constat d’un faible commerce intérieur en Espagne était régulièrement fait par des visiteurs et voyageurs étrangers, notamment par le diplomate français Jean-François de Bourgoing dans son Nouveau Voyage en Espagne, ou tableau de l'état actuel de cette monarchie, édité à Paris en 1789 :

« L’on ne voit guère d’autre commerce que celui des vins et des huiles, qui, dans des outres chargées sur des mules ou des ânes, passent d’une province à l’autre ; celui des grains, qui, se prévalant également de l’aide exclusive des bêtes de somme, vont remédier par les surplus d’une contrée à la pénurie d’une contrée voisine ; et, surtout, celui des laines, qui, des bergeries et des lavoirs éparpillés dans les deux Castilles, prennent la route de Bilbao, de Santander et d’autres ports de la côte septentrionale. Les matériaux nécessaires aux fabriques, les marchandises qui, à partir des frontières ou des ports, passent à l’intérieur du royaume, se transportent presque toujours par les mêmes moyens lents, et par conséquent dispendieux. »

Il y avait d’autres obstacles encore à l’articulation du « marché national » qui faisaient l’objet de l’attention des autorités, quoiqu’avec des restrictions :
- l'élimination des douanes intérieures entre les anciens royaumes, objectif atteint à partir de 1717, avec l’exception du royaume de Navarre et des provinces exemptées basques (la tentative de supprimer les douanes basques, en les déplaçant vers la mer, provoqua une révolte populaire en août 1718). Toutefois, le succès de cette mesure fut limité par les péages intérieurs — octrois, pontazgos (droits pour l’utilisation d’un pont) et barcajes (droits de navigation sur les rivières et canaux) — qui restèrent à peu près inchangés, une bonne part de ces péages se trouvant en effet aux mains de la noblesse titrée.
- l'abolition de la taxe sur les grains (décrété en 1765), dans le but de libéraliser le commerce des céréales ; cette mesure finit par provoquer toutefois une hausse rapide des prix, à l’origine de la révolte contre Esquilache en 1766. Qui plus est, les réglementations tant étatiques que locales destinées à réguler le commerce ne furent pas abolies, non plus que les monopoles fiscaux sur le tabac et le sel, en dépit de ce que plusieurs économistes et personnalités des Lumières, en particulier Miguel de Gándara dans ses Apuntes sobre el bien y el mal de España parus en 1762, ne cessaient de prôner l’abolition de toutes les entraves à la « liberté de commerce » :

« La liberté est l’âme du commerce ; elle est la croissance de toutes les prospérités de l’État, elle est la rosée qui arrose les champs ; elle est le soleil bénéfique qui fertilise les monarchies ; le commerce, enfin, est l’irrigation universelle de tout. Son contraire, ce sont les monopoles d’État, les murailles et les taxes. Chaque fois qu’il y a des taxes, les fruits et la qualité des choses sont diminués. La liberté et l’espérance rendent les hommes laborieux ; l’oppression, les taxes et la méfiance transforment en fainéants les plus industrieux. Tel est le caractère de la nature humaine. »

- les améliorations apportées au réseau routier, en construisant quelque 1 200 kilomètres de routes rayonnant à partir de Madrid comme centre ; un ensemble de liaisons routières interrégionales furent mises en chantier et l’on entreprit de construire plus de 700 ponts, ainsi que de nombreuses voies de navigation (canal du Manzanares, canal impérial d'Aragon, canal de Castille) afin de stimuler le commerce des produits agricoles. Néanmoins, malgré les relatives avancées obtenues par ces efforts, le réseau de communications continua de présenter d’importantes déficiences[Lesquelles ?].

### Les difficultés du commerce avec les Indes
Le commerce avec l’Empire d’Amérique, qui représentait la partie fondamentale du commerce extérieur de l’Espagne, était basé sur le principe du monopole, par lequel les colonies américaines n’étaient autorisées à commercer qu’avec la métropole, et sur celui de la division du travail, la métropole ― l’Espagne ― exportant des produits manufacturés (tissus, vin, eau-de-vie…) et important en échange des matières premières (métaux, sucre, tabac, cacao...). C’est ce qu’impliquait le principe de l’exclusif colonial.
Cependant, l’incapacité de l’économie espagnole à fournir des produits manufacturés à des prix compétitifs et en quantités suffisantes, était source de problèmes dans les colonies, et obligeait à avoir recours, dans une mesure toujours croissante, à la contrebande de produits en provenance d’autres pays, surtout de Grande-Bretagne. On tenta de remédier à cette situation en premier lieu par la création de « compagnies privilégiées », comme la Real Compañía Guipuzcoana de Caracas pour le Venezuela, afin d’inclure dans le commerce les régions marginales de l’Amérique et les Philippines. Puis un décret de 1778 mit fin au monopole de Cadix, qui avait supplanté Séville en 1717 pour le commerce avec l’Amérique, permettant à d’autres ports espagnols — Barcelone, Malaga, Alicante, Carthagène, Séville, Gijón, la Corogne, Palma de Majorque, Tortosa, Almería et Santa Cruz de Tenerife — de commercer directement avec las Indias, encore que Cadix prît toujours à son compte les 2/3 du commerce colonial.
Cependant, le décret de 1778 n’eut que des effets limités, car les ports nouvellement autorisés continuaient, dans une large mesure, à l’instar de Cadix, de jouer le rôle de simples centres de réexportation de produits manufacturés fabriqués dans d’autres pays européens, lesquels en échange importaient les matières premières américaines, dont l'argent. La balance commerciale avec l’Europe était donc nettement déficitaire (on importait plus qu’on n’exportait, la sortie de numéraire permettant d’équilibrer l’échange), et les transactions marchandes étaient en outre dominées par des maisons de commerce étrangères établies dans les ports méditerranéens et atlantiques, et intéressées par le commerce avec l’Amérique.

### La persistance des privilèges et des valeurs de la noblesse
Les gouvernements bourboniens ne remirent jamais en cause les privilèges nobiliaires et la noblesse n’eut à souffrir aucun préjudice ― au contraire même, le nombre de titres de noblesse augmenta, dans le cadre d’une politique menée par les Bourbons qui avait pour but de récompenser les sujets s’étant distingués dans leur service à la couronne, et qui en outre s’accompagnait, pour chaque titre octroyé, de bonnes recettes pour les finances de l’État. Ainsi la noblesse titrée s’accrut-elle de 878 membres au long du siècle, le nombre de nouveaux nobles atteignant un chiffre total de 1 323 vers l’année 1800. Les nouveaux titres furent octroyés pour moitié sous le règne de Philippe V, qui voulut par là récompenser ceux qui l’avaient soutenu lors de la guerre de Succession d'Espagne.
Ce nonobstant, le nombre de nobles s’amenuisa au long du XVIIIe siècle, parce que les gouvernements bourboniens, surtout dans la deuxième moitié du siècle, s’appliquèrent à épurer la noblesse des dizaines de milliers d'hidalgos vivant dans des conditions économiques précaires très éloignées de celles censément requises par leur haut rang dans la société, et, de plus, ayant beaucoup perdu de leur prestige social. Ainsi que le signala l’homme des Lumières Campomanes, il s’agissait de personnes qui ne répondaient pas aux deux principes de la noblesse, savoir : l’« ancienneté du lignage » et la « possession de biens ». Ainsi le nombre de nobles retomba-t-il de 722 764 en 1768, soit 7,2 % de la population, à 402 059 en 1797, soit 3,8 %, par suite de l’exigence de preuves plus sûres et plus fiables qu'on opposait à ceux prétendant posséder la qualité d’hidalgo.
La politique menée vis-à-vis de la noblesse par les gouvernements les plus empreints des Lumières de la deuxième moitié du siècle visait par ces réformes à hisser la noblesse à la hauteur des temps nouveaux, et à la mettre en adéquation avec les transformations économiques et de mentalité alors en cours, dans le but de créer une noblesse moderne à même de contribuer à l’amélioration de l’économie et de diriger la société au nom de « vertus nobiliaires » exemplaires. À cette fin, les gouvernements ouvrirent la noblesse à ceux qui le méritaient et apparaissaient en mesure de la rénover, tels que certains hommes riches ou certains personnages d’une valeur intellectuelle ou politique reconnue. L’homme des Lumières Cabarrús encourageait les nobles à se rendre souvent dans leurs propriétés (aussi souvent que le leur permettait le service de cour), afin qu’ainsi la noblesse pût vivifier « les provinces par leur présence, leur consommation et leurs bénéfices » et qu’elle emmenât « avec [eux] les connaissances en économie rurale et les arts de la civilisation… Là-bas, quels que soient leurs titres, le respect et la gratitude leur seront réaffirmés ». C’est dans ce sens qu’il convient d’interpréter les mesures tendant à rendre le travail compatible avec la noblesse, en particulier la Cédule royale du 18 mars 1783 déclarant « honnêtes » les métiers et le commerce.
La noblesse en général, mais surtout sa partie la plus attachée à ses privilèges et valeurs traditionnelles, était l’objet de critiques et la cible de satires de la part des tenants des Lumières, tels que José Cadalso, qui s’exprima comme suit dans ses Cartas Marruecas :

« Ayant prié un ami chrétien de vouloir m’expliquer ce qu’est la noblesse héréditaire, celui-ci, après m’avoir dit mille choses que je ne compris pas, en me montrant des estampes, qui semblaient de magie, et des figures que quelque peintre dément avait eu le caprice de produire, et après s’être moqué avec moi de beaucoup de choses qu’il disait être fort respectables dans le monde, conclut par ces paroles, non moins entrecoupées d’éclats de rire : la noblesse héréditaire est la vanité que je fonde en ceci que huit cents ans avant ma naissance quelqu’un est mort qui s’appelait comme je m’appelle, et qui était un homme d’utilité, quoique moi-même je sois inutile en tout. »

En effet, au long du XVIIIe siècle, par la diffusion des idées des Lumières, l’on en était venu à accorder plus de valeur au « mérite » qu’au « lignage » au moment de déterminer la position de chaque groupe ou personne dans la hiérarchie sociale. Ainsi pouvait-on lire dans la revue El Censor :

« Ceux qui rendent une nation opulente, illustre et respectable ne sont pas ses hidalgos, mais ses habiles et actifs commerçants et artistes, et ses grands lettrés. Un noble sans mérite est comme un magnifique tombeau. Il a les mêmes titres et armoiries : et au-dedans, cela est soit creux, soit plein de fétidité. »

### La «régénération» du clergé
En raison de leur pouvoir économique, politique et spirituel, le clergé, en comprenant ceux qui, à cheval sur l’état laïc et ecclésiastique, étaient à son service — sacristains, acolytes, oblats, serviteurs, familiares (indicateurs) de l’Inquisition, etc. — constituait un État dans l'État. Au milieu du XVIIIe siècle, il y avait en Espagne 165 000 gens d’Église, équivalant à 2 % de la population, dont 67 000 appartenaient au clergé séculier et 98 000 au clergé régulier. Vers la fin du siècle, leur nombre avait baissé à 148 000, malgré une augmentation du clergé séculier — à 71 000 —, contrebalancé par une réduction du clergé régulier (surtout celui féminin), qui en 1797 était retombé à 77 000. Cependant, en dépit de cette croissance du clergé séculier en 1797, il continuait d’y avoir quelque 3000 paroisses non pourvues de curé, car ne rapportant que de faibles revenus.
Quelques cléricaux et la plupart des représentants des Lumières dénonçaient le déséquilibre dans la répartition du clergé en Espagne, qui faisait que des paroisses se trouvaient dépourvues de prêtre, pendant que les membres du clergé régulier et les titulaires d'un bénéfice ecclésiastique se comptaient en dizaines de milliers. Ce que souligna p.ex. Cabarrus :

« J’ouvre le recensement espagnol fait en 1788 et je trouve que nous avons 17 000 paroisses et 15 000 curés, soit 2000 de moins que ce qu’il est nécessaire. Mais nous avons en revanche 47 000 titulaires de bénéfice et 48 000 religieux ; de sorte que, s’il y a ainsi beaucoup de paroisses sans pasteur, on pourrait, en distribuant mieux nos prêtres actuels, en avoir sept dans chacune d’elles. Il est évident, par conséquent, qu’il y a un excès énorme et que, sans trop sonder cette plaie funeste, on peut l’attribuer à la trop grande facilité avec laquelle on recrute dans les ordres religieux et aux chapellenies ou bénéfices de sang […] »

La politique réformiste concernant le clergé s’attacha à créer une Église soumise au pouvoir de la Monarchie dans le domaine temporel et à « régénérer » le comportement de ses membres, à l’effet qu’ils accomplissent mieux leur mission pastorale et aident dans la tâche de réformer le pays ; ainsi Cabarrus recommanda-t-il que le clergé s’intégrât dans les Sociétés économiques des amis du pays. On se proposait de cette manière de former un clergé moins nombreux, correctement distribué sur le territoire, mieux préparé pastoralement et voué au travail de « charge d’âmes » et au « secours des pauvres ». Jovellanos voyait dans les membres du clergé des « pères et instructeurs de leurs villages ». Par suite, la sollicitude des réformistes allait prioritairement aux curés de paroisse, et leurs critiques se centraient sur le clergé régulier et sur les détenteurs de bénéfices.
Pourtant, les mesures prises par les gouvernements bourboniens soucieux de « régénérer » le clergé n’eurent qu’un impact limité : en ce qui concerne le clergé régulier, un ordre du Conseil de Castille de 1762, sous le règne de Charles III, limita par exemple le nombre de religieux à ceux aptes à se maintenir avec dignité dans un couvent ; quant au clergé séculier, l’on s’efforça d’améliorer la préparation pastorale et intellectuelle, en particulier des curés de paroisse, au moyen de la création de séminaires, et l’on tenta en outre d’augmenter les revenus des paroisses rurales afin qu’elles fussent occupées, toutefois avec un succès relatif.

### Les inégalités sociales dans les villes

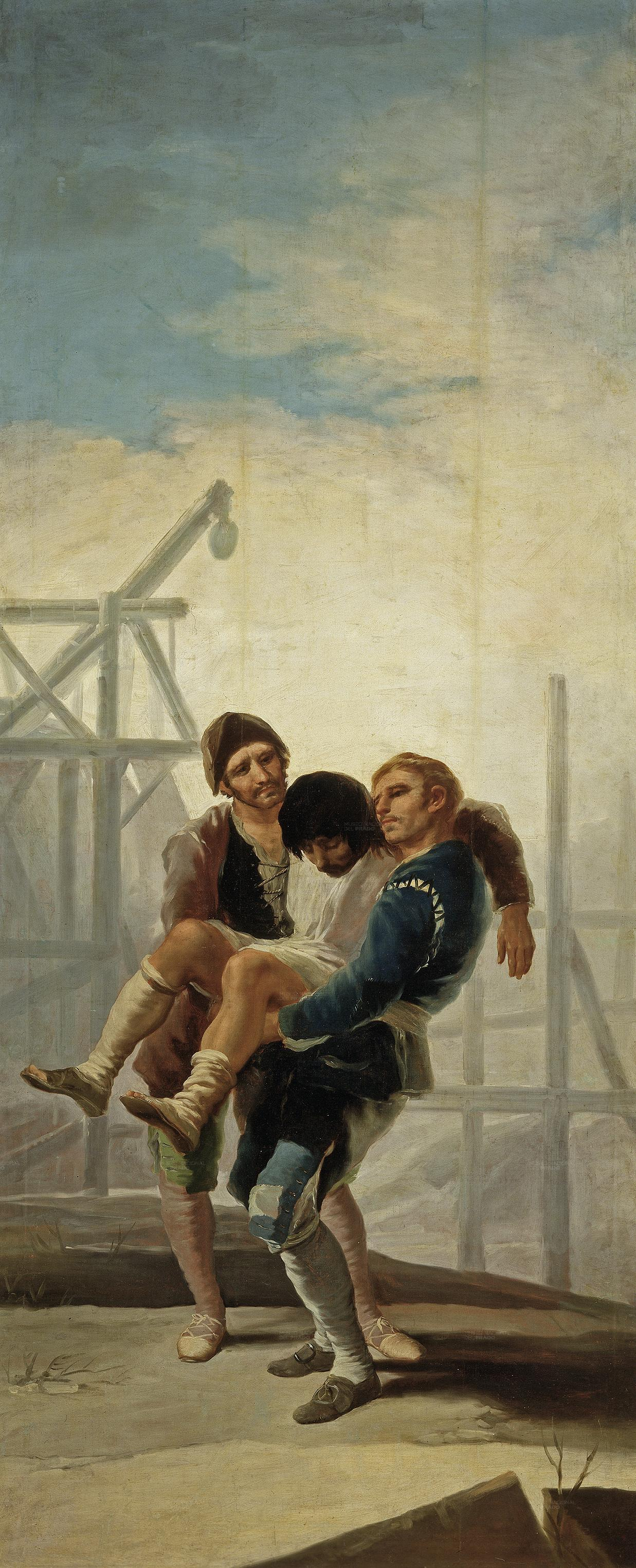
Le maçon blessé, par Francisco de Goya.

Ce qui au XVIIIe siècle était désigné par le mot « bourgeoisie » incluait, au sens large, chaque personne non noble exerçant un travail non manuel dans n’importe quel secteur d’activité — commerce, finances, manufacture, services, et aussi agriculture (les dénommés « agriculteurs riches ») —, encore qu’au sens restreint, le terme se référait à ceux qui se vouaient au commerce ou à la finance sur une grande échelle (la « bourgeoisie d’affaires »), regroupés dans les consulats de commerce. En dessous d’eux, l’on trouve les groupes intermédiaires, correspondant au concept de bourgeoisie au sens large, ou celui de petite bourgeoisie, et représentés par les commerçants de détail, les maîtres de corporation, les agriculteurs riches, les fabricants de drap, les notaires, les avocats, les chirurgiens, les hauts fonctionnaires, les professeurs, etc.
Les membres de la « bourgeoisie d’affaires » étaient en nombre réduit — au recensement de 1797, on en comptabilisait 6824 —, mais leur importance économique était incontestable. Si leur activité principale était le négoce de gros ou le prêt à intérêt, ils en investissaient les bénéfices dans diverses affaires comme les locations urbaines, l’affermage des impôts et de droits seigneuriaux, les contrats d’approvisionnement de l’armée, les assurances, les terres génératrices de rentes, etc.
Dans les villes, le secteur économique le plus nombreux était constitué par la population qui accomplissait la multitude de métiers destinés à pourvoir le marché local, surtout ceux du logement, du vêtement et de l’alimentation. La plupart des artisans faisaient partie de corporations — une pour chaque métier ou localité —, lesquelles surent préserver durant le XVIIIe siècle la majeure partie de leurs privilèges, nonobstant les critiques dont ils étaient la cible de la part des personnalités des Lumières. Le recensement de 1797 dénombra 279 592 artisans pour toute l’Espagne, dont 220 132 étaient des maîtres. Le décompte faisait état, en ce qui concerne les différents métiers, de 42 190 cordonniers, de 38 150 tailleurs, de 33 310 charpentiers, de 17 956 taverniers et de 12 953 ferronniers.

### La difficile situation de la petite paysannerie et des journaliers
Les paysans constituaient une catégorie sociale très hétérogène englobant des groupes assez distincts entre eux, depuis les propriétaires terriens aisés, qui accumulaient les terres, les achetant ou les prenant à ferme, et recourant souvent au travail salarié pour faire accomplir une bonne part des moissons, jusqu’aux petits paysans, qui ne détenaient que de modestes parcelles, pour la plupart sous bail à ferme, leur permettant seulement de subsister, et qui bien souvent devaient s’offrir comme journaliers. L’échelon le plus bas était occupé par les paysans sans terre ou par les journaliers, qui selon le recensement de 1797 formaient presque la moitié du paysannat, soit 805 235 sur un total de 1 824 353, et vivaient d’une part des travaux agricoles saisonniers, effectués pour le compte des propriétaires ou des seigneurs, et d’autre part des terres communales ou municipales et des terres domaniales des villages, où il leur était loisible d’amener paître leur bétail et qui parfois même étaient découpées en parcelles aptes à fournir une subsistance minimale ; cependant, il était fréquent que ces journaliers allassent, par temps difficiles, grossir les rangs des marginalisés.
Une bonne part de la paysannerie vivait sur des terrains seigneuriaux et devait céder au seigneur une partie de la récolte ou lui payer un loyer en espèces. Quelques économistes dénoncèrent ces charges, affirmant qu’elles étaient à l’origine de la misère des paysans dans certaines zones, telles que la vallée du río Jalón :

« Car la presque totalité des lieux qui la composent [la plaine du Jalón] sont de seigneurie, où les habitants, outre la contribution accrue qu’ils payent, sont accablés par l’intolérable fardeau des treudos [fermages payables en espèces], qui en général ne passent pas au-dessous du huitième des grains, sans compter d’autres vexations féodales et droits prohibitifs par lesquels les seigneurs mettent à l’épreuve la patience du paysan et lui sucent presque toute sa substance. »

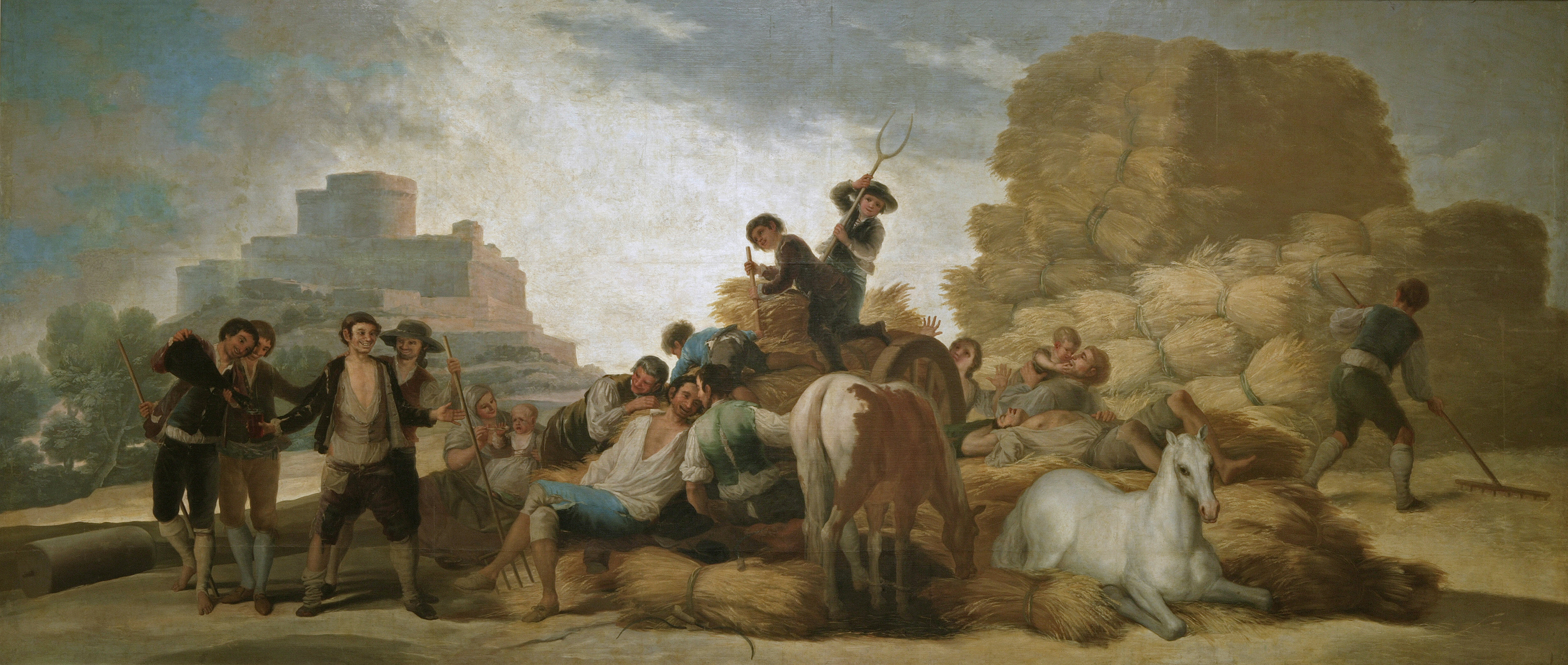
La era (1786-87), de Francisco de Goya.

La situation critique des journaliers d’Andalousie, qui vers la fin du XVIIIe siècle constituaient 70 % de la population des campagnes, fut également dénoncée par plusieurs fonctionnaires du gouvernement, comme l’homme des Lumières Pablo de Olavide :

« Ce sont des gens qui vivent de leurs bras, sans outillage ni bétail, fort malheureux. Ils ne travaillent que lorsque l’administrateur des domaines a besoin de bras et d’aide. Ils vont presque nus, vivent du pain et du gaspacho qu’on leur donne, dorment sur le sol, à cause de quoi beaucoup d’entre eux, quand viennent les pluies et le mauvais temps, meurent de faim et de froid. Je calcule que des milliers entrent à Séville pour l’hiver, et que la moitié de l’année ils sont journaliers et l’autre moitié mendiants. »

Pourtant, une politique réformiste visant à améliorer la situation de la paysannerie pauvre et des journaliers était quasiment inexistante. L’historien Roberto Fernández signale :

« En réalité, ce qui semble préoccuper (et souvent étonner) les gouvernements réformistes était l’existence d’une masse de journaliers et de petits paysans susceptible de se transformer en un foyer d’instabilité sociale et politique, en particulier dans des périodes de difficultés ― possibilité que les événements de la révolte contre Esquilache vinrent réaffirmer en 1766. C’est dans ce contexte que doit être comprise la résolution sur la liberté des salaires agricoles adoptée en 1767 afin que les organismes municipaux, dominés par les puissants, ne fussent pas en mesure de manipuler le barème salarial des journaliers […]. C’est ainsi également que doivent être comprises les mesures successives approuvées à partir de 1766 concernant la préférence donnée aux journaliers dans la répartition des lots de terrain communal et municipal. Si au début elles parurent avoir quelque effet dans certaines zones déterminées, à partir de 1770, ce sont les laboureurs à « une ou plusieurs jugères » qui peu à peu s’emparèrent des parcelles proposées à la répartition […]. L’échec de cette mesure fut le début de la progressive prise de conscience de nombreux manouvriers andalous. »

### Le problème des marginalisés
Dans la catégorie des laissés-pour-compte pour cause économique se retrouvaient tous les groupes et personnes vivant à la limite de la subsistance et de la marginalité sociale, voire aux confins de la délinquance : les vagabonds et les mendiants, les personnes sans domicile ni occupation fixes ― dans de nombreux cas des journaliers sans travail —, qui peuplaient les faubourgs des villes ou qui allaient par les chemins en quête de travail et de nourriture, et qui souvent vivaient de l’aumône ; ou les « pauvres de solennité » — orphelins, vieillards, malades et veuves sans ressources —, forcés de faire appel à la bienfaisance publique ou ecclésiastique. Dans le cas des vagabonds et mendiants, les mesures adoptées par les gouvernements réformistes furent de nature répressive, ces catégories étant en effet principalement visées par les enrôlements forcés ; pour ce qui est des pauvres, des orphelins ou des invalides, ils trouvaient accueil dans les asiles, les hospices et les casas de expósitos (orphelinats et foyers pour enfants trouvés et abandonnés).

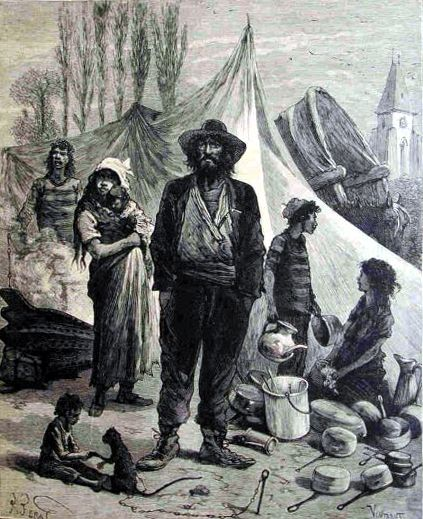
Campement gitan sur une carte postale française du XIXe siècle.

Les politiques réformistes eurent à faire face à un autre type de marginalité encore, mais de nature ethnique : les gitans. Il s’agissait d’un groupe au mode de vie nomade, sans enracinement physique dans quelque lieu concret, vivant selon ses propres lois et coutumes, et qui, par leurs attitudes, ne cessaient de susciter la méfiance dans la population, méfiance partagée par les gouvernants. La politique mise en œuvre « en fut une de répression et de violence, tendant à assujettir les gitans, à les confiner sur des territoires connus, et à effacer leur culture au profit de celle dominante. S’il tenait d'Ensenada, d’Aranda ou de Campomanes, l’objectif serait de mettre au pas une multitude infâme et nocive. Les forts d’outremer, les mines de mercure d’Almadén et les arsenaux furent pour les gitans des lieux de destination fréquents ».
La guerre de Succession d'Espagne à peine terminée, les gitans eurent à subir des mesures répressives, telle que celle édictée en 1717, les obligeant à se faire enregistrer, sous peine de 6 années de galère pour les hommes et de 100 coups de fouet pour les femmes qui s’y refuseraient, et tendant à ce qu’ils abandonnent leurs occupations traditionnelles, leurs coutumes, leurs vêtements et leur langue. En outre, obligation leur fut faite de s’établir dans une zone déterminée, sans pouvoir la quitter. Ces mesures furent reconduites plusieurs fois, ce qui est un indice de ce qu’elles n’étaient pas exécutées. Dans l’Ordre de 1745 signé par Philippe V, il était énoncé :

« … Que tous les gitans, qui sont résidants des villes et bourgs de l’assignation, retournent dans un délai de quinze jours aux lieux de leur domicile ; sous peine d’être déclarés, passé ce délai, bandits publics, et qu’il soit licite, après qu’ils auraient été trouvés avec des armes ou sans celles-ci en dehors des limites de leur zone de séjour, de faire feu sur eux et de leur ôter la vie… »

Plus dur encore fut l’ordre du marquis de la Ensenada de 1748, édicté sous le règne de Ferdinand VI et connu sous le nom de Gran Redada (littéralement Grand Coup de filet, ou Grande Rafle), par suite duquel entre 9 000 et 12 000 gitans furent mis en détention. Les hommes et les enfants âgés de plus de sept ans furent envoyés travailler dans les mines et dans les arsenaux, tandis que les femmes et les enfants plus jeunes étaient dispersés sur différentes localités. Finalement, sous Charles III, par la Pragmatique sanction de 1783, l’accès à tout métier fut accordé à tout gitan qui fixerait son domicile en un lieu déterminé et renoncerait à ses coutumes dans un délai de 90 jours. Ceux qui s’y refusaient seraient marqués au fer et passibles d’être exécutés en cas de récidive. De la sorte, l’on obtint que plus de 10 000 gitans se sédentarisent, mais sans pour autant s’intégrer dans le reste de la population. « À l’égal d’autres minorités, les gitans continuèrent à vivre dans des quartiers séparés, en maintenant leurs coutumes lorsque cela était toléré », indiquent Rosa Capel et José Cepeda.

### Progression des idées des Lumières en Espagne

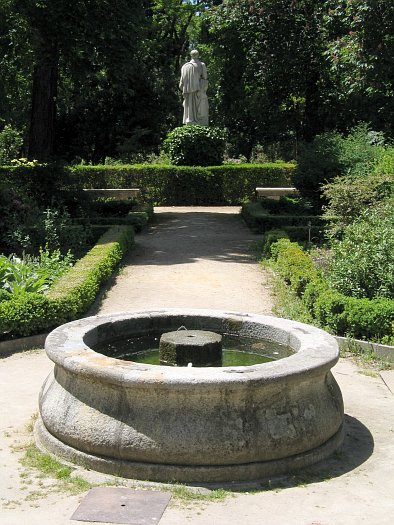
Jardin botanique royal de Madrid, une des nombreuses réalisations dues à l’esprit des Lumières.

Benito Jerónimo Feijoo, avec à ses côtés le frère bénédictin Martín Sarmiento, avait par ses œuvres préparé le terrain pour combattre les idées superstitieuses. À la cour royale elle-même, Campomanes et d’autres proposaient des réformes économiques propres à mettre l’Espagne en adéquation avec la situation nouvelle. Concomitamment à ces mouvements, les universités espagnoles se mirent à imiter leur homologue sévillane, que l’homme des Lumières Pablo de Olavide avait entrepris de réformer, et bientôt l’esprit des Lumières se mit à parcourir toute l’Espagne à travers ses universités. L’université de Salamanque s’opposa à la réforme du gouvernement, mais en même temps, à la suite des travaux de Ramón de Salas y Cortés, germait dans ses amphithéâtres une renaissance de la pensée qui aboutit à une contre-proposition de réforme, qui finit par être appliquée, quoique sans résultats durables en raison de l’invasion française de 1808. Ce processus enclenché en 1720 fut couronné par les traductions des œuvres de philosophes et penseurs français tels que Voltaire et Montesquieu, qui connurent une diffusion rapide.
L’accroissement des connaissances scientifiques et techniques et leur application pratique n’étaient pas un effet du seul enseignement, mais aussi du modèle d’échange entre penseurs, intellectuels, religieux et scientifiques qu’étaient les Sociedades Económicas de Amigos del País, dont la première fut fondée en 1774 par un groupe de nobles basques, et dont la plus importante était la Real Sociedad Económica de Madrid, créée en 1775 dans la ville qui deviendra le centre et le reflet du nouveau modèle social. Sans distinction de classe, ces sociétés accueillaient tous les secteurs de la société, réunis par un désir commun de soutenir le développement économique des régions où ces sociétés étaient implantées : techniques nouvelles de culture, écoles de métiers, diffusion de la mécanique et de la production. Le principal promoteur de ces sociétés et de la mise en commun des connaissances que celles-ci réalisaient était Charles III. Ces sociétés furent les premières assemblées ouvertes et l’embryon des futures rencontres politiques. Furent mis en place par ailleurs et notamment l’Académie royale espagnole, la Real Academia de Bellas Artes de San Fernando et l’Académie royale d’histoire.

#### L’Église et les Lumières
Les intellectuels espagnols des Lumières tenaient ’Église catholique pour responsable de l’échec du développement rationnel des nations ; toutefois, choisissant apparemment de rompre avec l’Église d'un point de vue intellectuel, ils ne s'en séparaient pas, et ne mettait en doute que la seule théologie traditionnelle. Ainsi, à l’autorité ecclésiastique, opposaient-ils la raison et le désir d’œuvrer au bonheur des hommes. Ils exigeaient que l’Église s’en tînt à un rôle plus austère, plus intime et personnel. Cette distinction entre la sphère privée et publique préfigure le principe de séparation de l’Église et de l’État (ou de la Couronne).
L’Église traversait alors une période de remise en question de l’autorité papale, cela sous l’effet des théories du conciliarisme, qui, en continuel développement, tendaient vers l’établissement d’églises nationales indépendantes de Rome. Un groupe d’évêques, improprement appelés jansénistes (bien qu’ils eussent peu à voir avec les doctrines de Cornelius Jansen), défendaient un ensemble d’idées avancées, en particulier le régalisme, lequel prévoyait que le pouvoir politique des Lumières nommât des évêques proches des idées de modernisation. Parmi eux figuraient Félix Torres Amat, Felipe Bertrán (ce dernier, disciple de Mayans, fut évêque de Salamanque et Inquisiteur général), José Climent et Antonio Tavira Almazán, qui tous eurent à se confronter à une Église espagnole conservatrice et attachée à la prééminence du pape.
Après que les jésuites eurent commencé à diffuser ce qui viendra à être appelé « une morale relâchée », ils se mirent à dos certains secteurs ecclésiastiques. L’Espagne ne resta pas à l’écart de ce mouvement ; les jésuites s’étaient répandus dans les universités et dans les centres d’enseignement principalement en Espagne, en France et au Portugal. Leur attitude critique vis-à-vis de la philosophie aristotélicienne, la volonté de tenir compte des connaissances techniques nouvelles et l’extension de leur travail à toutes les classes sociales heurtaient l’Église traditionnelle ; leur fidélité à Rome, disait-on, n’était qu’apparente, et ne se maintenait que par la force de leur vœu d’obédience aveugle à la papauté. Les conservateurs menèrent une persécution implacable contre les idées novatrices ― certes sans l’outil de l’Inquisition, aux mains des jansénistes ―, et l’on veilla à contrôler l’activité des jésuites dans les missions en Amérique, où ils étaient suspectés de préconiser des idées libératrices. La révolte contre Esquilache, qui fit suite à la famine de 1766, mit la Couronne en échec, et celle-ci chercha à incriminer les jésuites comme conspirateurs des événements. Les jésuites ayant été expulsés du Portugal et de France, Charles III, appuyé en cela par Felipe Bertrán, y trouva une occasion unique de les expulser à son tour d’Espagne en 1767 et de confisquer leurs biens.
En Espagne, l’Église catholique jouait traditionnellement un rôle fondamental en politique. Durant la guerre de Succession, le clergé de Castille soutint les Bourbons comme s’il se fût agi d’une croisade. En récompense, il se vit accorder de la part de la Couronne de grandes extensions de terre, placées sous la gestion des évêques et des abbés qui, en tant que grands propriétaires fonciers, apportaient d’importantes sommes pour le financement de l’État. Un cinquième au moins des recettes issues de l’activité agricole en Castille provenait de terres sous tutelle de l’Église. Néanmoins, la Couronne tenta de dominer l’Église espagnole. Clément XI, pape jusqu'en 1721, avait soutenu les Habsbourg, et les Bourbons ne voulaient pas lui laisser le privilège d’élire les évêques, raison pour laquelle ils prônèrent et maintinrent le régalisme dans l’Église espagnole. En 1753 fut ainsi signé entre Benoît XIV et la Couronne espagnole le premier concordat accordant à l'État le pouvoir de désigner les évêques.
La mise en évidence du rôle dominant de l’État dans la réforme ecclésiastique peut susciter l’impression d’une Église restant sur la défensive et s’obstinant à résister au changement et aux idées modernes. Pourtant[Information douteuse], beaucoup de religieuses du XVIIIe siècle s’opposaient à l’ancienne connivence entre Église et État, voire se rebellaient contre ; nombre de prêtres et de religieuses étaient hostiles à cette alliance par crainte que l’État pût de la sorte acquérir un trop grand pouvoir (spirituel) et être tenté d’altérer les idéaux et croyances authentiques de l’Église catholique.

### Les territoires d’outremer

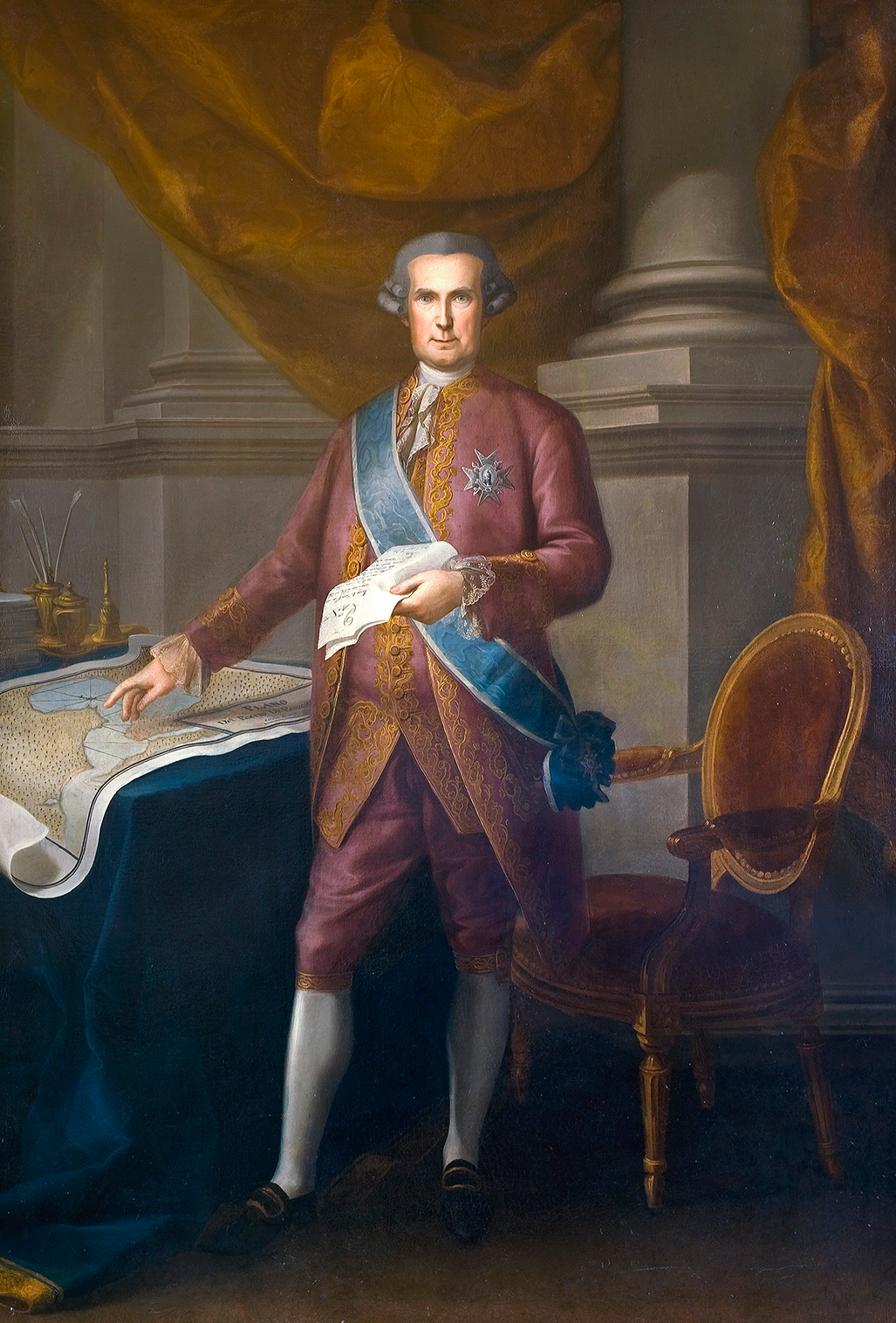
José de Gálvez, visitador general en Nouvelle-Espagne et ultérieurement ministre des Indes.

La principale faiblesse des premières réformes entreprises par les Bourbons était qu’elles tendaient à méconnaître les colonies d’outremer, dont la fonction se limitait, comme auparavant, à celle de pourvoyeurs de ressources et de recettes en vue de financer les campagnes militaires en Europe et les expérimentations économiques en Espagne péninsulaire. Le mal-fondé de cette politique fut mis en évidence lorsque l’Espagne, sous le règne de Charles III, perdit la guerre de Sept Ans face notamment à la Grande-Bretagne (1756–1763), défaite qui se traduisit par la chute de La Havane et de Manille, et qui porta le roi Charles III à s’aviser de l’importance stratégique des possessions espagnoles dans le nouveau monde.
Ainsi les conseillers de Charles III, ayant pris conscience de l’importance qu’il y avait à prendre pleinement en considération les colonies d’outremer, donnèrent-ils ordre de rédiger des rapports plus détaillés sur ces territoires et cessèrent-ils de considérer l’Amérique comme un monde voué exclusivement à l’activité minière dont la production était destinée à servir de source de recettes pour le trésor royal, s’employant dorénavant à stimuler les autres activités productives et le commerce, à améliorer le système administratif colonial et à rendre l’autorité de la Couronne plus efficace dans ses dominions. La vague de réformes comprenait une meilleure exploitation des ressources dans les colonies, une hausse des impôts, l’ouverture de nouveaux ports (autorisés cependant à ne commercer qu’avec la seule Espagne), et l’instauration de plusieurs monopoles d’État. Les réformes bourboniennes ont été qualifiées de « révolution dans le gouvernement » en raison des changements en profondeur apportés dans la structure administrative, lesquels étaient conçus de sorte à consolider le pouvoir de l’État espagnol, à réduire le pouvoir des élites locales au profit d’administrateurs venus d’Espagne, et à augmenter les recettes de la Couronne.
À cet égard, l’essai de José del Campillo y Cosío intitulé Nuevo Sistema de gobierno económico para la América (littér. Nouveau Système de gouvernement économique pour l’Amérique), paru en 1743, fut un texte clef, qui contribua largement à façonner les réformes menées en Amérique espagnole. Comparant les systèmes coloniaux de Grande-Bretagne et de la France avec celui de l’Espagne, il constata que les deux premières tiraient de leurs colonies des bénéfices de loin supérieurs à ceux que l’Espagne tirait des siennes. Il préconisa de transformer les rapports économiques de l’Espagne avec ses territoires d’outremer en évoluant vers un système plus proche du mercantilisme qui avait caractérisé la France de Colbert.
Le gros des changements en Amérique espagnole survint au cours de la seconde moitié du XVIIIe siècle, dans le sillage de la visita general (visite générale d’inspection) en Nouvelle-Espagne accomplie de 1765 à 1771 par l’avocat José de Gálvez, qui sera ultérieurement nommé ministre des Indes. Les réformes tentées en Nouvelle-Espagne seront par la suite mises en œuvre partout ailleurs en Amérique espagnole. Il y avait eu certes auparavant déjà plusieurs évolutions dans la gestion des colonies américaines. La mise en place de la capitainerie générale du Guatemala, dès 1540 avait été l'un des premiers grands changements administratifs ; en 1717, la création en 1717 de la vice-royauté de Nouvelle-Grenade, laquelle avait été détachée de la vice-royauté du Pérou afin d’en améliorer l’administration en fut une autre (cette nouvelle vice-royauté avait été créée initialement en 1717, puis supprimée six ans seulement après, et enfin rétablie de façon permanente en 1739). Cet ajustement administratif traduisait la prise de conscience (qui remontait donc jusqu’au XVIe siècle) de ce que, pour la partie nord de l’Amérique du Sud, la distance entre la métropole et le Pérou pouvait être problématique. En 1776, toujours dans le cadre de la réforme globale impulsée par José de Gálvez, fut créée la vice-royauté du Río de la Plata, deuxième juridiction à surgir par scission d’avec la vice-royauté du Pérou. Cette même année, une capitainerie autonome fut également établie au Venezuela.

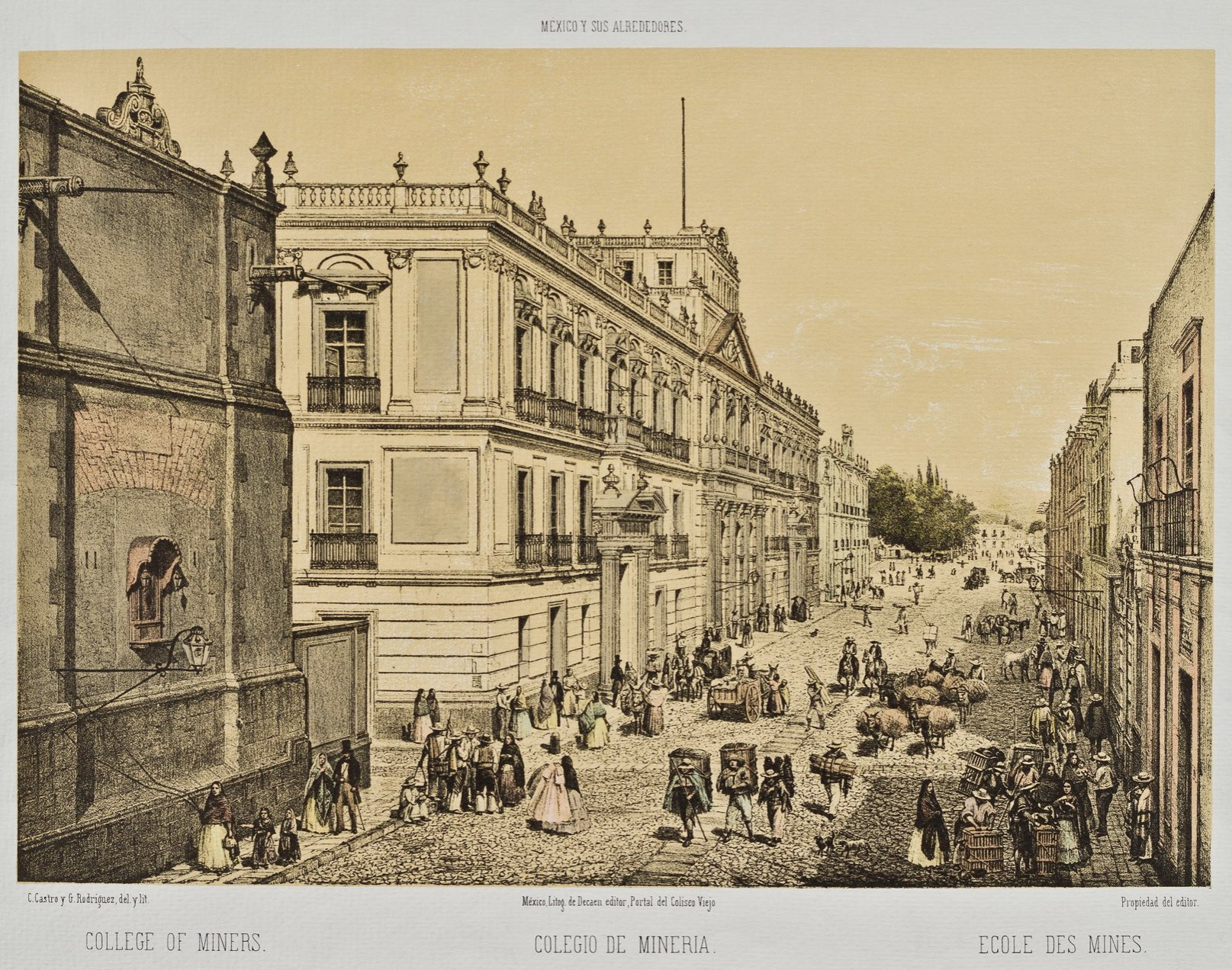
Le Palacio de Minería à Mexico. La Couronne tâcha de rendre les mines d’argent plus productives et anoblit les magnats de l'argent. Elle créa le Collège des mines et la Cour royale des mines.

Charles III engagea aussi le difficile processus de transformation du système administratif complexe hérité de la famille régnante précédente, les Habsbourg. Sous son règne, il fut décidé de concentrer les affaires coloniales dans un seul ministère, doté de nouvelles compétences au détriment du Conseil des Indes. Aux anciens corrégidors vint se substituer une institution d’origine française, l’intendance, dans le but de centraliser plus avant l’administration, et ce aux dépens des vice-rois, des capitaines généraux et des gouverneurs, attendu que ces intendants en référaient directement à la Couronne et se voyaient attribuer d’amples pouvoirs en matière économique et politique. Le système des intendances se révéla efficace dans la plupart des territoires et aboutit à une hausse des recettes. Les sièges des intendances furent installés principalement dans de grandes villes et dans des centres miniers florissants. La quasi-totalité des nouveaux intendants étaient des péninsulaires, c’est-à-dire des personnes nées en Espagne (par opposition aux criollos, d’ascendance espagnole mais nés dans les colonies), ce qui eut accessoirement pour effet d’envenimer les frictions entre péninsulaires et criollos, ces derniers souhaitant garder leurs positions acquises dans la bureaucratie locale. Ainsi, les postes dont les criollos avaient réussi à s’emparer au fil du précédent siècle et demi, sous les Habsbourg, notamment dans les hautes cours de justice (les audiencias), en majorité grâce à la vénalité des offices, étaient placés désormais sous le contrôle direct de fonctionnaires espagnols, censément mieux qualifiés et plus désintéressés. En 1807, seuls douze des quatre-vingt-dix-neuf juges des audiencias étaient encore des criollos.
Sur le plan économique, Charles III prit en 1778 le Décret de libre commerce (Decreto de libre commercio), par lequel les ports de l’Amérique espagnole étaient autorisés à commercer directement entre eux et avec la plupart des ports en Espagne ; aussi le commerce cessa-t-il d’être légalement restreint aux quatre ports coloniaux, à savoir Veracruz, Carthagène, Lima/Callao et Panama. Des dégrèvements d’impôt furent accordés à l’industrie minière de l’argent. L’industrie du tabac connut une période faste après l’extension du monopole d’État. Plusieurs colonies espagnoles commencèrent à produire une abondance de ressources, qui devinrent bientôt d’une importance vitale pour certaines puissances européennes, ainsi que pour les colonies britanniques en Amérique du Nord et dans les Caraïbes — nonobstant qu’une bonne part de ce commerce fût qualifiée de contrebande au motif que les marchandises étaient acheminées sur des vaisseaux autres qu’espagnols —. Les rois bourbons s’efforcèrent d’endiguer ce commerce illégal par différentes mesures telles que l’augmentation des tarifs douaniers, mais avec peu de résultat.
L’Amérique espagnole ne disposait guère, avant les réformes bourboniennes, de forces militaires opérationnelles, et les faibles effectifs présents étaient dispersés et sans coordination. Les Bourbons mirent sur pied une milice mieux organisée, plaçant à leur tête des officiers dépêchés encore une fois tout droit d’Espagne. Aussi la quasi-totalité des officiers supérieurs étaient-ils péninsulaires, les criollos devant se satisfaire des niveaux secondaires de commandement. Toutefois, ce principe fut bientôt mis à mal, quand des militaires locaux vinrent à occuper la plupart des positions. Les milices coloniales étaient en effet une source de prestige pour les criollos avides de reconnaissance sociale. La hiérarchie militaire était du reste à base raciale, et les milices se constituaient souvent selon des critères de race, avec des milices pour blancs, pour noirs et pour métis.
Les Bourbons s’appliquèrent aussi à laïciser le gouvernement, en réduisant le rôle politique de l’Église sans toutefois l’effacer totalement. À l’opposé des Habsbourg, qui faisaient souvent appel à des ecclésiastiques pour occuper des offices politiques, les Bourbons préféraient y placer des militaires de carrière. Le processus de laïcisation culmina avec la suppression de la Compagnie de Jésus en 1767. Les jésuites formaient l’un des ordres religieux les plus riches et avaient joué un rôle de premier plan dans l’œuvre missionnaire accomplie dans les Amériques et aux Philippines. Comme les Jésuites avaient de puissants rivaux dans les autres ordres de l’Église, leur mise à l’écart fut saluée avec une approbation dissimulée. Parallèlement, la Couronne, s’efforçant de promouvoir le clergé séculier au sein de la hiérarchie catholique, inversa par là une tendance prévalant depuis le début de la période coloniale et consistant à octroyer ces postes plutôt à des membres du clergé régulier. Dans l’ensemble cependant, ces changements n’eurent que peu de répercussion sur l’Église en tant que telle. Vers la fin du règne des Bourbons, à la veille des indépendances, la Couronne tenta de confisquer les biens de l’Église, mais la mise en application de cette mesure se révéla malaisée.

## Reconfiguration politico-administrative

### Basculement d’une monarchiejuridictionnellecomposite vers une monarchieadministrativecentralisée

#### L’ancien régime des Habsbourg
Au rebours d’une vision répandue, le changement politique survenu dans l'Espagne du XVIIIe siècle n’est pas l’œuvre de la seule bourgeoisie, mais de cercles administratifs, économiques et intellectuels issus de tous les secteurs de la société et engagés dans la construction du nouvel État espagnol contemporain. Ce changement fut certes sectoriel, mais néanmoins plus profond que ce que l’on croit généralement.
L’ordre juridique traditionnel antérieur, celui du régime des Habsbourg, était déterminé essentiellement par les lois de Dieu et par les privilèges ou lois particulières (la « privata lex ») propres aux différents corps politiques du royaume. À la base de cet ordre juridique et politique se trouvait donc l’ordre divin, instauré par le créateur de la nature et de l’homme et, à ce titre, naturel et indiscutable, et révélé sous les espèces du droit naturel, ainsi que par Dieu lui-même, à travers la Bible et son interprète, l’Église. Cet ordre naturel des choses était transmis par la tradition et s’incarnait dans la constitution traditionnelle, composée des droits des multiples communautés, corporations et états que structuraient la vie en société, et qui étaient en même temps autant de corps politiques et sociaux dotés de leurs propres constitutions, de la capacité de s’administrer eux-mêmes, et de droits acquis. Le pouvoir politique était un outil au service de cet ordre divin et corporatif, outil qui existait et se légitimait en se donnant pour devoir de maintenir l’ordre constitué. Dans ce cadre, la loi royale n’était qu’une composante parmi d’autres du droit, encore que son importance devait aller croissant avec le droit positif. Cependant, au cours de l’ère moderne, l’Espagne vit émerger la notion de souveraineté, de pouvoir absolu, c’est-à-dire de la capacité du roi à modifier l’univers normatif au moyen d’actes de volonté impérative ; toutefois, ces facultés du roi s’entendaient encore comme étant au service de l’ordre constitué, et non contre celui-ci, et le roi en usait à titre de pouvoir extraordinaire à l’effet de résoudre les problèmes qui ne pouvaient être résolus par les moyens ordinaires.
Aussi la monarchie espagnole avait-elle été sous les Habsbourg une monarchie dite « composite » (compuesta) et « de négociation » (negociada), agrégat de corps politiques très divers et fragmentés, dotés de leur propre droit, avec un fort caractère corporatif et un haut degré d’autonomie. Sur le plan institutionnel, ces principes se matérialisaient sur un mode judiciaire de gouvernement, confié à des magistrats, qui gouvernaient aux côtés du roi dans les conseils ou dans les tribunaux collégiaux, et, en son nom, dans les chancelleries, les cours de justice (audiencias) et les corregimientos (entités administratives territoriales) ; il s’agissait d’une forme de gouvernement où juristes ou letrados (bacheliers universitaires) représentaient le type idéal de l’agent public.
En ce qui concerne l’Ancien régime en Espagne, on n’est habilité à user du terme absolutisme qu’à la condition de se référer non pas à la création du droit, mais uniquement à sa mise en application ; non pas à la capacité législative, mais au pouvoir qu’avait le roi d’imposer de façon effective ses décisions, et ce du reste toujours avec circonspection. Toute idée d’omnipotence royale est déniée par ce contexte, eu égard au poids du pluralisme institutionnel dans la contention des prétentions du roi et à l’importance des éléments non absolutistes constitutifs du régime de gouvernement, comme en particulier l’obligation du pacte et le recours à la médiation.

#### Mise en place graduelle d’une monarchie administrative
En Espagne, tout au long du XVIIIe siècle, une monarchie administrative (ou exécutive) se mit progressivement en place, en juxtaposition avec celle juridictionnelle existante, et entra plus d’une fois en conflit avec celle-ci. Le principal instrument de ce nouveau régime étaient les secrétariats d’État et du Cabinet (en espagnol Secretaría de Estado y del Despacho), doublés par leurs agents administratifs à l’échelon du gouvernement territorial. Cette monarchie de type nouveau tendait à exercer le gouvernement sans égard aux prescriptions de procédure et de fonctionnement propres à la tradition juridictionnelle, ce qui se traduisit dans la deuxième moitié du siècle par une dynamique clairement étatique et par ce qui a été dénommé absolutisme ministériel, soit encore réformisme bourbonien.
À partir du règne de Philippe V, le gouvernement exécutif s'implanta et progressa grâce à la réforme des institutions et à la sélection d’un nouveau type de fonctionnaires et de gouvernants. Philippe V instaure, par-dessus le traditionnel gouvernement des Conseils (Castille, d’Aragon etc.), un gouvernement ministériel s’incarnant dans les secrétariats d’État, qui durant ce siècle allaient devenir le centre politico-administratif de la monarchie espagnole. Le roi choisissait personnellement les secrétaires d’État, ses hommes de confiance, qui en référaient à lui en face à face, lui faisaient remonter l’information sur toutes les instances de la monarchie, lui proposaient des projets, et transmettaient ses ordres en veillant qu’ils soient bien exécutés. Véritables hommes d’État aux capacités politiques notables, ils étaient à la tête de services spécialisés (secrétariat d’État de la Guerre, des Finances, de la Grâce et de la Justice, de la Marine, et des Indes), lesquels, placés sous leurs ordres, se composaient chacun d’un personnel fixe, les officiels (oficiales), qui poursuivaient des carrières similaires à celles des fonctionnaires, avec sécurité de l’emploi, montée régulière sur le tableau d’avancement, et niveaux de rémunération correspondants. Le recrutement de ce personnel ressortissait directement au ministre compétent, et la formation de la recrue se faisait dans une bonne mesure dans les officines mêmes des secrétariats ; c’est ainsi qui seront formées, tout au long du XVIIIe siècle, des collectivités administratives mécaniquement régies par un ensemble de règles impersonnelles, aptes à fonctionner par elles-mêmes, avec une autonomie relative et dans la continuité. C’est au sein de ces administrations nouvelles qu'allait s’accomplir la transition d’un gouvernement personnel vers un État impersonnel.
Corollairement, les Conseils allaient perdre au fil du siècle une grande part de leur pouvoir, et quelques-uns même disparaître. Le Conseil d’État (Consejo de Estado), qui a été l’espace privilégié du pouvoir de l’aristocratie autour de Charles II au siècle précédent, fut supprimé. D’autres, tel que le conseil des Finances et de la Guerre, perdent certaines de leurs attributions au profit des secrétariats respectifs. Dans le même sens, le roi recourait plus fréquemment à la « voie réservée » (vía reservada) pour traiter les affaires dont il ne voulait pas qu’elles passent par les Conseils, en particulier dans la seconde moitié du siècle.
Toujours dans le même esprit, Philippe V mit l’essentiel de l’administration territoriale sous la direction du gouvernement ministériel, la soustrayant par là à la compétence antérieure du Conseil de Castille. Jusque-là, les corrégidors avaient été nommés par la Chambre de Castille (comité siégeant au sein du Conseil de Castille), les audiencias étaient présidées par un magistrat, et tous devaient rendre compte au Conseil. Avec les réformes, les audiencias passèrent sous la présidence de capitaines-généraux désignés par la voie militaire. La réforme de la perception des impôts menée entre 1712 et 1714 eut pour effet de transférer l’administration provinciale des impôts vers les intendants, qui étaient nommés par les secrétaires d’État et qui n’en référaient qu’à eux, et qui traitaient avec les grandes compagnies de fermiers généraux. En outre, les intendants intervenaient comme corrégidors dans les capitales de province, les soustrayant également à la juridiction des Conseils.

### Émergence d’une nouvelle classe dirigeante
La classe politique bourbonienne présentait un profil idéologique, social et culturel qui tranchait avec celui des élites traditionnelles de la monarchie habsbourgeoise.
Au XVIIe siècle, les hautes fonctions de la monarchie étaient réservées aux familles de l’aristocratie, lesquelles constituaient l’entourage du roi à la Cour, commandaient les armées, représentaient le monarque en qualité de vice-rois, fournissaient les grands prélats, et produisaient des dynasties de magistrats. Les grands magistrats étaient normalement issus des milieux nobles ou des cercles les plus notables des villes de Castille, se reproduisaient dans d’exclusifs Colegios Mayores et, par des mécanismes de cooptation, accaparaient les postes dans les audiencias et les chancelleries, dans les Conseils du roi, dans la hiérarchie ecclésiastique et dans le Saint Office. Les nominations à ces hauts postes par le roi se faisaient sur proposition de la Chambre de Castille, composée de grands magistrats et de représentants de la classe politique castillane, lesquels, détenant en leurs mains le pouvoir de présélectionner les candidats, tendaient à choisir parentèle, amis et clients.
Le règne de Philippe V apporta un changement significatif dans le recrutement du personnel gouvernant, changement qui sera par la suite confirmé sous Charles III. Pour gouverner plus librement, sans la traditionnelle pression de l’aristocratie et de la classe politique castillane des letrados, Philippe V eut soin d’élever dans le gouvernement de la monarchie des hommes dépourvus d’une base de pouvoir propre (c’est-à-dire qui n’étaient ni seigneurs de fiefs, ni membres d’une des grandes dynasties de magistrats) et donc entièrement redevables au roi de leur ascension.
La fin de la guerre de Succession d'Espagne fut un moment particulièrement propice à une telle reconfiguration administrative. Une partie des Grands de Castille avait en effet rallié le camp autrichien durant la guerre, prétexte pour Philippe V de les envoyer en exil et de promouvoir à leur place les familles qui s'étaient tenues à ses côtés durant le conflit. Un grand nombre de personnages non issus de la classe politique traditionnelle, en particulier une multitude d’hidalgos des provinces du nord (Pays basque et Navarre), de serviteurs étrangers (français, Italiens, flamands ou irlandais) et des membres des minorités d’Aragon qui avaient soutenu Philippe V pendant la guerre, furent alors élevés dans les hautes sphères de l’administration. Pour ces groupes, qui allaient se distinguer comme collaborateurs du réformisme sous le signe des Lumières, la principale source de revenus et de bénéfices honorifiques résidait dans le service de l’État et dans l’économie de la Couronne. Cette noblesse collective comprenait des familles avec un large éventail de conditions socio-économiques (majorats, négociants, artisans, campagnards), toutes nobles assurément, mais présentant l’avantage de n’avoir pas de préjugés de classe sur le chapitre du travail, du commerce ou de l’industrie. Des membres de ces groupes furent admis en abondance dans les nouvelles administrations, de sorte que les institutions réformées par Philippe V renfermaient une forte présence d’hommes nouveaux.
Ce changement dans le recrutement des cadres administratifs s’accomplit donc dans une large mesure au détriment de la haute aristocratie. Celle-ci continua certes à occuper des fonctions honorifiques au palais, dans une partie de l’armée et dans la diplomatie, mais des hommes issus de la basse et moyenne noblesse avaient fortement pénétré nombre de secteurs de l’administration royale. Les secrétaires d’État et les officiers étaient majoritairement issus de la petite noblesse ; de même, les intendants et nombre de généraux et d’officiers supérieurs de l’armée provenaient de la petite et moyenne noblesse, ou étaient d’origine étrangère, tandis qu’à la tête de la Marine se trouvaient beaucoup d’hommes originaires de la basse noblesse, surtout norteña (des provinces du nord). Les vice-royautés et capitaineries générales, qui jusqu’au début du XVIIIe siècle étaient restées aux mains de la haute aristocratie, allaient échoir désormais à des militaires extraits de la petite et moyenne noblesse. Les représentants de la haute aristocratie étaient à l'inverse peu nombreux à se voir encore confier des charges importantes au sein du gouvernement — ce sont notamment Carvajal, Huéscar, Aranda, Infantado, Fernán Núñez, Villahermosa ; il n’y en eut guère d’autres.
Cette mise à l’écart politique quasi-totale des Grands ne se fit pas sans provoquer leur mécontentement, qui s’exprima par le truchement de pamphlets anonymes. Pourtant, cet évincement fut un changement de fait, survenu sans que soient instaurés des principes ou une doctrine légale propres à altérer les fondements traditionnels de son hégémonie ; cependant, l’aristocratie, ainsi privée de ses fonctions politiques, se trouvait replacée dans une position où privilèges et service avaient cessé d’être en adéquation. Pour les politiques et les gens des Lumières liés au gouvernement, la noblesse n’avait de sens que si elle rendait des services à l’État ; du reste, il ne s’agissait pas de l’abolir, mais de mettre en place une classe dirigeante utile.
François Cabarrus, qui avait été secrétaire aux Finances sous Charles III entre 1766 et 1785, critiqua dans son Éloge de Miguel de Múzquiz la noblesse improductive et exalta l’exemple des hommes voués au bien-être de l’État et mettant au service de celui-ci leurs qualités et leurs talents.Ce n'était pas pour autant une mise en cause de la noblesse en soi ou une attaque de la part d’une présumée bourgeoisie contre elle ; beaucoup de ces hommes des Lumières, critiques de la haute noblesse, étaient eux-mêmes d’extraction noble, et de fait, les titres nobiliaires ne cessèrent pas d’être en vigueur au XIXe siècle. La critique, telle que formulée par les membres de la nouvelle classe politique et culturelle du réformisme bourbonien, portait sur le fait que la noblesse fondait ses prétentions à maintenir son statut social sur la seule ancienneté du lignage, au lieu de s’instruire et de s’efforcer d’être utile à l’État.
Le texte critique le plus connu sur ce sujet est le Discurso sobre la autoridad de los ricos hombres sobre el Rey y cómo la fueron perdiendo hasta llegar al punto de opresión en que se halla hoy (littér. Discours sur l’autorité des riches hommes sur le Roi et sur la manière dont ils l’ont perdue jusqu’au point d’oppression dans laquelle elle se trouve aujourd’hui), que le jeune comte de Teba présenta en 1794 devant l’Académie royale espagnole d’histoire. Le comte de Teba faisait partie du cercle des Lumières au sein de la haute noblesse, et sa critique était en accord avec les idées du moment à propos du service que la noblesse se devait de rendre à la nation. En outre, il en appelait au tribunal de l’opinion publique, faisant habilement valoir la convergence d’intérêts entre aristocratie et peuple, au bénéfice de ce dernier, en alléguant que le pouvoir de l’antique noblesse, contrepoids à la dérive absolutiste du monarque, était la garantie la plus sûre de la liberté et de la justice, capable de prévenir l’oppression du peuple.

#### Dans la magistrature
Les magistrats étaient les agents publics par excellence de l’ancienne monarchie juridictionnelle. Traditionnellement, la magistrature et les théologiens se formaient aux doctrines scolastiques, lesquelles enseignaient que le pouvoir royal restait subordonné à un ordre juridique régi par les lois divines et par les constitutions des corps politiques du royaume. Au XVIIIe siècle, en particulier sous le règne de Charles III, la royauté espagnole s’efforcera d’exercer sa tutelle sur la magistrature et la hiérarchie ecclésiastique.
Il y avait des différences sociales et culturelles entre ceux embrassant la carrière juridique et ceux s’engageant dans une trajectoire politico-administrative. Les magistrats étaient issus de familles distinguées appartenant aux oligarchies urbaines, ayant une tradition de carrières dans la magistrature et dans le haut clergé, bénéficiant d’un solide enracinement territorial et d’une notabilité régionale, ayant des intérêts économiques et sociaux de portée purement locale, et pratiquant entre soi des mariages croisés ; ils étaient formés dans les Conseils et dans les audiencias, après avoir suivi des études de droit dans les universités, de préférence dans les Colegios Mayores, et professaient une idéologie politique juridictionnelle et possédaient une culture traditionnelle. Ces magistrats arrivaient généralement à la Cour en fin de carrière, à un âge déjà avancé, autour de 50 ans, et ne s’y ancraient pas.
Au contraire, les agents des intendances, de l’administration des Finances ou de l’état-major de l’armée, d’extraction sociale fort différente de leurs prédécesseurs, étaient souvent issus de familles nouvelles ou étrangères, dépendaient plus étroitement du roi, économiquement et socialement, avaient moins d’intérêts fixes dans leur terroir d’origine et un enracinement local bien moindre, partageaient une idéologie politique ministérielle et régalienne, et avaient, en tant qu'hommes neufs, une culture plus ouverte aux nouveautés et aux réformes. Venus pour la plupart du monde rural et du commerce, n’ayant pas fait d’études universitaires, mais possédant une culture technique et empirique, ils avaient été élevés par Philippe V au rang de cadre politique et financier. Les membres de ces secteurs fondaient leur famille à la Cour et s’y enracinaient, encore qu’ils aient continué jusqu’au début du XIXe siècle à emmener avec eux du terroir quelques jeunes gens de leur parentèle.
Les Bourbons tendaient, au fur et à mesure que leur pouvoir se renforçait, à avoir recours au décret exécutif au détriment de la voie consultative pour la nomination de ces agents. Le roi choisissait directement, avec ses ministres, en faisant l’impasse sur la médiation de la Chambre de Castille. Sous le règne de Charles IV, les nominations par voie exécutive augmentèrent spectaculairement.
Pour mettre les institutions sous sa tutelle, Charles III s’appuya en particulier sur une génération de juristes qui n’étaient pas passés, comme la haute magistrature, par les prestigieux Colegios Mayores ; c’étaient des hommes de confiance du roi, avocats et procureurs, praticiens du droit, pour qui primait avant tout la loi royale et la volonté du monarque, à qui ils étaient redevables de leur élévation. Les ministres absolutistes cherchaient à s’attacher des conseillers déliés des doctrines juridictionnelles scolastiques, qui ne soient pas simplement des letrados, mais des hommes expérimentés dans l’art de gouverner, des procureurs ou des juristes à même de devenir des instruments efficaces du gouvernement, avec un profil politique garantissant que la justice concoure à étendre le pouvoir de la Couronne au bénéfice du bien public, et qui soient aptes à prendre en charge la gestion économique et administrative de la nation. Sous Charles IV, on vit des hommes s’élever à des postes très influents dans la magistrature et dans la politique sur la base de mérites d’autres sortes, par exemple littéraires, quoique toujours moyennant des appuis politiques.
L’exemple le plus connu de ces hommes nouveaux est Campomanes, qui dirigea avec fermeté le Conseil de Castille pendant trois décennies, entre 1762 et 1791. Un autre exemple éloquent est José de Gálvez, homme qui réunit en lui zèle, efficacité et récompense ministérielle, et qui sut en une dizaine d’années gravir tous les échelons jusqu’à devenir secrétaire d’État des Indes.

#### Dans l’Église et l’épiscopat
Un ensemble de mesures devait permettre au roi de renforcer son pouvoir sur l’Église d’Espagne. Par le concordat de 1753, Ferdinand VI obtint pour l'autorité royale la compétence, qui jusque-là appartenait au pape, de nommer les titulaires de plusieurs dizaines de milliers de fonctions ecclésiastiques, pour la plupart des postes de curé de paroisse. La politique royale œuvra à s’affranchir de la tutelle politique de l’Église et des anciens principes juridictionnels qui limitaient le pouvoir du roi. Les universités, aux mains des ecclésiastiques, avaient formé les magistrats à la culture juridictionnelle néo-scolastique, qui soumettait l’autorité du roi aux lois divines et à la constitution traditionnelle du royaume. Dans le cadre de sa réforme, Charles III brisa par divers moyens l’autonomie des universités, définissant leurs programmes d’études, interdisant les auteurs néo-scolastiques (tels que Vitoria, Mariana, Suárez, Molina…), et affirmant la supériorité du droit royal sur la loi ecclésiastique.
La politique de recrutement de l’épiscopat allait dans le même sens. Charles III usa de son droit de proposition des évêques pour avantager les candidats régalistes, en écartant en particulier les jésuites, soupçonnés d’appuyer les doctrines contractuelles, contraires aux pouvoirs régaliens du souverain, et en donnant systématiquement la préférence à des ecclésiastiques au profil royaliste. Il en résulta un épiscopat fidèle et obéissant, qui de surcroît avait souvent de fortes attaches personnelles, y compris de parenté, avec des membres de la classe politique caroline. Beaucoup parmi eux allaient suivre les directives de la Couronne et être des agents résolus des projets réformistes (témoin le rôle joué par les évêques dans la création des Sociétés économiques des Amis du Pays (en)). En 1767, les jésuites, principal obstacle intellectuel et éducatif au pouvoir régalien du monarque, furent expulsés par Charles III. Inversement, le roi eut soin de promouvoir par des récompenses et des pensions les intellectuels qui écrivaient en faveur des pouvoirs régaliens et sur des sujets publics en relation avec l’économie, l’éducation, la morale sociale et sur d’autres questions ayant trait à la politique réformiste menée par la Couronne.

#### Dans l’armée
Parmi les nombreuses réformes, deux allaient se révéler particulièrement importantes pour la formation militaire et pour le recrutement des hauts gradés de l’armée et des titulaires de postes de commandement politico-militaires. Philippe V créa les Gardes royales[Information douteuse], qui devinrent au fil du siècle la principale pépinière de généraux pour l’armée et de vice-rois et de gouverneurs pour la métropole et pour les Indes. Les Bourbons fondèrent également des académies militaires, où pour la première fois, c'est le roi qui sélectionnait et formait les cadres de son armée.
Dans les rangs de l’armée se trouvaient des jeunes gens aux origines géographiques les plus diverses et issus de tous les milieux de l'élite, depuis la noblesse seigneuriale jusqu’aux hidalgos du nord, mais souvent aussi provenant de familles rurales dont l’ascension était liée au commerce. Désormais, les cadets se formeaint militairement dans les institutions créées par les Bourbons, recevaient une instruction partout semblable, les établissant comme égaux dans le service du roi, partageaint les mêmes expériences et les mêmes valeurs, paraissant se dépouiller de leurs attributs d’origine et de lignage, s’appelant entre eux, non plus par leurs titres correspondant à leur état, mais par leur premier patronyme. Cela contrastait avec l’armée de la monarchie médiévale et des Habsbourg, où les différents corps de troupe se composaient alors chacun de gens d'un même terroir, accueillant donc des soldats partageant parler, coutumes, localismes, voire souvent des rapports de parenté, d’amitié ou de voisinage.

#### Rémunérations et honneurs
La nouvelle classe dirigeante fut spécialement choyée par les monarques, et les Bourbons octroyaient une profusion de titres nobiliaires à leurs principaux serviteurs. Sous Charles III eut lieu une hausse généralisée des rémunérations ministérielles. Les décorations de l’ordre de Charles III, créé en 1771, furent en majorité décernées à des membres de la haute administration, et beaucoup moins aux membres de la noblesse titrée non titulaires de fonctions au service du monarque, au haut clergé et aux représentants des oligarchies locales.
En outre, les monarques éclairés, plus particulièrement Charles III, firent en sorte qu’une part des ressources économiques soit détournée des élites traditionnelles du royaume et de l’Église au profit de la nouvelle classe politique et pour les besoins de leurs projets de réforme, ce que l’on peut observer dans nombre de domaines ; par exemple, pour financer le projet de bienfaisance de la Couronne (activité qui jusque-là avait été entre les mains de particuliers, d’institutions ecclésiastiques et des municipalités), le roi permit en 1784 que soit soustrait jusqu’au tiers des recettes tirées des bénéfices, canonicats et autres prébendes à patronage royal. De même, pour favoriser les projets éducatifs éclairés, tels que la création du séminaire de Bergara, la Couronne remit aux nouveaux éducateurs les collèges et les biens des jésuites expulsés.

#### Reproduction des élites, endogamie, clientélisme
La reproduction des nouvelles élites se faisait fondamentalement par le biais de relations clientélistes au sein même des institutions. Les relations personnelles de parenté et d’amitié, les rapports professionnels et de clientélisme ministériel étaient les mécanismes par lesquels certains réseaux de serviteurs du roi s'étendaient dans la classe dirigeante. Dans l’accession des plus jeunes à l’administration royale et à l’armée, un rôle important était joué par les accointances de leur parentèle et par leurs amitiés dans la classe politique. Dans les secrétariats, une bonne part de ceux qui y entraient à 14 ou 15 ans comme pages boursiers étaient des proches parents du secrétaire, des officiels ou de collègues d’autres secrétariats, ce qui à l’occasion produisait de véritables dynasties administratives. Les mêmes mécanismes étaient aussi en jeu dans l’institution militaire.
Le facteur familial était prégnant dans la politique bourbonienne, comme l'atteste l’exemple de José García de León y Pizarro (1770-1835), homme « sans aucune recommandation », qui dans sa jeunesse s’installa tout naturellement dans le cercle, puissant et fermé, des amitiés de ses parents, que s’appliquèrent vivement à lui trouver une situation. Par contre, de nombreux témoignages de l’autre camp font état des difficultés éprouvées par les groupes de la noblesse moins introduits dans les sphères du gouvernement pour accéder à ces emplois.
Une fois le candidat établi au sein de l’administration, les relations décisives devenaient des liens professionnels, d’amitié et de patronage ministériel. La sécurité de l’emploi, la rémunération, l’avancement par l’ancienneté et la pension de retraite garantissaient une longue existence dans l’administration, et par là quantité d’occasions de favoriser l’accession à la fonction publique de jeunes gens issus de sa propre parentèle ou de fils d’amis, ce qui fut à la base ensuite d’un intense échange de faveurs et de recommandations entre administrateurs. Ce système contribua à entretenir et à reproduire dans l’administration certains réseaux sociaux sur plusieurs générations.
Les enfants et les jeunes gens de ces milieux se rencontraient dans les lieux de recrutement et d’enseignement que patronnaient les Bourbons en vue de la formation de leurs cadres. Ces lieux étaient principalement les séminaires de nobles de Madrid (à partir de 1725) et de Bergara (à partir de 1776), les académies militaires, les Gardes royales et les officines des secrétariats d’État, dans lesquelles les plus jeunes s’initiaient à la pratique ministérielle sous la surveillance de fonctionnaires chevronnés et des secrétaires. Dans lesdites institutions, les futurs dirigeants du gouvernement ministériel ou militaire recevaient une instruction particulière, plus technique et scientifique, en même temps que leur étaient enseignés certains principes politiques, instruction se distinguant nettement de celle destinée aux letrados dans les universités.
Le taux d’intermariage était très élevé dans ces groupes, et a été estimé à 73,7 % des alliances nuptiales chez les fonctionnaires et personnalités politiques de Madrid entre 1750 et 1850. Ils partagaient d’autre part les mêmes affinités intellectuelles et prenaient part activement aux cercles de sociabilité des Lumières de la seconde moitié du siècle, tels que les clubs politiques, les académies royales et les sociétés économiques.
Quant aux agents en poste dans les territoires, leur recrutement était conditionné par la nécessité pour le roi de pouvoir compter avec certitude sur des agents locaux d’une obéissance et d’une disponibilité absolues, dotés des capacités nécessaires à affronter l’inévitable résistance des tenants de l’ordre corporatif ancien, accoutumés aux pratiques contractuelles de l’antique culture juridictionnelle. La réussite dans les missions difficiles s’accompagnait de promotions et d’ascensions, désobéir en revanche comportait la menace de tout perdre, pour les agents mais aussi pour leur famille, ainsi que purent le vérifier amèrement les frères Armona en 1764. Les intendants en particulier étaient des agents décisifs de l’absolutisme ministériel et de la politique réformiste dans les territoires de la monarchie, d’abord et en premier lieu dans ceux de la Péninsule, plus que dans les Indes.

#### Idéologie et valeurs de la nouvelle élite
Dans leurs mémoires et écrits, les fonctionnaires des Lumières mettaient continuellement en avant un ensemble de valeurs qu’ils paraissent avoir en commun : le mérite individuel, l’acquisition de capacités par l’instruction et l’étude, et le dévouement au service de l’État et à la poursuite du bien public. L’on trouve ces mêmes valeurs non seulement dans les documents rédigés pour publication, mais également dans leurs manuscrits personnels non destinés à être dévoilés au public, comme. dans les souvenirs de José García de León y Pizarro, ou dans les Noticias rédigées par Armona pour enseigner lesdites valeurs à ses fils, c’est-à-dire « la part d’honneur, de zèle et de désintéressement avec laquelle vous devez servir le roi et la patrie » ; le même Armona professait d’ailleurs une même ferveur envers Campomanes, eu égard à son « activité infatigable », à la « multitude de ses expédients » et de ses « écrits fiscaux », à ses « ouvrages publics, pleins de sagesse, d’érudition, d’amour au Roi et à la patrie, de recherches profondes, raffinées et toujours utiles au gouvernement ». Múzquiz estimait l’homme qui, comme lui-même et ses amis et collègues, sert l’État, et dénigrait ceux qui étudiaient dans les universités en y apprenant des doctrines qui, d’après la vision commune prévalant dans tous les milieux éclairés, étaient sans pertinence ou ridicules.

#### Domaines d’action
Au cours du XVIIIe siècle, l’extension continuelle du pouvoir du roi permit d’ouvrir de nouveaux champs d’action, et le gouvernement vint donc à s’occuper d’un nombre grandissant de matières, s’appuyant sur les nouveaux instruments mis en place. Dès le milieu du siècle, la politique de stimulation (fomento) devint l’activité par excellence de l’action ministérielle, et prenait pour objet des domaines tels que l’économie, le commerce, l’industrie, l’agriculture, l’élevage, la science, l’enseignement, la politique d’assistance, l’information officielle, la politique culturelle, et la « policía » (gestion). Les secrétaires étaient des hommes d’État, des personnalités politiques capables d’initiative et à même d’élaborer des projets de réforme parfois de grande envergure. Le travail de réforme requérant des hommes spécialisés, les fonctionnaires des Secrétariats étaient des techniciens avides de se renseigner sur les expériences passées, de se documenter, d’examiner les modèles étrangers, de proposer des solutions aux problèmes, et de mettre en chantier leur application légale.

#### Acquisition des savoirs, notamment en économie
Les trajectoires de formation des fonctionnaires des secrétariats différaient notablement de la situation antérieure. À l’issue de l’enseignement moyen et du collège, les futurs agents de l’État évitaient en général de passer par les universités, et privilégiaient les séminaires de nobles, les académies militaires ou d’autres filières de formation. Beaucoup prenaient dès le jeune âge du service dans les secrétariats, y débutant à l’échelon inférieur, à titre d’aspirant, pour apprendre progressivement le travail de l’office, puis montaient dans l’organigramme en fonction de leurs mérites. Pour eux, le bureau était un centre d’enseignement où l’on apprenait de la bouche de fonctionnaires plus expérimentés, voire du secrétaire lui-même. Il y avait d’autre part dans la formation des fonctionnaires et des autres agents du gouvernement ministériel une forte composante autodidacte, conjuguée au désir de connaître les progrès et les nouveautés dont tiraient avantage les autres pays européens. Ceux qui, dans le cadre de leur carrière au service du roi, faisaient des séjours d’étude à l’étranger ou entreprenaient un périple à travers les principaux pays européens ou dans les territoires espagnols en Amérique n’étaient pas rares. Ils s’intéressaient aux avancées scientifiques, aux améliorations économiques et aux réformes administratives et militaires accomplies par d’autres États. Ils apprenaient aussi par la transmission personnelle de connaissances, par le passage de main à main d’ouvrages et d’écrits, et au travers d’échanges épistolaires avec les savants de l’époque.
Les ministres et leurs fonctionnaires étaient très impliqués dans le monde des Lumières, jouant un rôle de premier plan dans les principales institutions académiques et scientifiques, comme les Académies royales et les Sociétés économiques, et faisant partie des principaux clubs de la Cour,. Ils entretenaient également une forte présence dans l’édition et dans la presse. Ils étaient très engagés dans la vague de réformes, imaginant et examinant des projets en matière de développement de l’enseignement, de la culture et des sciences, proposant des remèdes pour résoudre les problèmes de l’économie, des améliorations administratives, des réformes militaires, ou dans une multiplicité d’autres domaines en rapport avec leurs missions gouvernementales. Ils s’efforçaient de propager les idées nouvelles des Lumières européennes et s’adressaient à l’opinion publique par le biais de la presse, et s’impliquaient très fortement dans les sociétés éclairées de Madrid. José Antonio Armona y Murga et Gaspar Melchor de Jovellanos en sont d'excellents exemples.
Les Lumières n’étaient pas un mouvement monolithique, mais eut plusieurs versants, avec des domaines d’intérêt et des réseaux différents, même si tous leurs représentants partageaient des idées fondamentales communes. Les Lumières érudites, tout entières vouées à la médecine, à l’histoire critique, aux sciences empiriques, aux mathématiques, etc., sont généralement plus mises en valeur, mais les Lumières politiques, centrées sur l’économie politique et sur tout ce qui était susceptible de relever de l’action de l’État ou des gouvernements provinciaux, et pouvait servir à stimuler le commerce, l’industrie, l’agriculture, et à développer les fondements sociaux de la richesse, comme l’instruction, le travail et les coutumes réglées, se développaient également. L’Espagne connut dans la seconde moitié du siècle une forte croissance de la science économique, grâce à une multiplication de traductions d’ouvrages étrangers, s’ajoutant aux traités d’auteurs espagnols, par des publications périodiques, et par les mémoires que s’appliquaient à éditer des institutions telles que les sociétés économiques ou la Junta de Comercio.
Ces Lumières, davantage portées sur la chose politique, évoluaient de préférence dans les cercles proches du gouvernement et des décideurs économiques. Dans le champ de l’économie politique, les membres notamment des milieux politiques et commerciaux nordistes (basques et navarrais), particulièrement bien connectés au réformisme bourbonien, jouèrent un rôle de pionniers dans ce domaine et en firent leur spécialité. Ces milieux étaient directement liés aux réalisations du premier capitalisme d’État et furent les principaux acteurs dans les premières compagnies commerciales avec privilège royal, dans les finances royales, dans les Cinco Gremios Mayores de Madrid, et dans la Banque de Saint-Charles (créée en 1782 par Charles III),. Ces milieux ne s’intéressaient pas tant à l’érudition ou aux sciences pures, qu’au développement de l’économie et des « sciences utiles » pouvant contribuer aux politiques de stimulation (fomento), ceci en cohérence avec leurs activités combinant affaires commerciales et carrière au service du roi. Ces personnes rédigeaient des traités et étaient, qu’ils résident à la Cour ou bien à Bilbao, Lequeitio, Cadix, Séville ou Vitoria, personnellement très liés à l’administration ministérielle, à l’armée bourbonienne et à l’économie de l’État, directement ou non. La première Sociedad Económica de Amigos del País, modèle de toutes celles qui suivirent, vit par exemple le jour en 1765 dans les provinces basques ; en 1774, la moitié des fondateurs de la Real Sociedad Económica Matritense de Amigos del País (16 sur 32) et ses deux premiers directeurs étaient issus des mêmes groupes d’administrateurs et de négociants originaires des provinces basques et ayant pris pied à la Cour de Madrid. C’est toujours de ces mêmes cercles que provenaient une bonne partie des élites réformistes éclairées en Amérique. Ces nordistes étaient très au fait du développement économique et culturel en Europe et des progrès philosophiques et scientifiques, en particulier dans les « sciences utiles ».

### Inerties et résistances
La volonté des Bourbons d’Espagne d’imposer un gouvernement exécutif direct se heurta à de fortes résistances, spécialement en Amérique espagnole, où les élites étaient accoutumées à l’ancienne monarchie juridictionnelle et de négociation. Dans quelques cas, les difficultés étaient telles que même les fonctionnaires les plus dévoués au roi rechignaient à obéir : ainsi Armona, qui refusa d’abord, devant l’impossibilité de la tâche, de prendre fonction en Nouvelle-Espagne pour y appliquer les réformes, mais finit par s’incliner sous la menace ; il mourut cependant au cours du voyage, et fut remplacé par José Gálvez, plus décidé, qui, après avoir sollicité Esquilache de lui confier la mission, la remplit avec efficacité, c’est-à-dire réussit à implanter en Amérique le nouveau système de gouvernement organisé autour des intendants.
La nouvelle administration d’inspiration ministérielle permit de consolider un gouvernement de type exécutif assumant une fonction de transformation, étendant ses compétences, se proposant de légiférer de manière plus globale et dans des domaines d’action de plus en plus nombreux. Chez les nouveaux fonctionnaires s’était formé, dans la pratique comme dans les idées, une conception politique contraire aux anciennes restrictions juridictionnelles et à la jurisprudence traditionnelle, et favorable à la transformation de l’État en puissance légiférante. Les limites traditionnelles posées à la souveraineté du roi apparaissaient de plus en plus incompatibles avec la volonté de la monarchie réformiste.
Le renforcement du pouvoir effectif du monarque, appuyé sur une classe politique éclairée, ne put cependant empêcher qu’il y ait dans la pratique certaines limites et qu’il faille pactiser avec le poids de la tradition, dont le pouvoir d’inertie était énorme. Dans la société espagnole, de larges secteurs de la population continuaient d’adhérer aux pratiques et coutumes traditionnelles, notamment, du côté des élites, une majorité de la noblesse seigneuriale, une bonne partie du clergé et de la magistrature, et la plupart des autorités locales et des représentants des corps du système corporatif.
Seule une partie, sans aucun doute minoritaire, de l’ancienne noblesse accepta de se recycler et participa activement à la nouvelle configuration politique et aux projets des Lumières. Il y avait dans la noblesse basque et navarraise plusieurs exemples de cas où le changement se produisit par une alliance matrimoniale entre une famille traditionnelle jusque-là enclavée dans son univers local, et les milieux dûment introduits dans les nouvelles dynamiques politiques et culturelles. Dans le camp adverse, la plupart des ennemis du secrétaire d'État Godoy se liguèrent dans le « parti aristocratique » qui, conjointement avec les ultramontains, hostiles à la politique religieuse du gouvernement, organisèrent l’opposition politique dans la dernière décennie du XVIIIe siècle et la première du XIXe siècle autour du prince Ferdinand.
La réaction de la société espagnole face aux réformes de cette nouvelle dynastie fut donc fortement contrastée, comme l’illustre la création des Sociétés économiques (en). La Monarchie aimait alors à s'ériger en stimulatrice de l’économie, et tenta de tisser des liens avec les acteurs économiques et culturels du royaume grâce à la promotion de ces sociétés ; à partir de 1774, elle demanda aux forces vives locales de prendre l’initiative, tout en veillant à les insérer dans ses projets réformistes. Dans un premier temps, les Sociétés promues par la Couronne donnèrent l’impression d’être une réussite, vu qu’en une trentaine d’années, 69 de ces sociétés furent créées, desquelles allaient fonctionner en moyenne une vingtaine. Néanmoins, dix ans à peine plus tard, en 1786, la plupart des Sociétés périclitaient déjà, par suite de l’indifférence et de l’ignorance du public et des préjugés et de la malveillance de certains groupes particuliers au sein des élites locales,. Nombre d’entre ces Sociétés se plaignaient en effet de la très faible collaboration, sinon de l’opposition, dont faisaint preuve les représentants de l’autorité civile et religieuse, tandis que les injonctions du gouvernement aux institutions juridictionnelles du royaume d’apporter appui aux Sociedades n’étaient pas suivies d’effet. Finalement, le roi en personne, protecteur de ces Sociétés, donna ordre, par voie du Conseil, d’enjoindre aux prélats, aux commandants généraux et aux cours de justice du royaume de promouvoir les Sociétés économiques ; beaucoup d’entre elles ne cessèrent toutefois dans leurs rapports de se plaindre que les autorités religieuses, militaires et judiciaires leur étaient souvent hostiles, imitées en cela par beaucoup de responsables municipaux, alcades ou regidors,. La situation à cet égard était donc assez contrastée : selon les réseaux sociaux dans lesquels elle s’inscrivait, la mise en marche effective des projets réformistes était en effet tributaire de certains réseaux de relations par lesquels, de façon sélective, le gouvernement ministériel comptait se connecter avec les bases de la société espagnole.
La disparité dans l’accueil fait aux réformes ne peut donc s'expliquer simplement par une grille d’interprétation faisant intervenir les trois ordres ou les classes sociales, ni par une grille de lecture régionale. Cette différence idéologique pouvait en effet surgir au sein même d’un même ordre, comme dans celui de la noblesse, où se faisaient face ceux qui participaient aux expériences du réformisme bourbonien visant le changement politique et culturel, et ceux qui s’y refusaient. Cette divergence en matière de valeurs se manifesta en particulier dans la seconde moitié du XVIIIe siècle et opposa d’une part les familles dont les fils s’investissaient en première ligne dans la modernité politique, économique et culturelle du réformisme bourbonien, et d’autre part la majorité de la société espagnole, qui demeura ancrée dans la vie traditionnelle de ses communautés, et qui comprenait non seulement les familles de notables se tenant à l’écart des réformes éclairées et de ses expériences transformatrices, mais aussi les classes populaires. L’adoption ou non des conceptions, idées et valeurs des Lumières était fortement liée au vécu des personnes (expériences et fréquentations), ces conceptions en effet se transmettant et se véhiculant à l’intérieur de certains réseaux, mais tendant à laisser hors champ les autres milieux ou suscitant chez ceux-ci le rejet, cela d’une façon différenciée.

## Règne de Philippe V (1700-1746): construction de l’État bourbonien

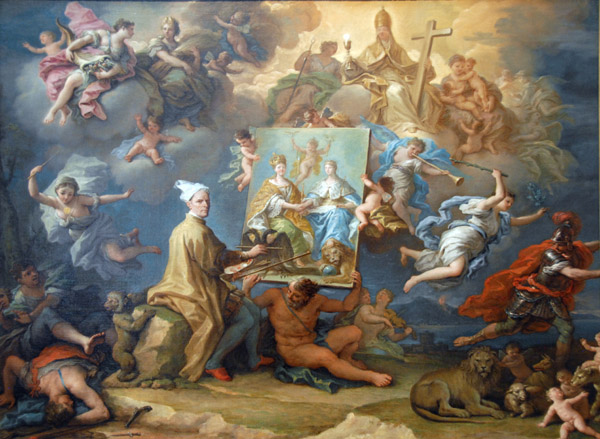
Peinture allégorique du traité d'Utrecht.

Philippe V accéda au trône de la monarchie espagnole en vertu du testament de son oncle, Charles II, mais dut alors affronter la maison de Habsbourg, qui dirigeait le pays depuis 200 ans. La Castille accepta immédiatement le nouveau roi, cependant que les royaumes de la couronne d'Aragon, favorables dans un premier temps, devaient épouser bientôt la cause du concurrent de Philippe, l’archiduc Charles. Philippe V, petit-fils de Louis XIV de France, bénéficiait de l’appui de la seule France et des Castillans eux-mêmes, contre l’hostilité de tous les autres, en particulier des Aragonais, des Autrichiens, des Britanniques et des Hollandais, qui tous redoutaient que ne s’instaure en Espagne une monarchie de type absolutiste, sur le modèle français, et que ces deux monarchies ne s'allient fortement, à rebours des canons de la paix westphalienne. La victoire fut remportée par les partisans de Philippe V, victoire consacrée par les traités d'Utrecht en 1713 et de Rastatt en 1714, non toutefois sans des pertes importantes pour la couronne espagnole en Europe. L’intronisation des Bourbons donna lieu à la signature des dénommés pactes de famille avec la France, lesquels domineront toute la politique internationale espagnole au long du XVIIIe siècle.
En guise de représailles envers les royaumes espagnols qui avaient refusé de le reconnaître, Philippe V abolit en 1707 les Fors d'Aragon et ceux de Valence, et imposa l’ancien fors de Castille de 1248, tout comme en Catalogne et à Majorque. Les Cortes d'Aragon, celles de Valence et celles de Catalogne cessèrent tour à tour d’exister, les représentants de leurs villes (mais non pas la noblesse et le clergé) s’intégrant désormais dans les Cortes de Castille. À l’inverse, Philippe V récompensa la loyauté du royaume de Navarre et des provinces basques à sa cause, en maintenant leurs fors. La nouvelle régulation fut établie au travers des décrets dits de Nueva Planta.

### La guerre de Succession d’Espagne et les décrets deNueva Planta

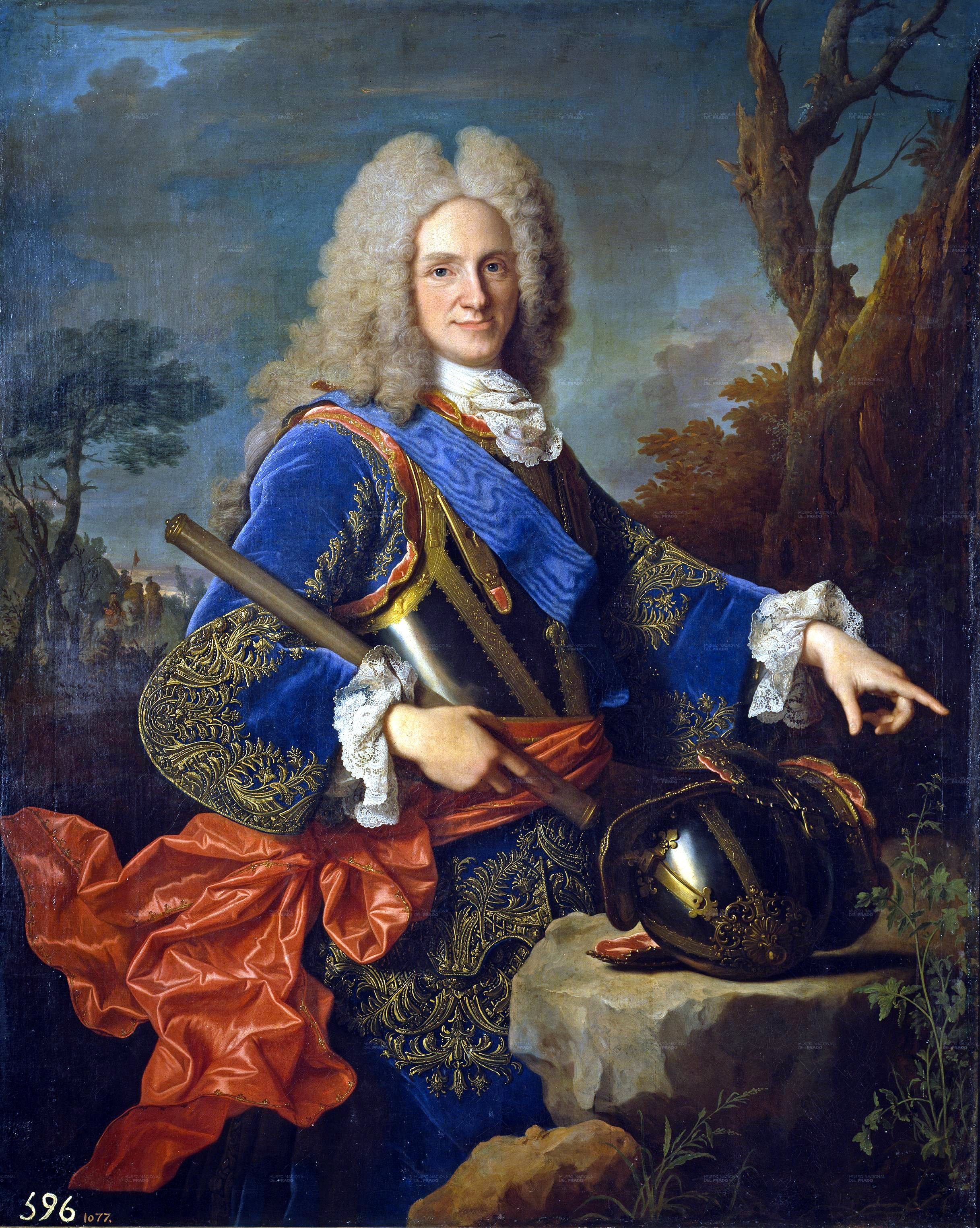
Portrait de Philippe V d’Espagne par Jean Ranc (1723).

Le dénouement de la guerre de Succession d'Espagne (1701-1714) implique pour la monarchie espagnole l’intronisation d’une nouvelle dynastie, la maison de Bourbon, au prix de la cession de ses possessions en Italie et dans les Pays-Bas à l’empereur Charles VI, de la perte de Gibraltar et de Minorque, qui passaient sous la souveraineté du royaume de Grande-Bretagne, de la fin de son monopole sur le commerce avec ses colonies américaines, par suite de la concession aux Britanniques du monopole de la traite des noirs (traité de l'asiento) et du « vaisseau de permission ». Tout cela entraîna, selon les paroles de l’historien Joaquim Albareda, « la consécration politique de la décadence espagnole ». Aussi Philippe V échoua-t-il dans la mission pour laquelle il avait été choisi successeur de Charles II, à savoir garder entiers les territoires de la Monarchie catholique.
En politique intérieure, Philippe V mit fin, par voie militaire, à la couronne d'Aragon et abolit, au moyen des décrets de Nueva Planta de 1707 à 1716, les institutions et lois propres qui régissaient alors les États qui la composaient (le royaume d’Aragon, le royaume de Valence, le royaume de Majorque et la principauté de Catalogne) ; à la couronne d’Aragon fut ainsi substitué un État en partie absolutiste, centralisé et uniformiste, inspiré de la monarchie absolue française. D’autre part, les lois de la couronne de Castille furent imposées aux autres territoires, hormis le royaume de Navarre, la seigneurie de Biscaye, Guipuscoa et Alava, qui purent conserver leurs fors pour être restés fidèles à Philippe V durant le conflit. Toutefois, le droit privé d’Aragon, de Catalogne et de Majorque fut maintenu. Les grands vaincus de la guerre étaient donc les austrophiles, défenseurs non seulement des droits de l’archiduc Charles, mais aussi de la monarchie composite ou « fédérale », modèle de la monarchie hispanique des deux siècles antérieurs.
Selon l’historien Ricardo García Cárcel, la victoire bourbonienne dans la guerre comportait une « victoire de l’Espagne verticale sur l’Espagne horizontale des souverains autrichiens », « Espagne horizontale » devant s’entendre comme l’Espagne autrichienne, celle qui incarnait « l’Espagne fédérale, qui concevait la réalité nationale comme un agrégé territorial, avec un noyau commun et s’appuyant sur le présupposé d’une identité espagnole plurielle et extensive », tandis que l’« Espagne verticale » correspond à l’« Espagne centralisée, articulée autour d’un axe central, lequel a toujours été la Castille, et structurée sur une épine dorsale, avec la conception d’une identité espagnole homogénéisée et intensive »,.
Outre l’abolition de leurs institutions et de leurs lois propres, la Nueva Planta de la monarchie entraîna encore d’autres conséquences importantes pour les États de la couronne d’Aragon. La première fut l’instauration de l’absolutisme, à la faveur de la disparition du frein que constituait pour le pouvoir du roi le pactisme et les institutions particulières, qui furent remplacées par une administration militarisée, d’inspiration castillane (notamment le Capitaine général, la Real Audiencia, les corrégidors), et française (notamment les intendants), pour contrôler les États qui avaient été « rebelles ». La deuxième fut la mise en route, ou l’accélération, du processus de castillanisation de leurs habitants, ou du moins d’une partie de leurs milieux dirigeants, après que le castillan eut été déclaré langue officielle unique, ce que l’abbé Miguel Antonio de la Gándara exprima de la manière suivante en 1759 : « À l’unité d’un roi sont conséquemment nécessaires six autres unités : une monnaie, une loi, une mesure, une langue et une religion ». Ce processus de castillanisation cependant n’eut qu’un succès relatif, plus fructueux dans le royaume de Valence que dans la principauté de Catalogne ou dans le royaume de Majorque ; sur l’île de Minorque, sous tutelle britannique, le catalan fut maintenu comme langue officielle. Selon Joaquim Albareda, « au-delà de cette pression politique, qui fit du castillan la langue officielle de l’administration, il y a lieu de relever qu’il existait un perceptible phénomène de diglossie dans les couches dirigeantes (noblesse, bourgeoisie d’affaires, avocats et juristes), qui remontait au XVIe siècle, phénomène, comme l’a démontré Joan-Lluís Marfany, de caractère endogène, par lequel le castillan devint le vecteur d’expression pour certains usages sociaux déterminés, en particulier dans la sphère de l’écrit, par un facteur de prestige social et culturel ».

### L’État absolu bourbonien et ses limites
La monarchie absolue s’appuyait sur l’idée que les pouvoirs du roi étaient illimités (absolus) et que celui-ci les exerçait sans restriction d’aucune sorte. Ainsi que le déclara José del Campillo, ministre de Philippe V :

« Dans une monarchie, il n’est point nécessaire que tous dissertent longuement ni qu’ils aient de grands talents. Il suffit que le plus grand nombre sache travailler ; peu nombreux sont en effet ceux qui doivent commander, et qui sont ceux qui ont besoin de lumières très supérieures ; mais la multitude n’a besoin d’avoir que des forces corporelles et la docilité à se laisser gouverner. »

Dans le processus de construction de l’État absolu et centralisé, qui commença dès la guerre de Succession d'Espagne, les conseillers français que Louis XIV plaça aux côtés de son petit-fils Philippe V jouèrent un rôle de premier plan. Une étape essentielle furent les Décrets de Nueva Planta, qui abrogeaient les constitutions et les institutions particulières des États de la couronne d’Aragon — ces décrets ne réalisent toutefois pas l’homogénéisation complète du territoire, les institutions et lois propres du royaume de Navarre et des provinces basques (provincias Vascongadas) continuant en effet d’avoir cours —.
Une limitation plus importante au pouvoir absolu du roi fut la persistance des juridictions seigneuriales et ecclésiastiques. Au milieu du XVIIIe siècle, il y avait en Espagne quelque 30 000 seigneuries, qui englobaient la moitié de la population des campagnes, population pour laquelle le pouvoir du roi apparaissait fort lointain en regard du pouvoir immédiat de son seigneur. Cette situation perdura en dépit de l’amenuisement du pouvoir royal qu’elle entraînait, dont étaient parfaitement conscients les ministres bourboniens ; ainsi que le souligna le comte de Floridablanca dans l’Instrucción reservada a la Junta de Estado de 1787, qui fut présentée à Charles III et dans laquelle il s’exprimait au nom du roi :

« Il a été envisagé en quelques occasions d’incorporer ou de réduire les juridictions seigneuriales, où les juges n’ont habituellement pas les qualités nécessaires et où leur élection ne se fait pas après examen et moyennant les connaissances qui conviennent. Quoiqu’il n’entre pas dans mon esprit de porter préjudice aux privilèges des seigneurs de fiefs ou de les briser, cela doit être le grand souci des tribunaux et procureurs, et ceux-ci doivent s’efforcer d’incorporer ou de scruter toutes les juridictions soustraites à mon autorité et qui, conformément à ces mêmes privilèges et aux lois, doivent être restituées à ma Couronne. »

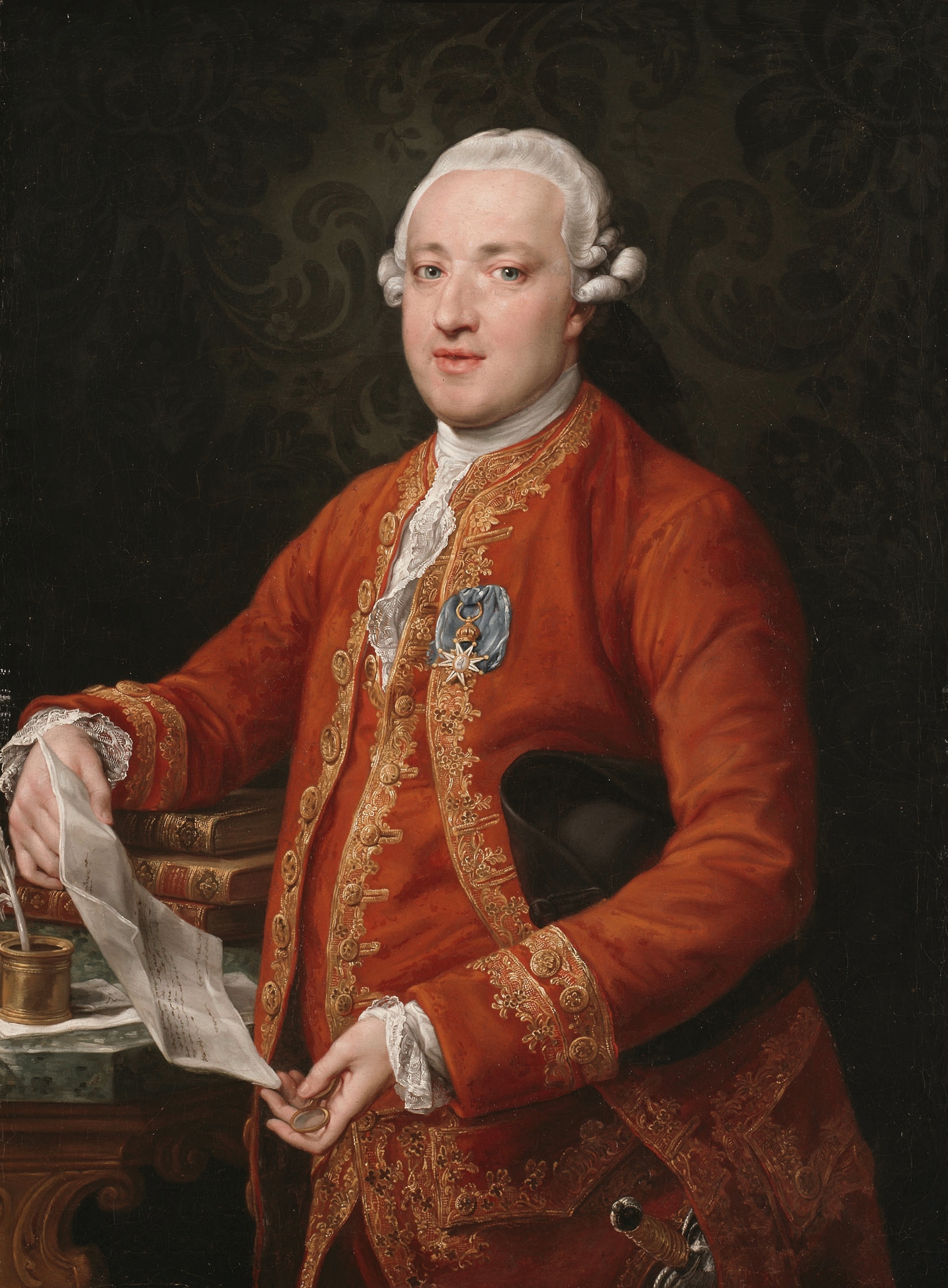
Le comte de Floridablanca, portrait par Pompeo Batoni, c.1776. Art Institute of Chicago.

Les conseillers français qui accompagnaient Philippe V considéraient que le régime polysynodal traditionnel de l’ancienne monarchie autrichienne était obsolète et qu’elle en devenait inefficace, en raison de ce que les décisions tardaient à être prises ; ce régime comportait en outre une restriction de l’autorité absolue du roi, étant donné que les différents conseils, chacun spécialisé dans telle question différente, étaient dominés par la noblesse, et plus particulièrement par les Grands d’Espagne. Dans le rapport qu’il rédigea en 1703 et intitulé Plan pour l’administration des affaires du roi d’Espagne, le conseiller français Jean Orry affirmait que les Conseils « gouvernaient l’État […] de telle sorte que leur intention était en général que leur Roi n’ait plus, pour parler proprement, aucune participation active dans le gouvernement, autrement qu’en leur prêtant son nom ».
Comme alternative, ils eurent recours à la « voie réservée », nommée ainsi parce que le roi se réservait de plus en plus de sujets qu’il soustrayait aux Conseils, et que par là le roi prenait les décisions en ne tenant compte que des propositions que lui faisaient ses secrétaires d’État, nommés à la suite de création en 1621 de la charge de Secretario del Despacho Universal. Ainsi Philippe V mit-il en place dès 1702 un Conseil de cabinet (Consejo de Gabinete ou de Despacho) composé d’un très petit nombre de personnes qui l’assistaient par le biais du cabinet oral (despacho a boca), parmi lesquels l’ambassadeur de France. Ce Conseil fut subdivisé en plusieurs domaines de compétence jusqu’à ce que, après la guerre, en novembre 1714, il finit par être constitué de cinq officines indépendantes avec à la tête de chacune un Secrétaire d’État et de cabinet, se répartissant les domaines de compétence suivants : État, Justice, Guerre, Finances, Marine et Indes.
Pourtant, la guerre une fois terminée et la « camarilla française » — dirigée par la princesse Marie-Anne de La Trémoille et par Jean Orry, avec la collaboration de Melchor de Macanaz — une fois disparue, Philippe V n’avait alors pas encore pu éliminer totalement l’ancien système des conseils, attendu que le Conseil de Castille gardait ses vastes attributions gouvernementales et judiciaires qui désormais couvraient tout le royaume. En face, les Secrétariats d’État et de cabinet ne parvinrent jamais à constituer un authentique gouvernement, chacun des Secrétaires d’État conférant séparément avec le monarque — encore qu’il soit advenu qu’une même personne cumule plus d’un secrétariat —. Il faut attendre le règne de Charles III, pour enfin qu’en 1787 le comte de Floridablanca mette sur pied le Comité suprême de l’État (Junta Suprema de Estado), qui réunissait les Secrétaires d’État et de cabinet ; ce Comité n'eut cependant qu’une existence éphémère car il fut supprimé cinq années seulement plus tard par Charles IV.
Dans le rapport qu’il rédigea en 1703, Orry, en plus de mettre en cause le système de gouvernement des Conseils, abordait également l’organisation territoriale et critiquait le fait que les corregidors étaient nommés par le Conseil de Castille, ce qui avait pour conséquence « qu’ils étaient des créatures de celui-ci et lui obéissaient, ce qui revient à la même chose qu’exclure le roi du gouvernement de son royaume ». En lieu et place de ces corregidors, il proposait de nommer des gouverneurs ou des intendants dans les provinces, lesquels « seraient directement subordonnés au Conseil royal, et recevraient les ordres du Roi par le truchement de l’inspecteur (veedor) général ».
Cette nouvelle organisation territoriale centralisée fut appliquée en premier lieu dans la couronne d’Aragon par les Décrets de Nueva Planta, puis commença à se mettre en place aussi dans la couronne de Castille (les provinces basques et le royaume de Navarre étant toujours protégées de ces réformes), quoique lentement, le processus ne produisant son plein effet que sous le règne de Charles III. Des Capitaineries générales furent ainsi créées, avec siège à Santa Cruz de Tenerife, à la Corogne, dans les Asturies, à Zamora, à Badajoz, à Séville et à Malaga ; les Audiences royales étaient présidées par le Capitaine général, et les deux seules chancelleries à ne pas avoir été transformées en audiencias — les chancelleries de Valladolid et de Grenade — finirent par l’être à leur tour.
De même, on tenta d’introduire en Castille la figure de l’intendant, promulguant à cet effet, en 1718, une ordonnance tendant à « former et établir dans chacune des provinces du royaume une intendance […] de justice, police, finances et guerre ». Toutefois, les Conseils réussirent à paralyser le processus ; seules furent constituées quatre intendances « de l’Armée », et il fallut attendre l’année 1749 pour que soient créées, sous Ferdinand VI, vingt-deux intendances dans la couronne de Castille.

### LaNueva Plantafiscale
Les territoires de l’ancienne couronne d’Aragon durent, après la défaite de celle-ci dans la guerre de Succession d'Espagne, payer un impôt (dénommé catastro en Catalogne, equivalente à Valence, contribution unique en Aragon, taille à Mayorque), qui était équivalent en taux d’imposition aux différentes recettes provinciales (taxes sur la consommation, incluant l’alcabala) qui étaient perçues en Castille. Cet impôt n'était pas le seul dont ils eurent à s’acquitter désormais, car à l’Aragon fut également étendu ce qu’en Castille l’on appellait « recettes générales » (à savoir les droits de douane) et les rentas estancadas (littér. recettes stagnées, liées au monopole d’État sur le sel, le tabac et le papier scellé). Pour les Aragonais, Catalans, Mayorquins et Valenciens, l’entrée en vigueur de la dénommée Nueva Planta fiscal provoqua un changement radical, étant donné qu’à partir de la deuxième décennie du XVIIIe siècle, c'était dorénavant la Couronne qui percevait ces impôts, et c'était elle qui décidait de l'attribution des recettes en découlant ; auparavant, sous la monarchie Habsbourg, ils reversaient ces sommes aux autorités fiscales de leurs propres territoires, afin de couvrir leurs propres besoins.
Le dispositif de la Nueva Planta fiscal fut complété par l’extension de la zone de validité des monnaies castillanes à la couronne d’Aragon — bien que les monnaies particulières aient continué à circuler encore sur leurs territoires respectifs —, et par l’abolition des douanes intérieures (les puertos secos, littér. « ports secs ») existant entre les États de la couronne d’Aragon et la couronne de Castille, afin que, ainsi qu’il était énoncé dans le décret de novembre 1714 portant leur suppression, « ces deux royaumes [d’Aragon et de Valence] et la principauté [de Catalogne] puissent être considérés comme des provinces unies à la Castille, le commerce entre elles toutes pouvant courir libre et sans entrave aucune ». Cependant, lorsqu’en 1717, il fut décrété que les « ports secs » établis entre les provinces basques et le royaume de Navarre d’une part, et la couronne de Castille d’autre part, seront transférés au littoral ou à la frontière avec la France, une révolte, dénommée Machinada (es), éclata dans ces territoires, faisant capoter le projet,.

### Réarmement naval et création d’une armée permanente

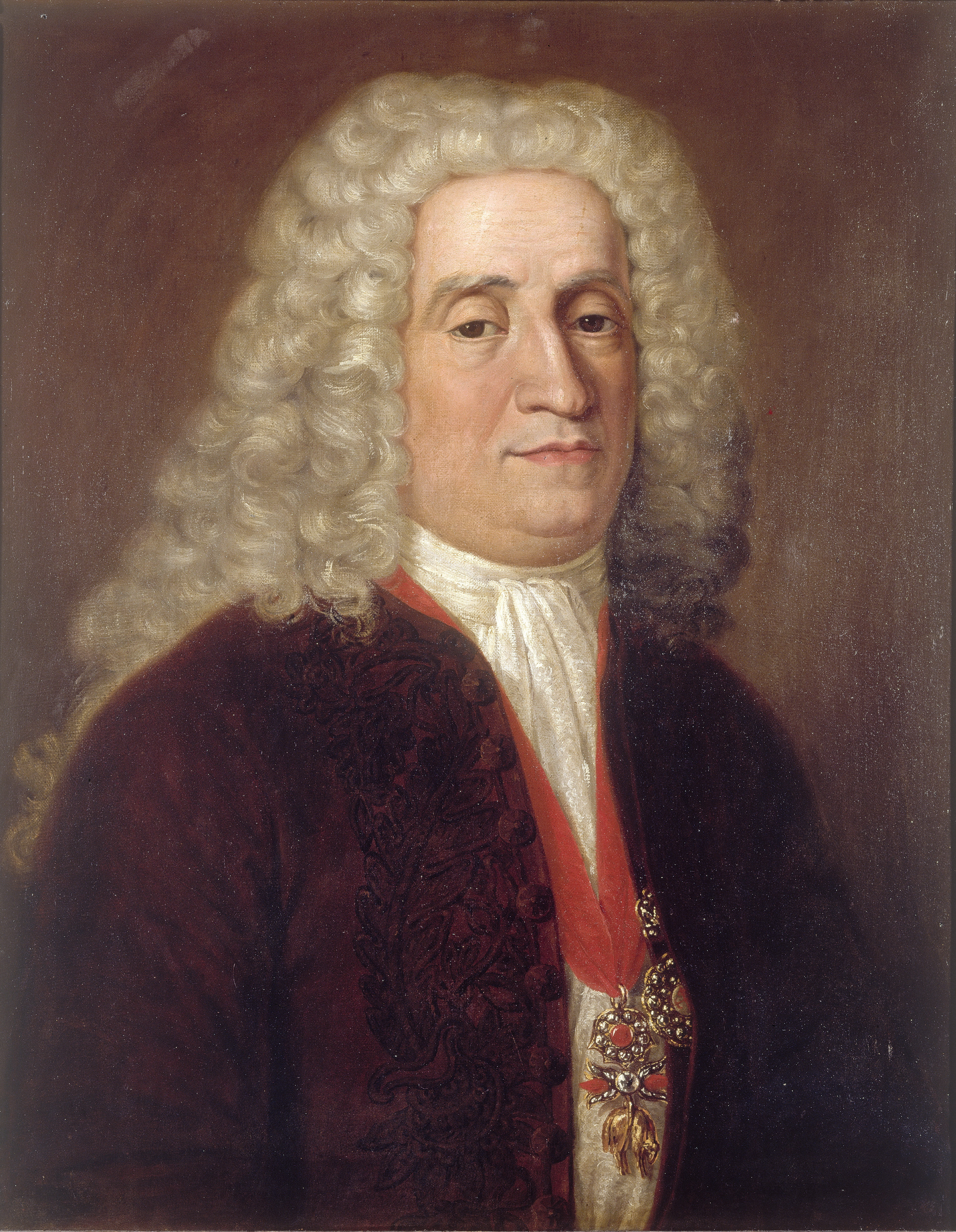
Le secrétaire d’État et du Cabinet José Patiño, l’un des artisans du réarmement naval.

En ce qui concerne la marine, il s’agissait d’augmenter sa rapidité et son efficacité. À cet effet, l’on créa les arsenaux de Carthagène, Cadix et El Ferrol, en plus de celui de La Havane ; l’on s’employa à perfectionner la formation des officiers de marine ; et l’on eut recours à la matricule de mer pour doter les vaisseaux des équipages nécessaires. La matrícula de mar (similaire aux quintas pour l’armée) s’appuyait sur l’obligation de servir dans la marine de guerre faite à tous les jeunes (les matriculés) désireux d’exercer ensuite des métiers en rapport avec la mer ; eux seuls pouvaient, p. ex., se faire marins-pêcheurs, ce qui signifiait de fait la matriculation obligatoire pour tous les jeunes hommes des familles de pêcheurs existantes.
Quant à l’armée, elle connut une hausse de ses effectifs, pour atteindre quelque 100 000 hommes vers la fin du siècle, après qu’au recrutement de volontaires (dont beaucoup étaient étrangers : Wallons, Irlandais et Italiens) était venu s’ajouter le système de levas et de quintas. La leva était le mode de recrutement consistant à « recueillir » les vagabonds (hommes sans occupation connue) dans les villes et à les contraindre à servir dans l’armée ; les quintas consistaient à appeler sous les drapeaux un cinquième (d’où la dénomination) des jeunes hommes aptes dans chaque district. Cependant, cette mesure devint bientôt impopulaire en raison des nombreux cas de concussion et d’abus se produisant lors des tirages au sort et de l’énorme nombre de personnes bénéficiant d’exemptions ; en effet, « une très longue liste d’hommes mariés, malades, myopes, fils uniques de veuve pauvre, bergers de la Mesta, tisserands de Valence, artisans textiles, fabricants de poudre, fonctionnaires des finances, professeurs, maîtres, autorités municipales, nobles et même esclaves, restèrent en dehors des tirages au sort réalisés au cours du XVIIIe siècle ». Ainsi l’accomplissement du « service au roi » finit « par être tenu pour une imposition fatale, à laquelle il fallait se dérober si l’on pouvait ».

### Politique culturelle
Sous le règne de Philippe V furent fondées trois institutions culturelles de grande importance qui allaient configurer ce que l’historien Pedro Ruiz Torres a appelé « une nueva planta académique ».
La première était la Bibliothèque royale, qui fut fondée en 1712 (la question de savoir si ce fut à l’initiative des jésuites français de l’entourage de Philippe V ou de Melchor de Macanaz est sujet à controverse) dans le but de procurer un lieu sûr aux collections de livres de la Couronne, en particulier à la bibliothèque de la reine mère de Charles II, et à celles qu’avait apportées de France Philippe V lui-même et ses conseillers français, auxquelles il faut ajouter la fort riche bibliothèque de l’archevêque de Valence, Folch de Cardona, exilé austrophile. La bibliothèque vit s’accroître notablement la quantité de ses volumes après qu’eut été promulguée l’ordonnance royale portant obligation de déposer dans la nouvelle bibliothèque un exemplaire de tout livre imprimé en Espagne. Furent recueillis dans cette institution, dont la responsabilité était confiée aux confesseurs du roi, les œuvres des précurseurs des Lumières, des novatores espagnols, et des premiers représentants des Lumières. C’est de la Real Biblioteca qu’émana l’initiative d’éditer le périodique Diario de los literatos de España, dont le premier numéro parut en 1737 et qui allait publier des comptes rendus des livres et revues édités à l’intérieur et à l’extérieur de l’Espagne. Pourtant, les possibilités culturelles de la Bibliothèque royale ne seront pas pleinement exploitées et les bibliothécaires nommés pendant le règne de Philippe V, à l’exception de Gregorio Mayans, qui finira par démissionner au terme de six ans à ce poste (1733-1739), « ne se signalèrent par aucune activité innovante, et, pour beaucoup d’entre eux, l’on ne connaît aucun ouvrage imprimé de leur main ». La Bibliothèque royale ne devint un authentique foyer culturel qu’à partir du règne de Ferdinand VI, grâce au nouveau confesseur royal Padre Rávago, et plus particulièrement à partir de la réforme de 1761 au début du règne de Charles III.

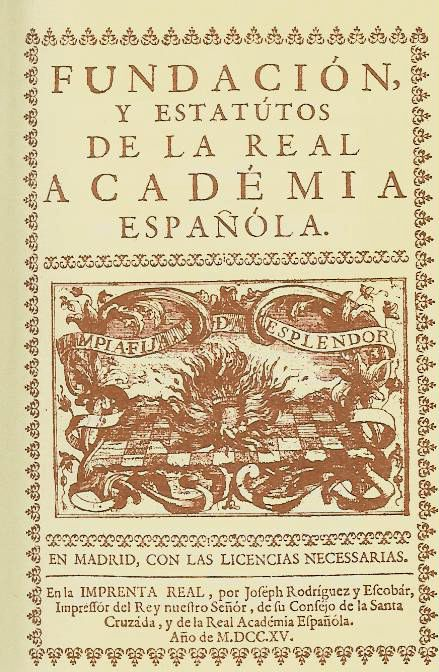
Frontispice de la première édition de Fundación y estatutos de la Real Academia Española (1715).

La deuxième institution, l’Académie royale espagnole (Real Academia Española), joua un rôle plus important dans la configuration du nouveau modèle culturel bourbonien. Elle avait son origine dans le cercle littéraire du philippiste marquis de Villena, cercle qui s’était constitué de façon formelle en 1713, avec l’objectif d’éviter la corruption de la langue castillane, et qui se vit conférer l’année suivante le titre de « royal » et l’agrément du monarque, qui octroya à ses membres le privilège de « serviteurs de la Maison royale » (criados de la Casa Real), ce qui eut pour effet que « des hommes politiques, des militaires et des courtisans allaient occuper la plupart des places ». Le projet le plus ambitieux que réussit à mener à bien l’Académie fut le Diccionario de Autoridades, dont le premier tome parut en 1726 et le dernier en 1739. Le dictionnaire fut complété par la publication en 1742 d’un traité d’Ortografía, quoique beaucoup d’hommes de lettres « ne se conformassent pas aux règles édictées […] [et] suivissent durant de nombreuses années leur propre orthographe ». Cependant, « dans ce domaine, l’Académie fut inflexible, et un membre de l’Académie d’histoire, Cerdá Rico, ne fut pas admis dans celle de la Langue pour n’avoir pas observé l’orthographe imposée par la docte institution ». La Gramática devra pour sa part attendre le règne de Charles III avant de voir le jour (1771).
Les travaux de l’Académie royale espagnole, suivant le modèle de la l’Académie française, visait à ce que l’uniformisme linguistique, en accord avec le nouvel État centralisé bourbonien issu des Décrets de Nueva Planta, devînt réalité. De la même façon que l’on avait doté le pays de lois communes, celles de Castille — à l’exception du royaume de Navarra et des provinces basques —, il fallut désormais n’user que d’une langue unique, à savoir le castillan, devenu à présent la langue espagnole. « La communauté politique autour du roi, la patrie que l’on imposait aux autres patries et qui était la seule qui, du point de vue de la cour, méritât cette dénomination, devait avoir une seule langue et cette langue devait se cultiver avec le plus grand soin pour la plus grande gloire de la patrie, et en particulier s’identifiait à l’État dynastique ». C’était là un programme politico-culturel qui sera largement appuyé par les premières figures des Lumières et par les bureaucrates réformistes. Benito Feijoo, dans le troisième tome de Teatro crítico universal, publié en 1728, avait en abomination « cette peste qu’on appelle paysannisme », l’amour de la patrie particulière, qui « est une incitation aux guerres civiles et aux révoltes contre le souverain ». Il s’agissait donc d’un modèle uniformiste — mêmes lois, royaume unique, une seule langue — en totale opposition au modèle de la monarchie composite naguère admise par les monarques autrichiens, qui acceptait différentes patries ou communautés politiques avec leurs droits et libertés respectifs.

Armoiries de la Real Academia de la Historia.

Le troisième pilier de la nueva planta académique était l’Académie royale d'Histoire, constituée officiellement en 1738 et dont les membres se voyaient eux aussi conférer le privilège de « serviteurs de la maison royale ». Son origine fut, à l’instar de la l’Académie royale espagnole, un cercle privé surgi vers 1735, qui se réunissait au domicile de l’avocat Julián de Hermosilla, et au sein duquel on ne débattait pas seulement de sujets d’histoire (raison pour laquelle elle s’appela originellement Académie universelle), mais qui bientôt s’occupera exclusivement de l’histoire et de la géographie de l'Espagne. Une partie de ses membres s’évertuait à épurer « l’histoire de l’Espagne des inventions basées sur des légendes et des chroniques fausses », moyennant toutefois que ce travail critique restât compatible avec l’histoire sainte. L’Académie reçut son premier appui officiel, celui du confesseur du roi, quand elle se réunit l’année suivante dans la Bibliothèque royale. Pourtant, les premières activités historiographiques de l’Académie furent peu heureuses, notamment la publication de l’España Primitiva de Francisco Xavier de la Huerta y Vega, qui se basait sur une fausse chronique du XVIIe siècle, ce qui fut dénoncé par le bibliothécaire royal, l’homme des Lumières valencien Gregorio Mayans ; celui-ci subit des pressions de la part des Académies d’histoire et de la Langue pour lui faire changer son point de vue, et l’œuvre finit néanmoins par être publiée.
La contribution de l’Académie royale d’histoire au modèle culturel uniformiste bourbonien était d’une portée plus grande encore que celle de l’Académie royale espagnole, attendu que son objectif était de créer un « nationalisme dynastique à la manière française, uniforme et centraliste, autour de la cour du monarque absolu », ce qui « ne laissait de place à aucun autre type de nationalisme et qui comme tel réussit à s’imposer avec un relatif succès dans l’ancienne couronne d’Aragon ». Ce nonobstant, les visions alternatives, espagnoles également ou d’origine autrichienne, ne disparurent pas, témoin la fondation en 1729, sans soutien officiel, de l’Académie des belles lettres de Barcelone, héritière de l’Académie de los Desconfiados (en catalan Acadèmia dels Desconfiats) du début du siècle ; la reconnaissance royale ne sera pas obtenue avant le règne de Ferdinand VI.

### La politique extérieure après Utrecht-Rastatt (1714-1746)

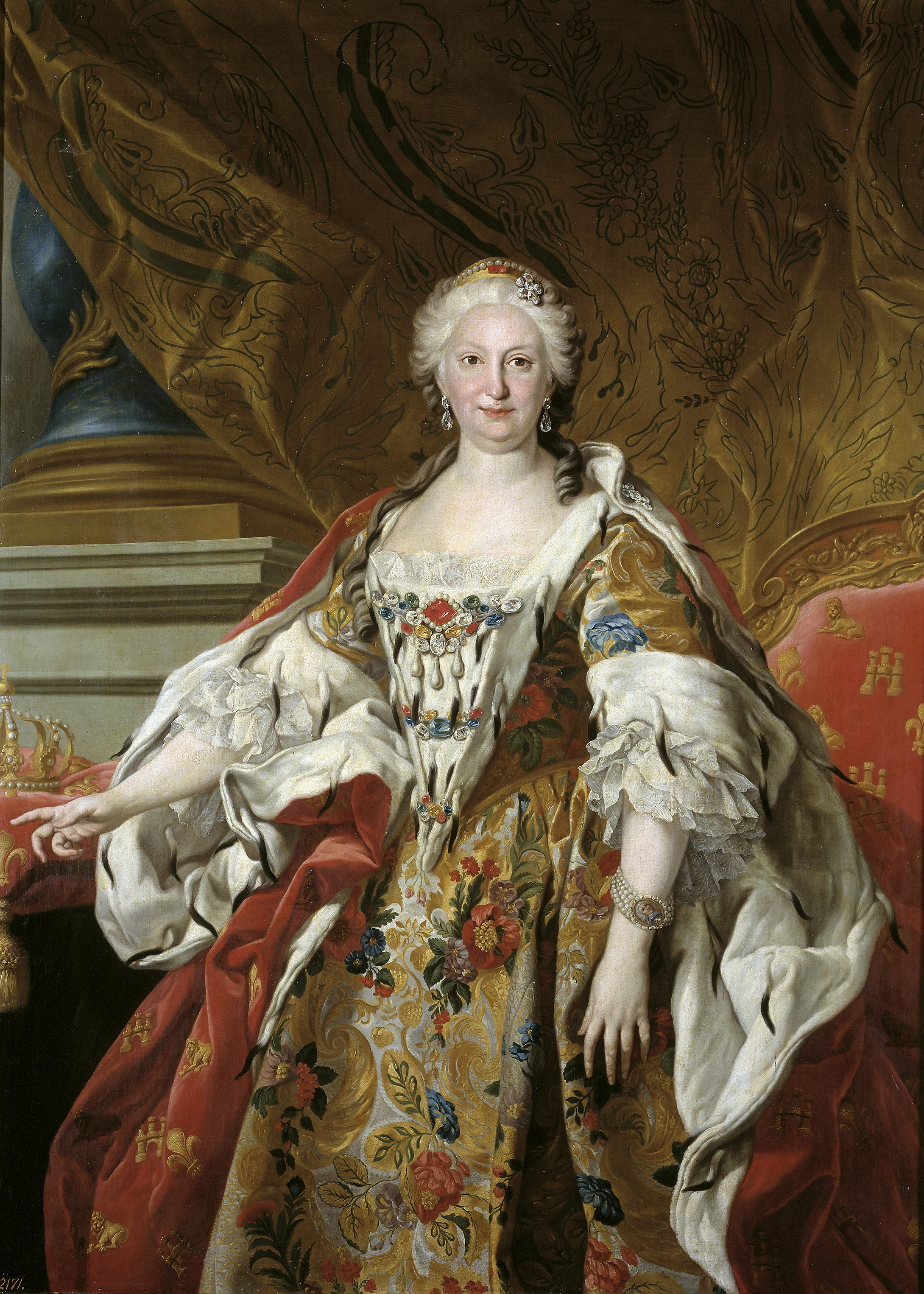
Portrait d’Élisabeth Farnèse par Louis-Michel van Loo (vers 1739). Huile sur toile,, musée du Prado (Madrid).

Après la signature des traités d’Utrecht-Rastatt, Philippe V, sa deuxième épouse Élisabeth Farnèse et le ministre Jules Alberoni mirent en œuvre une politique extérieure agressive vis-à-vis de l’Italie (laquelle prétendait « réviser » ce qui avait été convenu à Utrecht et s’efforçait de remettre la main sur les États italiens qui faisaient partie de la Monarchie catholique espagnole avant 1700), et assurer que les trônes des duchés de Parme, de Piacence et de Toscane échussent à l’infant don Carlos, récemment venu au monde. Ainsi la conquête espagnole de la Sardaigne eut-elle lieu en juillet 1717, et à l’été de l’année suivante une nouvelle expédition beaucoup plus importante s’empara du royaume de Sicile.

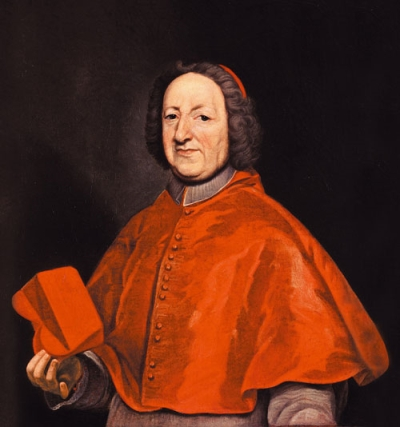
Jules Alberoni, ministre de Philippe V.

Ces conquêtes déclenchèrent la guerre de la Quadruple-Alliance, dont Philippe V sortit vaincu par les quatre puissances garantes du statu quo issu de la paix d'Utrecht : la Grande-Bretagne, le royaume de France, l’Empire autrichien et les Provinces-Unies. Philippe V, qui limogea son ministre Jules Alberoni, se vit contraint en février 1720 de signer à La Haye le retrait de ses troupes de Sardaigne et de Sicile, de renoncer à tout droit sur les anciens Pays-Bas espagnols, désormais placés sous la souveraineté de l’empereur Charles VI, et de réitérer sa renonciation à la couronne de France. La seule concession faite en contrepartie à Philippe V fut la promesse que la succession aux duchés de Parme, de Piacence et de Toscane reviendrait à l’infant Charles, le premier fils qu’il avait eu avec Élisabeth Farnèse.
Pour concrétiser les accords du traité de La Haye, l’on réunit de 1721 à 1724 le congrès de Cambrai, qui entraîna un nouvel échec pour Philippe V, car il ne put réaliser son grand objectif (faire passer les duchés de Parma et de Toscane à son fils Charles) ni obtenir que Gibraltar revînt sous la tutelle de l’Espagne, Philippe V repoussant en effet l’offre britannique de l’échanger pour une partie de Saint-Domingue ou de la Floride. Pas davantage le rapprochement qu’il avait engagé avec la monarchie française n’aboutira-t-il, car celle-ci finalement se rétracta sur la question du mariage arrangé entre le futur roi Louis XV et la fille de Philippe V et d’Élisabeth de Farnèse, l’infante Marie-Anne-Victoire d'Espagne. En revanche, le mariage concerté entre le prince des Asturies Louis et Louise-Élisabeth d'Orléans, fille du duc d'Orléans et régente de France jusqu’à la majorité de Louis XV, fut bien célébré.

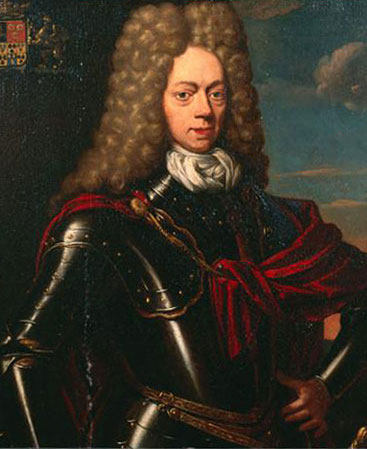
Johan Willem Ripperdá, baron et duc de Ripperdá.

Quand il fut évident que le congrès de Cambrai conduirait à un nouvel échec de la politique dynastique de Philippe V, Johan Willem Ripperdá, noble hollandais qui était arrivé à Madrid en 1715 en qualité d’ambassadeur extraordinaire des Provinces-Unies et qui après avoir abjuré le protestantisme s’était mis au service du monarque espagnol et sut gagner sa confiance, convainquit le roi et la reine de l’envoyer à Vienne, s’engageant à obtenir avec l’empereur Charles VI un accord propre à mettre un terme à la rivalité entre les deux puissances concernant la couronne d’Espagne et à permettre que le prince Charles pût devenir le nouveau duc de Parme, de Piacence et de Toscane. Ce que, en dernière analyse, Ripperdá se proposait de faire était de désarticuler la Quadruple Alliance par la voie d’un rapprochement entre Philippe V et Charles VI.
À la cour de Vienne, le rapprochement avec Philippe V était considéré avec circonspection, compte tenu de la situation critique dans laquelle se trouvait Philippe V, qui en janvier 1724 avait abdiqué en faveur de son fils Louis Ier et qui à la mort de celui-ci peu de mois plus tard avait recouvré le trône grâce à l’intervention de la reine Élisabeth de Farnèse. L’ambassadeur impérial à Madrid, Dominik von Königsegg-Rothenfels, informa Vienne de l’« imbécilité du roi, qui le rend de temps à autre inapte au gouvernement ». Le déséquilibre mental de Philippe V, que certains auteurs ont assimilé à un trouble bipolaire, s’accompagnait d’une obsession religieuse quasi pathologique pour le salut, qu’il croyait ne pouvoir atteindre que dans un environnement de quiétude intégrale.
Au cours de l’année où il séjourna à Vienne, Ripperdá parvint à conclure quatre accords, dont deux secrets, connus sous le nom de traité de Vienne de 1725. Par ces accords fut mis un terme définitif à la guerre de Succession d'Espagne, l’empereur Charles VI renonçant en effet à ses droits sur la couronne d’Espagne et reconnaissant Philippe V comme roi d’Espagne et des Indes, en contrepartie de quoi ce dernier reconnut la souveraineté de l’Empereur sur les possessions d’Italie et des Pays-Bas auparavant sous tutelle de la monarchie espagnole. En outre, Philippe V accordait l’amnistie aux austrophiles, reconnaissait les titres à eux octroyés par l’archiduc Charles III, et concédait à la Compagnie d'Ostende d’importants avantages commerciaux ; en échange, Vienne offrait son appui à Philippe V dans ses efforts de récupérer Gibraltar et Minorque. Quant aux droits sur les duchés de Parme, Piacence et Toscane, Ripperdá sut amener Charles VI à accepter qu’ils passent à l’infant Charles III, la branche masculine des Farnèse s’étant en effet éteinte, quoique ces duchés ne seront en réalité jamais intégrés dans la monarchie espagnole.

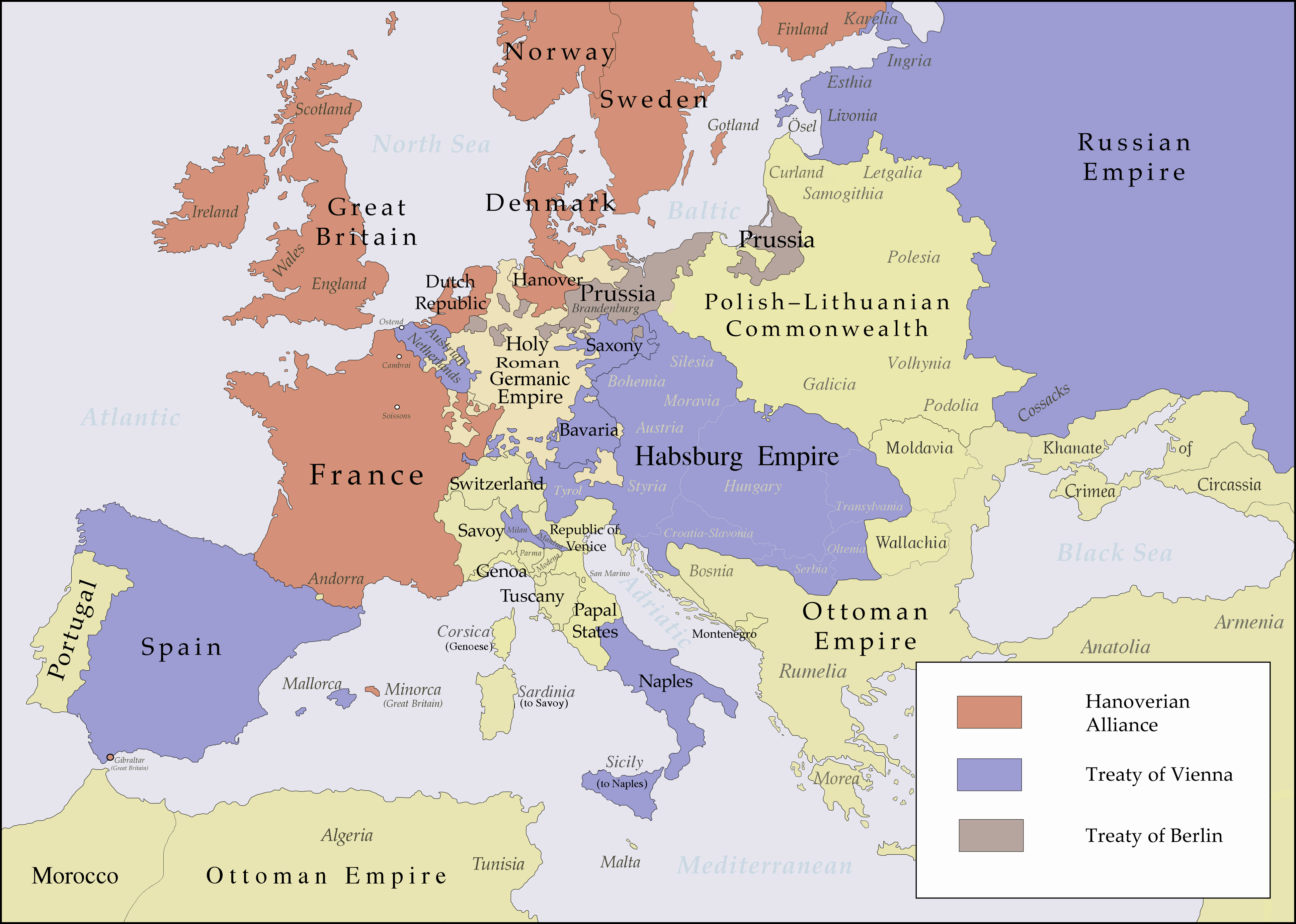
Coalitions en Europe entre 1725 et 1730. Les signataires du traité de Vienne d’avril 1725 sont figurés en bleu et ceux du traité de Hanovre de septembre 1725 en rouge. Au début, la Prusse, en brun, s’unit à l’alliance de Hanovre, mais changea ensuite de camp après le traité de Berlín de décembre 1728.

Lorsque le roi et la reine d’Espagne eurent appris que les monarchies de Grande-Bretagne et de France s’opposaient à ce qui avait été convenu à Vienne et qu’ils avaient conclu le 3 septembre, conjointement avec le royaume de Prusse, le traité de Hanovre, ils limogèrent Ripperdá et l’emprisonnèrent en mai 1726 — il réussira toutefois à s’évader et fuir hors d’Espagne —, encore qu’il semble que le fait décisif dans son éviction ait été que l’empereur avait refusé de donner son consentement au mariage de ses deux filles avec les infants espagnols Charles et Philippe et qu’il n’était pas disposé à entrer en guerre avec la Grande-Bretagne aux côtés de Philippe V pour que celui-ci pût récupérer Gibraltar ou Minorque.
La Grande-Bretagne, ayant déployé sa flotte dans la Méditerranée et dans l’Atlantique, captura des vaisseaux espagnols sans déclaration de guerre préalable. Comme les réclamations auprès du gouvernement de Londres pour ces captures perpétrées par des vaisseaux britanniques, que la cour de Madrid considérait comme des pirates, ne furent suivies d’aucun effet, le nouveau groupe de conseillers ayant remplacé Ripperdà appuya la décision de Philippe V de s’emparer de Gibraltar. Aussi en janvier 1727 l’ambassadeur espagnol auprès de la cour de Georges Ier présenta-t-il un document dans lequel il était énoncé que l’article 10 du traité d’Utrecht, qui stipulait que Gibraltar était cédé à la Grande-Bretagne, était considéré comme nul et non avenu, à cause du non-respect dudit traité par la Grande-Bretagne, laquelle avait occupé des terres sur l’isthme, n’avait pas garanti le maintien du catholicisme et avait autorisé la présence de juifs et de musulmans. L’affaire fut portée par le premier ministre Robert Walpole devant le parlement, où l’on s’engagea à ce que Gibraltar ne fût jamais restitué sans l’assentiment exprès de sa population. Le vote final du 17 janvier 1727, par lequel le parlement ratifia la souveraineté britannique sur Gibraltar, entraîna la déclaration de guerre de la part de la monarchie espagnole.

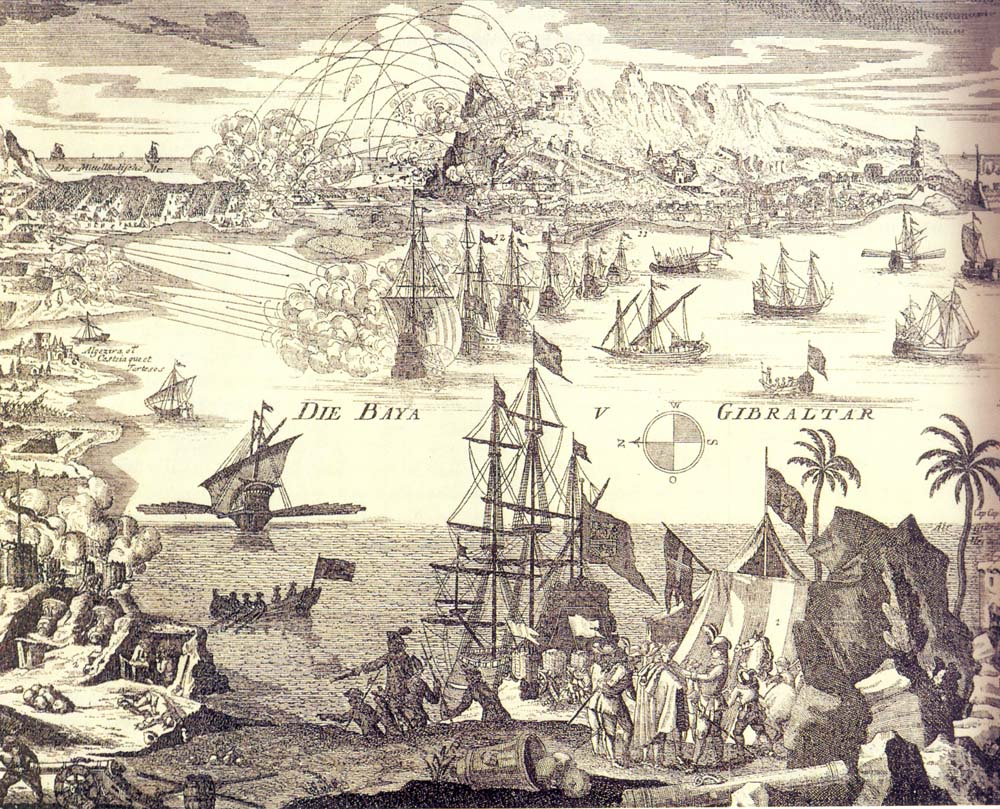
Le siège de Gibraltar de 1727 sur une gravure contemporaine.

Le deuxième siège de Gibraltar — le premier avait eu lieu en 1705 — n’aboutit pas en raison de la supériorité de la flotte britannique, qui défendait le promontoire et sut empêcher l’infanterie espagnole de se lancer à l’assaut après que l’artillerie eut préalablement pilonné les fortifications britanniques. En juin 1727, un armistice fut conclu, mais jusqu’à mars 1728, Philippe V, bien que subissant les pressions du roi de France, de l’empereur et du pape, qui lui enjoignaient de mettre fin au conflit avec la Grande-Bretagne et qui lui promettaient de réunir le congrès de Soissons, se refusera, lors d’une phase d’exacerbation de sa maladie mentale, à reconnaître par le traité d’El Pardo la validité de l’article 10 du traité d’Utrecht.
Le congrès de Soissons ne produisit aucun résultat, mais en revanche, les négociations à « trois bandes » entre les monarchies d’Espagne, de Grande-Bretagne et de France débouchèrent sur la signature du traité de Séville du 9 novembre 1729, traité par lequel Philippe V obtint enfin ce à quoi lui et son épouse Élisabeth de Farnèse aspiraient depuis 1715, à savoir que son fils aîné, l’infant Charles pût monter sur le trône des duchés de Parme et de Toscana, ce qui sera reconnu aussi par l’empereur à l’occasion d’un autre traité signé ultérieurement. Un fait frappant est l’arrivée à Cadix en août 1731 d’une flotte britannique se proposant d’escorter don Carlos jusqu’à sa destination. La flotte espagnole qui avait emporté don Carlos à Naples fut mise à contribution peu après, en juin 1732, pour la reconquête d’Oran, place d’Afrique du Nord qui avait été perdue par l’Espagne en 1708.

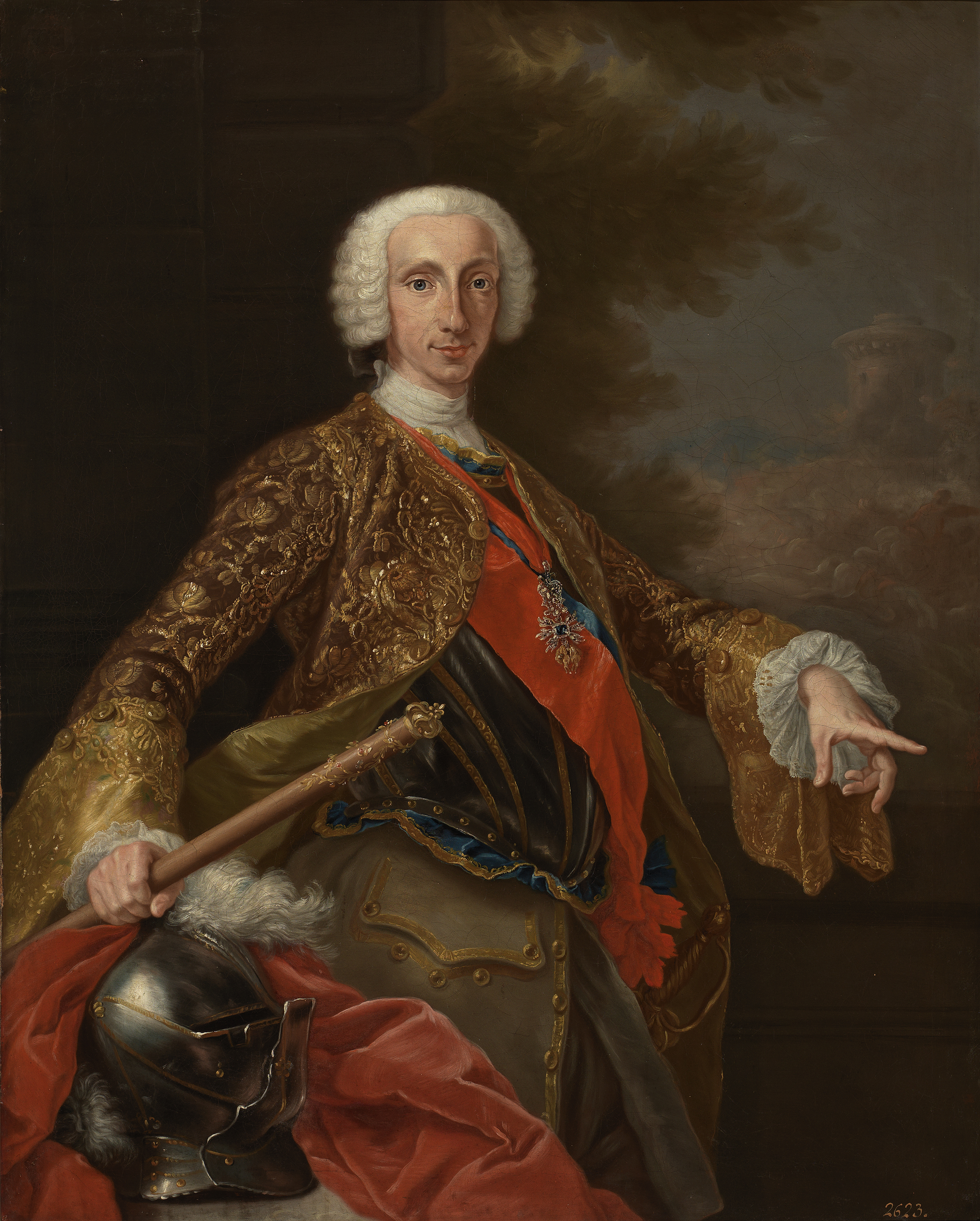
Tableau de Giuseppe Bonito représentant Charles VII de Naples, couronné roi par suite de la bataille de Bitonto (musée du Prado, Madrid).

L’échec de l’alliance avec l’empire d'Autriche et la signature du traité de Séville furent propices à un rapprochement avec la monarchie française, rapprochement qui se concrétisa par la conclusion du dénommé Premier Pacte de famille, signé le 7 novembre 1733 par les représentants de Philippe V de Bourbon et de Louis XV. Le motif immédiat fut l’éclatement, le mois d’auparavant, de la guerre de Succession de Pologne, où la France soutenait le nouveau roi polonais Stanislas Ier Leszczynski, marié à une fille de Louis XV, tandis que les empires autrichien et russe appuyaient Auguste III de Saxe dans ses prétentions au trône de Pologne. L’intervention espagnole dans la guerre se concentra sur l’Italie, et une armée espagnole, débarquée dans le duché de Parme et ayant à sa tête l’infant don Carlos, conquit le royaume de Naples, qui depuis Utrecht se trouvait sous tutelle autrichienne, à l’issue de quoi don Carlos fut proclamé nouveau roi, avec le titre de Charles VII de Naples. Peu après, l’ile de Sicile, autrichienne depuis 1718, était à son tour occupée par les troupes espagnoles et resta sous la souveraineté du nouveau roi bourbon, les austrophiles résidant dans ces deux royaumes allant grossir les rangs des exilés à Vienne. Zenón de Somodevilla, organisateur des forces navales engagées en appui de l’offensive terrestre, se vit décerner le titre de marquis de la Ensenada.
La guerre de Succession de Pologne s’acheva avec la signature du traité de Vienne de novembre 1738 entre le roi de France et l’empereur d’Autriche, auquel Philippe V se joindra en avril de l’année suivante. Aux termes de ce traité, Auguste III devenait le nouveau roi de Pologne, pendant que, entre autres accords, l’infant Charles de Bourbon était reconnu roi de Naples et de Sicile, alors que le duché de Toscane échut en revanche au duc de Lorraine, attendu que le duché de Lorraine était passé aux mains du défenestré Stanislas Ier, et le duché de Parme à l’empereur.
La paix obtenue en 1738 ne dura que peu, et les deux années suivantes la monarchie bourbonienne se vit impliquée dans deux nouvelles guerres, que se déroulèrent simultanément. En octobre 1739, le roi Georges II de Grande-Bretagne déclara la guerre à Philippe V à la suite de conflits survenus entre navires marchands britanniques et vaisseaux de guerre espagnols dans la Caraïbe et à cause du litige à propos de la fixation des frontières entre les deux empires coloniaux dans cette même zone. Cette guerre fut appelée Guerra del Asiento par les Espagnols en rapport avec l’abus qu’avait fait la Grande-Bretagne des clauses du traité d’Utrecht relatives au navire de permission et à l’asiento de noirs. En Grande-Bretagne, la guerre fut dénommée guerre de l'oreille de Jenkins, en référence au prétexte invoqué par les Britanniques pour la déclaration de guerre, à savoir l’humiliation soufferte en 1731 par le capitaine anglais Robert Jenkins, qui avait été fait prisonnier par un navire de guerre espagnol et à qui, en réaction à ses protestations, les Espagnols avaient tranché une oreille en lui disant entre deux plaisanteries qu’il eût à présenter sa réclamation devant le parlement du Royaume-Uni, chose que d’ailleurs il fit finalement en 1739.
La deuxième guerre, que se télescopa avec la première, était la guerre de Succession d'Autriche, provoquée par le conflit qui survint après la mort de Charles VI (l’archiduc Charles de la guerre de Succession d’Espagne) en octobre 1740, parce que quelques États européens emmenés par la monarchie française et par la Prusse avaient refusé de reconnaître comme son successeur sa fille Marie-Thérèse Ire d’Autriche et soutenaient les droits de Charles Albert de Bavière, marié à une fille du prédécesseur de Charles VI, son frère aîné Joseph Ier d’Autriche. Le principal soutien que trouva Marie-Thérèse était la Grande-Bretagne, en plus de la Savoie/Sardaigne. Le roi de France Louis XV cherchera pour sa part l’appui de Philippe V, ce qui donna naissance en octobre 1743 au Deuxième Pacte de famille. Aux termes de ce pacte, Louis XV, en contrepartie de la participation de l’Espagne dans la guerre de Succession d’Autriche, s’engagea à soutenir la monarchie espagnole dans sa guerre particulière contre la Grande-Bretagne, déclarant la guerre à celle-ci en février 1744.
Philippe V mourut en 1746 en pleine guerre et son successeur Ferdinand VI, assisté du marquis de la Ensenada, engagea des négociations de paix, qui se terminèrent par la conclusion du traité d’Aix-la-Chapelle. Les stipulations du traité qui mit fin à la guerre de Succession d’Autriche furent fondamentalement convenues par les représentants de Georges II de Grande-Bretagne et de Louis XV de France, et comprenaient la vieille revendication de Philippe V et de sa deuxième épouse Élisabeth de Farnèse : l’infant don Carlos fut confirmé comme le souverain des royaumes de Naples et de Sicile, tandis que son frère cadet, Philippe de Bourbon, obtenait enfin le duché de Parme et Plaisance. De surcroît, il fut mis fin à la guerre de l’Asiento, en échange de l’abrogation pour cinq ans de l’asiento de noirs accordé aux termes du traité d’Utrecht.

## Le règne de Ferdinand VI (1746-1759)

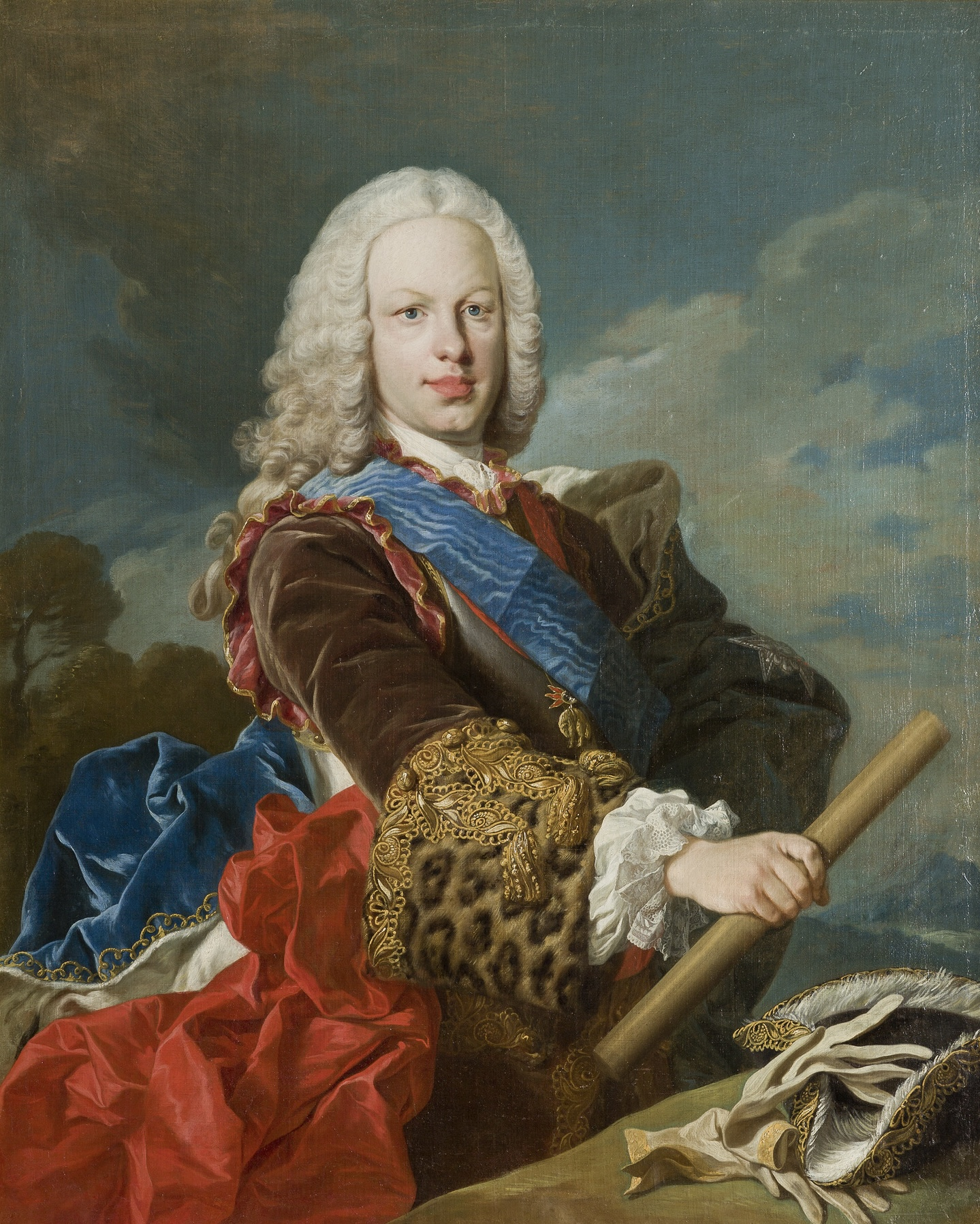
Ferdinand VI.

### Le projet politique
Ferdinand VI et les ministres dont il s'entourait, en particulier le marquis de la Ensenada, secrétaire des Finances, de la Guerre, de la Marine et des Indes, et José de Carvajal y Lancaster, secrétaire d’État, s’efforçaient de mettre en œuvre un projet politique basé sur le maintien de la neutralité de la monarchie dans les affaires européennes — signifiant notamment mettre fin à l’intervention dans les affaires italiennes, sujet de priorité sous le règne de son père Philippe V, et se concentrer sur la reconstruction intérieure, y compris la restitution de Gibraltar — et sur une maîtrise efficace de l’Empire des Indes, afin de récupérer les marchés coloniaux dominés de plus en plus, légalement ou illégalement, par des puissances étrangères, au premier rang desquelles la Grande-Bretagne. Ainsi, c’était la paix qui constituait le programme de base, car, selon les paroles d’Ensenada, c’était elle le postulat essentiel :

« Si l’on considère l’argent prélevé, si l’on dénombre les vies détruites, s’il s’agit de rendre tolérables les impôts, de faire prospérer le commerce, d’augmenter le nombre des manufactures et de faire en sorte que l’agriculture ne soit pas abandonnée ; si l’on pense qu’il importe de faire avancer la marine et que les trésors des Indes profitent à la Couronne et que n’en jouissent pas les étrangers, et enfin, que le Roi soit, comme nul n’en doute, véritablement le père de ses vassaux. »

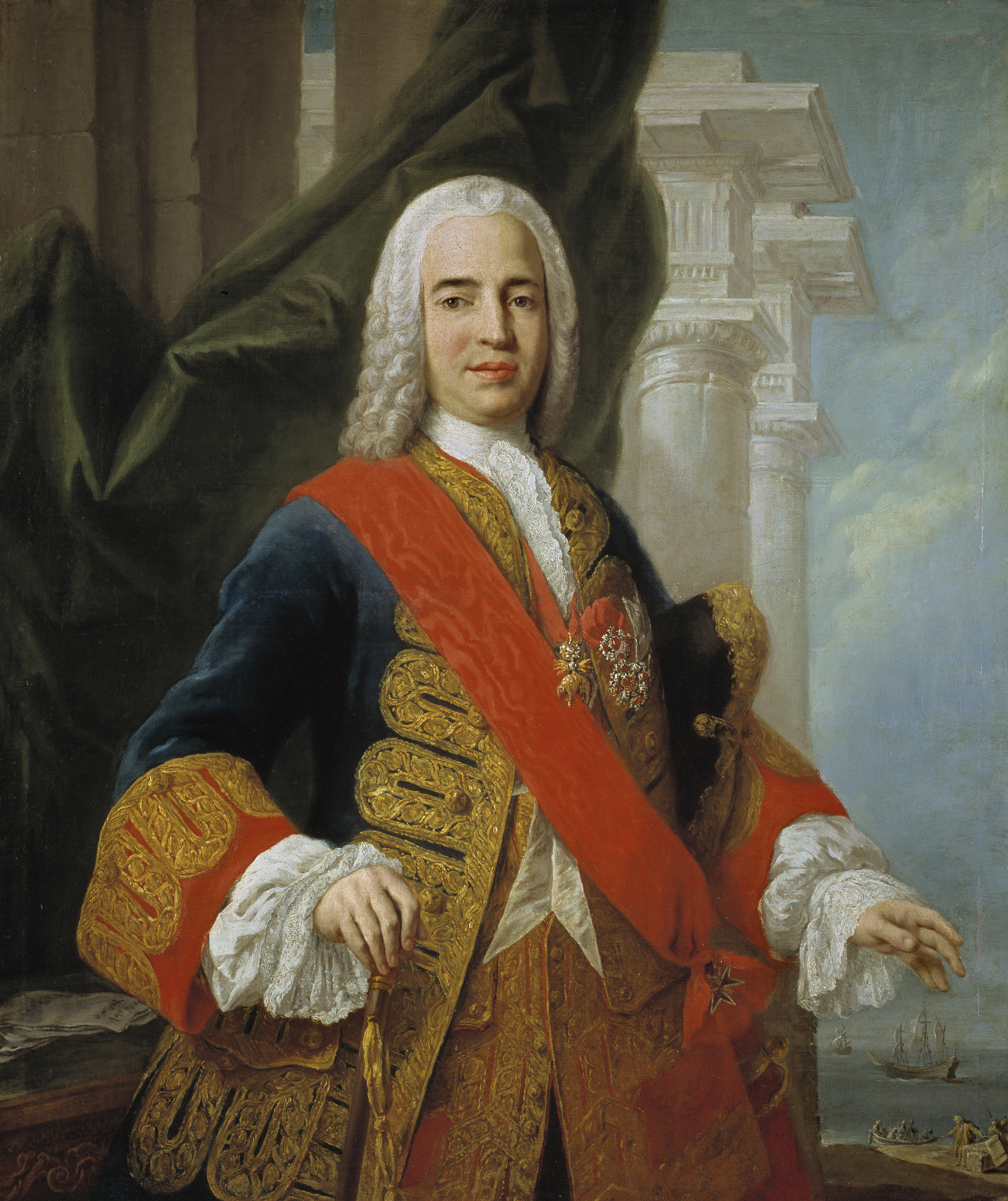
Le marquis de la Ensenada.

Le marquis de la Ensenada concrétisa ce dessein politique sous forme d’un authentique programme de gouvernement présenté au roi en 1751, sous l’intitulé Representación a Fernando VI. Les principaux objectifs en étaient « la paix, le rétablissement du rôle de l’Espagne dans le concert mondial ; obtenir la restitution de Gibraltar [possédé par les Anglais à l’insigne déshonneur de l’Espagne, dit-il ailleurs] ; maintenir le statu quo en Italie ; recouvrer la pleine maîtrise des Indes ; et préserver l’amitié avec le Portugal ». À propos du premier objectif, il était énoncé « …que restent en paix les vastes dominions de Votre Majesté pour qu’ils se peuplent et se guérissent des fléaux de tant de guerres incessantes et cruelles, des infortunes et des malheurs dont ils ont souffert depuis le décès de Ferdinand le Catholique… », mais sans pour autant perdre de vue les intérêts dynastiques de la maison de Bourbon, lorsqu’il ajouta ensuite que « le principal souci de Votre Majesté doit être présentement celui de maintenir dans ses États le roi de Naples [son demi-frère, l’infant don Carlos] et l’infant don Felipe [son autre demi-frère, à la tête du duché de Parme], sans s’engager dans une guerre... ». Quant aux Indes, Ensenada proposait de « retourner à la Couronne les usurpations faites en Amérique par plusieurs souverains d’Europe […] et abolir les indécentes lois que la France et l’Angleterre ont imposées au commerce de l’Espagne… », en allusion à l’asiento de negros et au navire de permission stipulés dans le traité d’Utrecht. Le rapport d’Ensenada s'achevait par l’exposé des voies et moyens pour atteindre ces objectifs : mettre sur pied « des forces compétentes de terre et de mer, défensives et offensives, selon ce que dicte la justice, laquelle est ce qui détermine la paix et la guerre ».
Ainsi que le soulignent les auteurs Rosa María Capel et José Cepeda, Ensenada était « un homme politique qui tendait à une neutralité armée, mais jamais en tant que pacifiste, car il ne le fut jamais ». Le passage suivant éclaire très bien sur quoi s’appuyaient ses propositions en matière de politique extérieure :

« Proposer que Votre Majesté ait des forces de terre à l’égal de la France et de mer à l’égal de l’Angleterre serait du délire, car ni la population de l’Espagne ne le permet, ni le trésor royal ne peut supporter de si formidables dépenses ; cependant, proposer que ne soit pas augmentée l’armée et qu’on ne fasse pas une marine décente serait vouloir que l’Espagne reste subordonnée à la France par la terre et à l’Angleterre par la mer […] »

### Réalisations

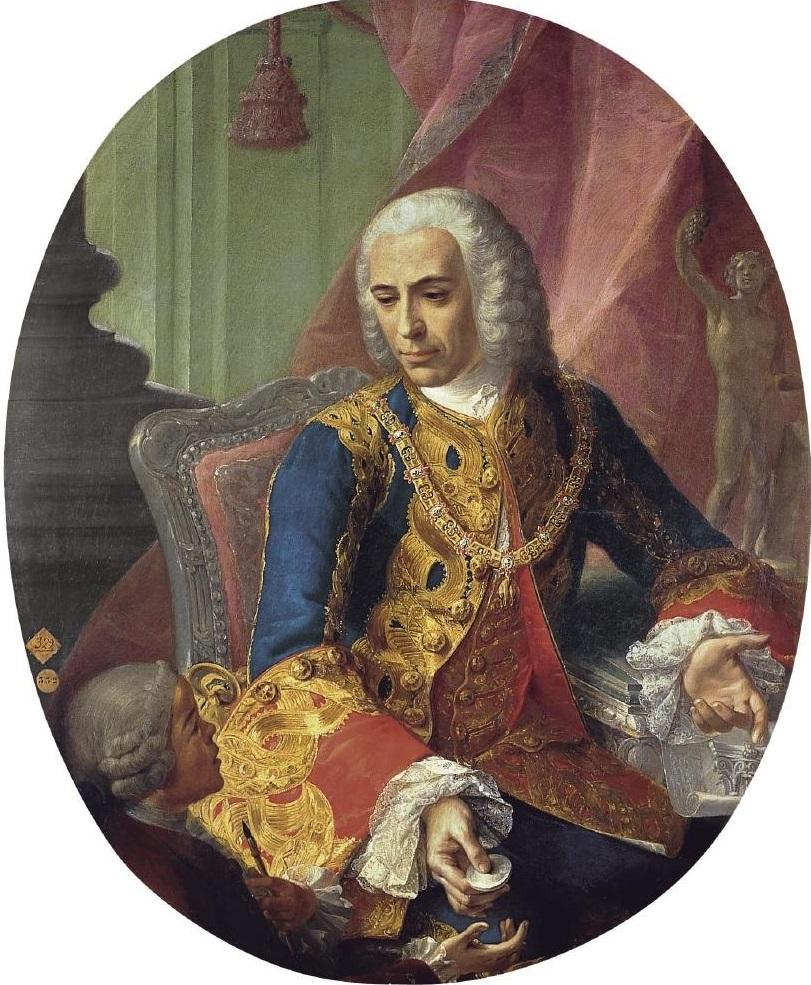
José de Carvajal y Lancaster.

Ensenada se proposait d’augmenter les effectifs de l’armée de terre et le nombre de vaisseaux de la marine pour combler le retard qu’avait sous ce rapport la monarchie espagnole vis-à-vis de la Grande-Bretagne et de la France. L’objectif fut fixé de pouvoir disposer de 100 bataillons d’infanterie et de 100 escadrons de cavalerie déployables en campagne, afin de réduire l’écart par rapport à la France, qui à ce moment-là disposait de 377 bataillons et de 235 escadrons. Plus grand encore serait l’effort à fournir prévu pour réduire la distance entre l’Armada espagnole et la Royal Navy britannique — 33 vaisseaux alors pour la première, face à 288 pour la seconde. L’objectif retenu est de lancer en cinq ans 60 navires, dont 43 frégates. Ensenada ne réussit pas à atteindre pour la Marine les chiffres qu’il s'était donnés pour but : entre 1754 et 1756, seuls 27 vaisseaux des 60 prévus furent construits.
Pour pouvoir financer ce programme de réarmement — en 1751, la marine de guerre et l’armée absorbent 75 % des dépenses du trésor royal — Ensenada s’attacha à mettre sur pied un ambitieux plan de réforme fiscale, qui consistait à appliquer aux provinces de l'ancienne Couronne de Castille la contribution unique imposée, à la suite de sa défaite dans la guerre de Succession d'Espagne, à la Couronne d'Aragon éteinte et qui devait à présent se substituer au complexe enchevêtrement des vieux tributs castillans. Cependant, le projet ne put être mis en pratique, en raison des énormes résistances auxquelles le ministre se heurta et qui allaient lui coûter son poste de ministre de la monarchie. Ensenada parvint pourtant à introduire quelques réformes dans les finances de l’État, qui, quoique de moindre portée, permirent d’augmenter les recettes. La plus importante fut la récupération par l’État d’environ deux tiers des concessions accordées à des particuliers pour la perception de l'impôt — système en usage depuis plusieurs siècles —, la levée d’impôt étant dorénavant gérée directement par les fonctionnaires du roi sous les ordres des intendants. De même, il diminua les impôts appelés recettes provinciales, qui grevaient la consommation et qu’Ensenada, à l’instar des autres figures des Lumières, considérait injustes parce que « tout pauvre les paie, et peu parmi les riches… » ; il augmenta à la place les recettes générales, c’est-à-dire les droits de douane, parce que « ce sont, pour la plupart, les étrangers qui s’en acquittent », et limita certains monopoles, comme celui du tabac « qui est fondé sur le vice ».

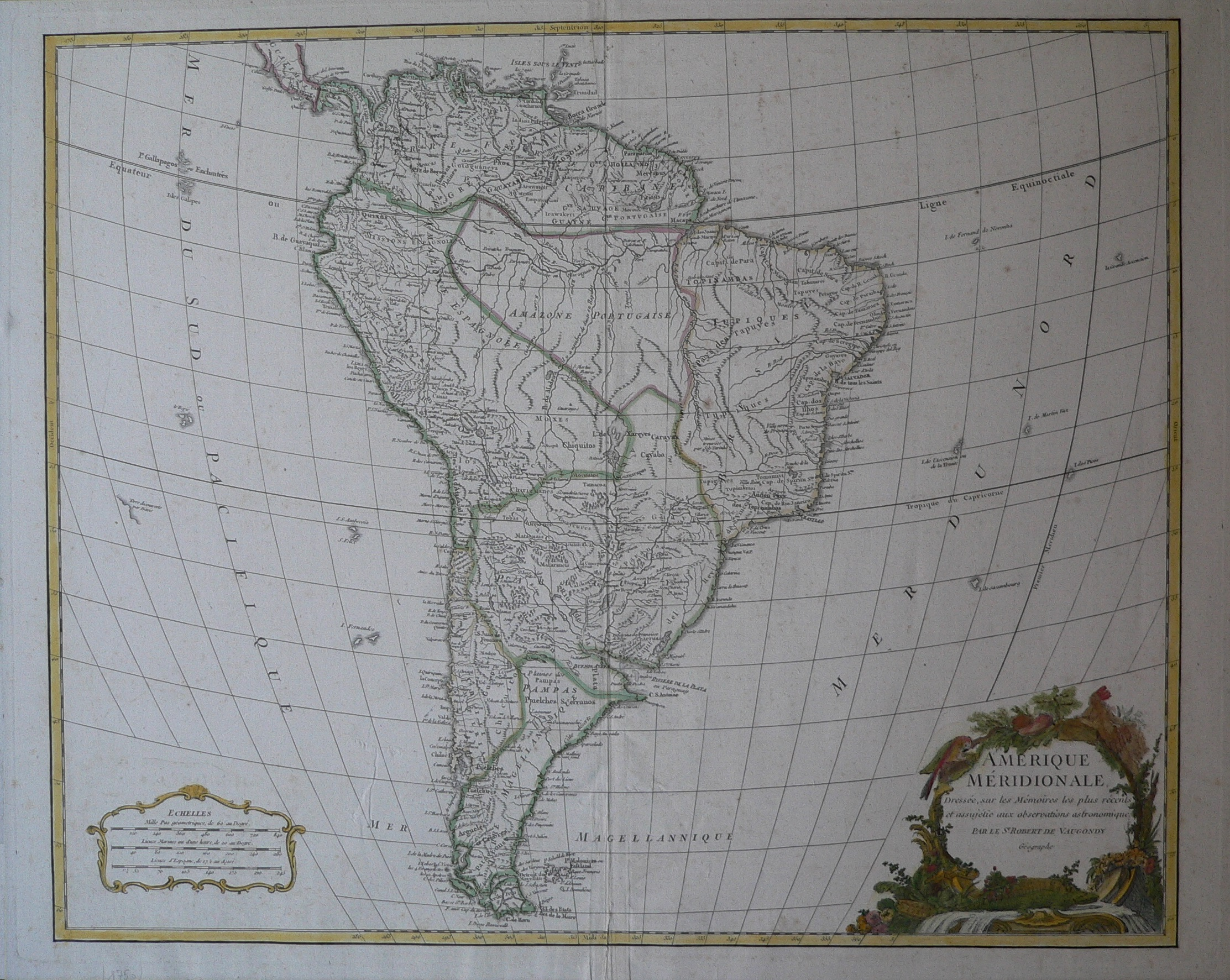
Carte de l’Amérique du Sud de 1750.

Quant à la politique visant à assurer la prépondérance espagnole dans ses propres colonies ainsi que sur le commerce avec celles-ci, deux succès relatifs furent enregistrés. Le premier est la signature à Madrid du traité des Limites du 13 janvier 1750 entre les monarchies d’Espagne et du Portugal, lequel traité, en précisant plus avant l’imprécis traité de Tordesillas signé dans la dernière décennie du XVe siècle, mit un terme à un long contentieux sur la délimitation des territoires américains et du Pacifique devant revenir à chacune des deux couronnes. Selon l’accord, le roi de Portugal reconnaissait la tutelle du roi d’Espagne sur les Philippines, pourtant situées à l’est de l’antiméridien de Tordesillas, ainsi que sur le Río de la Plata, par quoi il renonçait à la litigieuse colonie de Sacramento et aux territoires qui l’entourent (correspondant à l’actuel Uruguay). Le roi d’Espagne, quant à lui, acceptait la pénétration portugaise dans le bassin du fleuve Amazone, laquelle avait poussé vers l’est très au-delà du méridien fixé à Tordesillas, et qui dans le sud englobait désormais les sept réductions jésuitiques du Paraguay, que la Compagnie de Jésus avait créées là-bas dans le but de protéger les Indiens guaranis. La mise en œuvre malaisée du traité entraîna son annulation en 1761 sous Charles III, jusqu’à ce qu’un nouveau traité signé en 1777 mette définitivement fin au long litige entre les deux couronnes.
Le deuxième succès obtenu par la politique des Indes fut le traité du 5 octobre 1750 conclu à Madrid par le secrétaire d’État Carvajal et l’ambassadeur de la monarchie britannique, et par lequel fut aboli l’asiento de negros institué par le traité d’Utrecht. En contrepartie, la couronne espagnole s’engageait à payer — en plusieurs tranches — à la South Sea Company la somme de 100 000 livres. Toutefois, les commerçants britanniques refusant de renoncer à la traite des esclaves, celle-ci se poursuivit de manière illégale à partir de la Jamaïque et de Belize.
La politique de pacification en Italie, également impulsée par Carvajal (qui dans le même temps s’assure de la possession de Parme et de Naples, au profit respectivement des infants Philippe et Charles), se scella par la signature du traité d’Aranjuez le 14 juin 1752 entre la monarchie espagnole et l’Empire autrichien, par lequel ce dernier garde sous sa souveraineté les duchés de Milan et de Toscane. Dans ce même contexte s’inscrit également la signature du concordat de 1753 avec le Saint-Siège, qui mit un terme au long conflit avec la papauté commencé en 1709, lorsqu’en pleine guerre de Succession d'Espagne le Saint Siège reconnut pour roi d’Espagne l’archiduc Charles.
Ferdinand poursuivit également les projets entamés par son père, Philippe V ; ainsi, il fit créer vingt-deux intendances dans la couronne de Castille, dont Philippe avait promulgué l'existence dès 1718. Une des premières missions des intendants placés à leur tête fut de dresser le cadastre d'Ensenada, en vue d’appliquer — comme dit précédemment — le système fiscal de la contribution unique en Castille. Les compétences des intendants s’exerçaient au détriment des corrégidors, des grands alcades (alcaldes mayores, fonctionnaires de justice) et des régisseurs (regidores) des municipalités, l’activité des autorités locales restant en effet désormais limitée à gérer le patrimoine municipal et à assurer quelques services publics essentiels, en particulier ceux en relation avec l’approvisionnement alimentaire.

### Chute d’Ensenada, ascension de Wall et fin du règne (1754-1759)

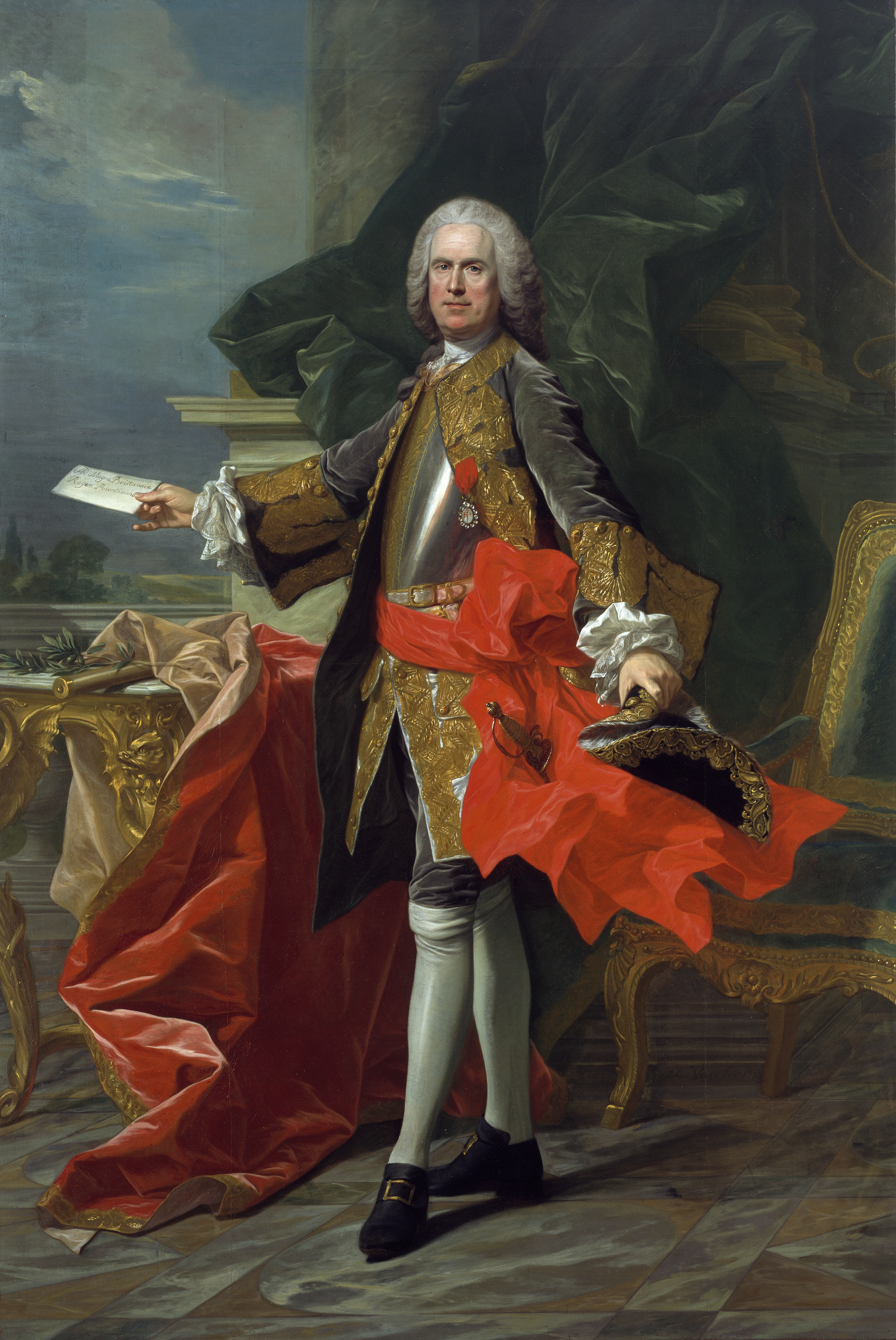
Ricardo Wall.

Ensenada tenta de contrecarrer la contrebande et la traite négrière britannique dans la Caraïbe en ordonnant aux garde-côtes de resserrer la vigilance, ce qui donna lieu à des conflits et des tensions avec les navires et les sujets britanniques, parfois provoqués par l’excès de zèle des vaisseaux espagnols. Ainsi, en dépit de la signature du traité hispano-britannique de Madrid, leurs relations se détériorent à nouveau entre 1752 et 1753, amenant Ensenada à donner ordre à plusieurs unités navales de se tenir prêtes à affronter les vaisseaux anglais. Cette décision fut mise à profit par l’ambassadeur de Grande-Bretagne auprès de la cour de Madrid, appuyé en cela par les ennemis des réformes d’Ensenada — comme les adjudicataires du recouvrement de l'impôt ou les nobles qui voyaient menacés leurs privilèges fiscaux si la contribution unique devait être mise en œuvre — pour dénoncer devant le roi que son Secrétaire quasi tout-puissant se préparait, sans le consulter, pour la guerre contre un pays avec lequel existait alors un traité signé ; cette insolence envers la parole royale donnée fut l’un des arguments utilisés pour justifier sa fulminante destitution et son bannissement.
Selon l’historien Pedro Voltes, la disgrâce d’Ensenada aux yeux du roi était une machination orchestrée par « un personnage étrange, dont l’influence à la cour était difficile à expliquer depuis un certain temps ». Il s’agit du premier majordome du roi, Fernando de Silva y Álvarez de Toledo, duc d’Huéscar, qui hérita peu après du duché d'Albe. Celui-ci avait également conseillé à Ferdinand VI de nommer l’ambassadeur d’Espagne à Londres Ricardo Wall comme remplaçant de Carvajal, décédé le 8 avril 1754 au terme d’une courte maladie. Fort du soutien de Wall, il utilisa comme argument, pour discréditer Ensenada aux yeux du couple royal, la sympathie qu’Ensenada éprouverait d’une part pour les jésuites, au moment où la rébellion des missions jésuitiques du Paraguay battait son plein, et d’autre part pour la France, qui d’après Wall ne recherche que « l’oppression et la décadence de la monarchie espagnole ». Le duc d’Huéscar bénéficia aussi du concours de l’ambassadeur de Grande-Bretagne Benjamin Keene, qui dans un rapport remis à son gouvernement affirma, après avoir qualifié Ensenada d’« homme faible, vain et surtout hautain » : « le marquis n’a pas voulu être notre ami et pour cela j’ai provoqué sa perte, de sorte que jamais il ne pourra rétablir ses affaires », ajoutant : « les grands projets d’Ensenada pour renforcer la Marine ont été suspendus. Il ne se construira plus de navires ».
Ensenada fut arrêté dans son propre logis le dimanche 21 juillet 1754 à l’aube, pour avoir présumément révélé des secrets d’État. Cependant, la cour se trouvant réticente à lui intenter un procès pour ce motif, il fut accusé de malversation ; finalement le procès fut suspendu, lorsqu’il apparut, grâce à l’intercession auprès de la reine du castrat Farinelli, qu’il était directement lié par contrat avec le couple royal. En conséquence de quoi il lui fut accordé une pension de 12 000 pesos « par le seul effet de ma clémence et en guise d’aumône ». Pendant ce temps, de nombreux libelles circulaient contre lui, répétant un calembour déjà utilisé auparavant : « en sí nada » (en soi, rien).
La nouvelle équipe gouvernementale formée après la chute d’Ensenada comprenait — outre Wall au secrétariat d’État et au secrétariat aux Indes — le comte de Valdeparaíso Juan Gaona Portocarrero au secrétariat aux Finances, le général Sebastián de Eslava à celui de la Guerre, et Julián de Arriaga à celui de la Marine. Le principal problème auquel eut à faire face le « gouvernement de Wall » fut la nouvelle guerre qui éclata en Europe en mai 1756, connue, en raison de sa durée, sous le nom de guerre de Sept Ans. Les alliances étant interverties, les anciens ennemis, la monarchie française et l’Empire autrichien, faisaient face à la monarchie britannique et au royaume de Prusse. Aussitôt, les deux camps mirent sous pression la monarchie espagnole pour l’amener à se ranger de leur côté. La Grande-Bretagne offrit la restitution de Gibraltar et promit de relâcher la pression sur le trafic commercial avec l’Amérique, tandis que la France, après avoir conquis en juin 1756 Minorque, sous tutelle britannique depuis 1714, proposa de l’échanger contre le renouvellement des pactes de famille autrefois signés par Philippe V. Cependant Ferdinand VI resta ferme sur sa position de neutralité, bien qu’avec des difficultés de plus en plus grandes à cause des attaques britanniques contre des navires espagnols dans l’Atlantique, en particulier contre les bateaux de pêche basques qui pêchaient dans les eaux de Terre-Neuve.
Les problèmes que posait cette difficile neutralité dans laquelle se cantonna la monarchie espagnole ne purent être résolus, car à l’été 1758, la mort de la reine brisa définitivement la santé physique et mentale du roi. Le problème fut d'ailleurs aggravé par le fait que son successeur légitime au trône d’Espagne était alors roi d’un autre pays, à savoir son demi-frère Charles de Naples, que sa mère, deuxième épouse de Philippe V, Élisabeth Farnèse, tenait incessamment bien informé. Le 10 août 1759, Ferdinand VI s'éteignit sans avoir recouvré la raison.

## Le règne de Charles III (1759-1788)

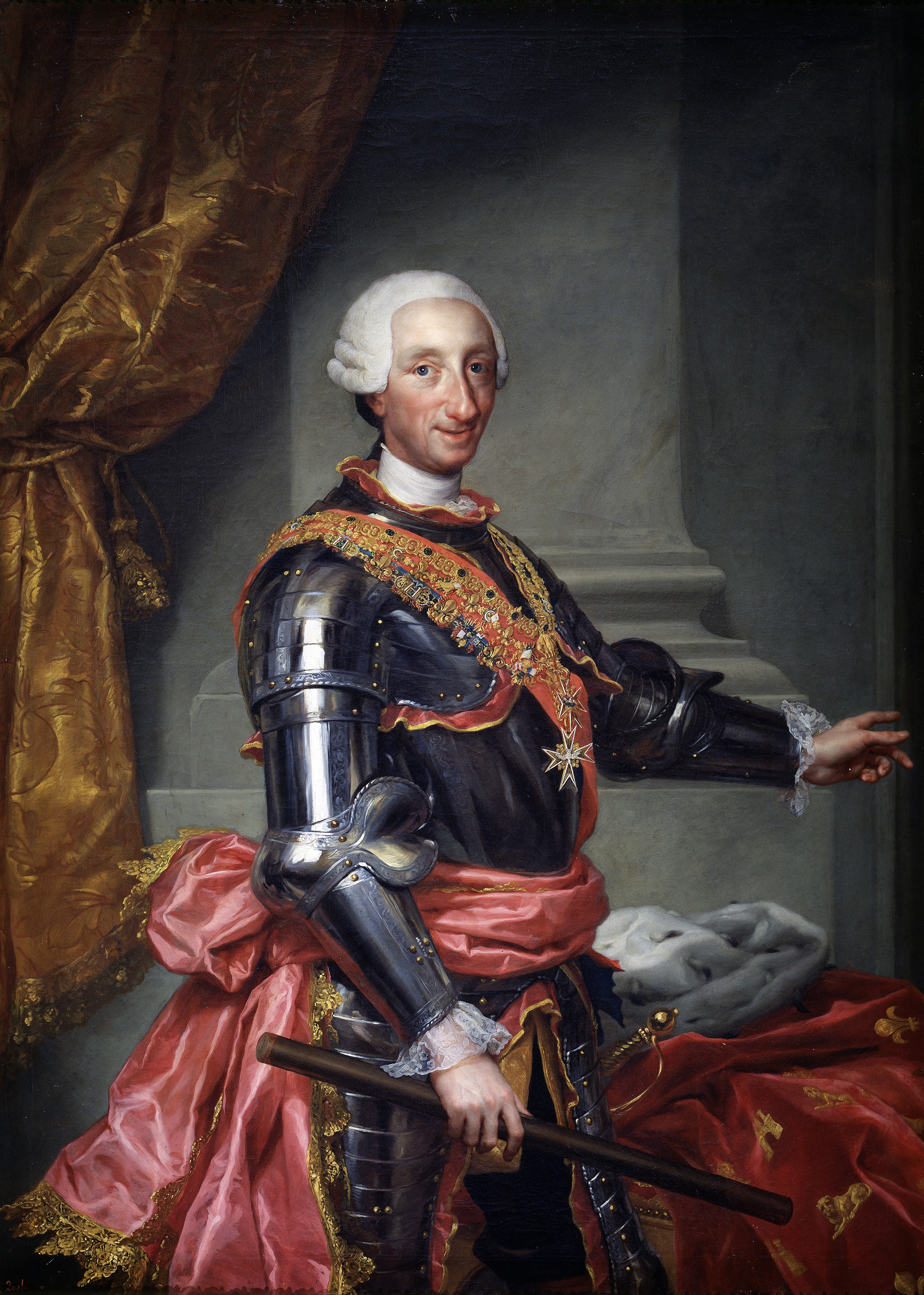
Portrait de Charles III par Anton Raphael Mengs.

Charles III, fils de Philippe V et de sa seconde épouse, Élisabeth Farnèse, possédait déjà une certaine expérience du gouvernement lorsqu'il monta sur le trône d'Espagne à la mort sans descendance de Ferdinand VI. Duc de Parme d’abord, puis roi de Naples. titre auquel il dut renoncer pour le passer à son fils, le jeune Ferdinand IV de Naples, il emporta avec lui son principal collaborateur, le marquis d’Esquilache, dont il fit son secrétaire aux Finances et à la Guerre. Ainsi, le marquis de Grimaldi, d'origine génoise, remplaçant Ricardo Wall à la tête du secrétariat d’État, le gouvernement se retrouva entre les mains d’« Italiens », situation qui eut des conséquences importantes lors des révoltes du printemps 1766.
Le règne de Charles III fut marqué par la forte impulsion qu’il s’employa à donner aux réformes inspirées des idées des Lumières — pour autant cependant que celles-ci ne mettent pas en péril le pouvoir absolu du souverain et l’ordre social traditionnel : dans un texte adressé à son fils, le futur roi Charles IV, il écrivit : « Quiconque critique les actes de gouvernement commet un délit, lors même qu’il aurait raison ». Néanmoins Charles III est considéré comme la principale figure du despotisme éclairé, ou de l’absolutisme éclairé, en Espagne.
Pour mettre en œuvre cette politique, le roi s’entoura d’une équipe de ministres réformistes, parmi lesquels se distingue José Moñino, comte de Floridablanca. Toutefois, peu d’années après son accession au trône, Charles III eut à affronter la plus grave des crises qui secoua son règne, et qui mit en lumière les contradictions de son réformisme.

### La crise des années 1760: la «révolte contre Esquilache» et ses conséquences
L’homme fort du gouvernement, le marquis d’Esquilache, qui cumulait les secrétariats à la Guerre et celui aux Finances, reprit à son compte le projet de cadastre qu'Ensenada, tombé en disgrâce auprès de Ferdinand VI en 1754, n'avait pu mener à bien, et constitua un Comité du cadastre (Junta del Catastro en espagnol) pour faire avancer le projet. En 1763, il importa d’Italie le jeu de la loterie — dénommée initialement « beneficiata » —, dont les recettes étaient destinées à des œuvres de bienfaisance, telles que le mont-de-piété militaire qu’il avait créé deux ans auparavant, embryon de sécurité sociale au bénéfice des soldats et de leurs veuves et orphelins. Dans le domaine militaire, il fonda en 1764 le Collège royal d’artillerie de Ségovie (Real Colegio de Artillería de Segovia), centre d’enseignement militaire mais également de recherche scientifique.
Esquilache s’attacha également à améliorer les infrastructures de Madrid, introduisant notamment l’éclairage public et perfectionnant le système d’égouts, afin que la « villa y corte » (cité et cour) cesse d’être un lieu obscur, dangereux et insalubre. Ces mesures furent complétées par d’autres qui tendaient à corriger la tenue vestimentaire de la population, prohibant les grandes capes et les chapeaux à larges bords supposés faciliter l’incognito et garantir l’impunité aux délinquants et à leur permettre de dissimuler leurs armes. Ce sont ces dernières mesures qui furent à l'origine de la dénommée « émeute d’Esquilache » (motín de Esquilache), qui éclata en 1766 à Madrid. La toile de fond de la révolte était en fait une crise de subsistance consécutive à une considérable hausse du prix du pain, provoquée non seulement par une succession de mauvaises récoltes, mais aussi par l’application d’un décret de 1765 libéralisant le marché des grains et supprimant les prix maximum.
Durant la révolte, la foule s’en prit d’abord à la demeure d’Esquilache — sous les cris de « Vive le roi, mort à Esquilache ! » —, avant de se diriger vers le palais royal, où la Garde royale (Espagne)|garde royale dut intervenir pour rétablir l’ordre, au prix de nombreux blessés et de quarante morts. Finalement, Charles III apaisa les révoltés en promettant l’annulation du décret, la destitution d’Esquilache et la baisse du prix du pain. Néanmoins, la rébellion se répandit vers d’autres villes et atteignit une grande virulence à Saragosse. Dans quelques localités, telles que Elche et Crevillent, les émeutes de la faim se muèrent en révoltes dirigées contre l’aristocratie. En Guipuscoa, la révolte fut appelée machinada (ou matxinada, signifiant en basque « révolte paysanne »). Toutes ces émeutes furent durement réprimées et l’ordre fut rétabli.
La révolte contre Esquilache eut deux conséquences politiques importantes. La première est la création de trois nouvelles fonctions dans les municipalités, destinées à fournir un cadre à la participation populaire : le procureur (procurador, síndico personero), habilité à servir de porte-parole des citoyens ; le député du commun (diputado del común), chargé de veiller à l’approvisionnement en vivres ; et les maires de quartier (alcaldes de barrio), chargés de veiller à l’application des ordonnances. Ces nouveaux postes furent bientôt accaparés par les oligarchies urbaines.
La deuxième conséquence fut l’expulsion hors d’Espagne des jésuites, accusés d’avoir été les instigateurs des émeutes, expulsion exécutée en application de la pragmatique sanction de 1767. Il s’agit en réalité, là encore, d’une mesure inspirée de l’absolutisme, et qui en outre permit de réformer les collèges naguère dirigés par la Compagnie de Jésus. En raison des nombreuses rivalités qu'avaient les jésuites avec les autres ordres religieux, ceux-ci se félicitèrent du reste ouvertement de leur éviction. Finalement, Charles III, tout de même que d’autres monarques européens, fit pression sur la papauté pour que Clément XIV prononce la dissolution de l’ordre, ce qui se produisit en 1773.

### Les réformes économiques et sociales
Les ministres de Charles III s’attachaient à impulser l’économie espagnole, essentiellement l’agriculture, qui était le secteur alors le plus important, cela cependant sans modifier ni l’ordre social ni la structure de la propriété existants ; si des répartitions de terre eurent bien lieu, elles ne concernaient que les terres appartenant aux municipalités et non cultivées. Le projet le plus ambitieux, mené sous la direction de l’homme des Lumières Pablo de Olavide et lancé en 1767, consista à coloniser certaines étendues de terre de la péninsule, inhabitées et infestées de bandits, dans la Sierra Morena ; ainsi surgirent les dénommés nouveaux foyers de peuplement d’Andalousie et de la Sierra Morena, comme La Carolina, dans la province de Jaén, qui se révélèrent finalement n’être que des succès relatifs : dix ans plus tard, quelque 10 000 paysans étaient venus s’établir dans ces zones à repeupler, ayant gratuitement reçu de l’État terres, maison, mobilier, outils, bétail et semences.
D’autre part, le gouvernement travailla à améliorer les infrastructures de transport et l'application des fonctions régaliennes. Ainsi, le creusement du canal de Castille fut poursuivi et les travaux du canal impérial d'Aragon débutèrent ; 1 000 kilomètres de routes furent construits selon un réseau radial avec pour centre Madrid, et enfin, la banque Saint-Charles fut fondée en 1782 pour financer la dette de l’État en gérant les vales reales, titres de dette publique ayant valeur de papier-monnaie.
Charles III fonda une série de manufactures de luxe : à Madrid, celle des Porcelanas del Retiro (porcelaine), de la Real Fábrica de Tapices (tapisserie) et de la Real Fábrica de Platería Martínez (argenterie) ; dans la Granja de San Ildefonso, la Fábrica de Cristales (cristal), mais aussi un grand nombre de manufactures produisant des articles de consommation courante, comme la Real Fábrica de Paños à Ávila (atelier de tissage, dont le bâtiment, le long de la rivière Adaja, a été démoli).

### La politique régalienne et la limitation de l’«autonomie» de l’Inquisition
Les Bourbons renforcèrent le régalisme, c'est-à-dire défendirent, face au Saint-Siège, les prérogatives de la Couronne sur l’Église catholique dans ses propres États. Par le concordat de 1753, conclu sous le règne de Ferdinand VI, le droit de patronage (ou patronat) royal (patronato regio) fut étendu, quasi de plein exercice, à tous les territoires, alors qu’il ne prévalait jusqu'alors qu’à Grenade et dans les Amériques. Les attributions de l’Inquisition en matière de censure (1768) et dans le domaine judiciaire (1770) furent restreintes. Les frictions avec le Saint-Siège culminèrent avec l’expulsion des jésuites en 1767. Enfin, on renforce l’exequatur (ou pase regio), qui stipulait que les dispositions du pape devaient préalablement recevoir la sanction royale pour pouvoir être promulguées et appliquées dans les territoires de la Monarchie. Pour autant, la Monarchie n’en vint pas à remettre en cause les vastes privilèges de l’Église.
Aux yeux des penseurs des Lumières, l’Inquisition constitue le principal obstacle à la mise en adéquation de la société espagnole aux normes européennes de l’époque, mais l’action de la monarchie absolue espagnole fut, sous ce rapport, ambiguë et contradictoire. Ainsi, si Charles III resserra la subordination de l’Inquisition à la Monarchie, le Saint Office maintint intact son appareil de surveillance, lequel comportait la présence de commissaires dans les ports maritimes et aux frontières terrestres, ainsi que la visite systématique des librairies du royaume, lesquelles étaient obligées de disposer d’un exemplaire de l’Index des livres prohibés, de même que d’un inventaire annuel recensant leurs productions. Quelques procès retentissants engagés par l’Inquisition contre plusieurs penseurs des Lumières, tels que Pablo de Olavide, condamné à 8 ans de réclusion pour « hétérodoxie » et pour avoir lu des livres interdits, témoignent du pouvoir que continuait malgré tout de détenir le Saint Office. Une autre manifestation de la « liberté surveillée » pratiquée par les gouvernements réformistes fut la mise en place, au milieu du siècle, de la censure préalable, par laquelle l’autorisation officielle était requise pour la diffusion de quelque imprimé que ce soit (livre, brochure ou journal), ainsi que la nécessité d’une licence pour l’importation de livres étrangers. Les peines dont était passible le contrevenant allaient de la confiscation des biens jusqu’à la peine de mort, dans les cas de grave injure à la foi catholique.
Selon l’historien Carlos Martínez Shaw, « c’est Charles III qui établit de façon symbolique la subordination du Saint Office à la Couronne, et ce à l’occasion de l’affaire du catéchisme de l’abbé François-Philippe Mésenguy, ouvrage agréé par le roi mais condamné par l’inquisiteur général, ce dernier faisant alors l’objet d’une mesure de proscription hors de Madrid et de confinement dans un monastère, jusqu’à ce que le souverain lui accordât son pardon. Pour cette raison, le gouvernement ressuscita le vieux privilège de l’exequatur, par lequel l’autorisation préalable était exigée pour la publication en Espagne des documents pontificaux et qui après quelques vacillations allait être mis en vigueur à partir de 1768. Cette même année, une nouvelle disposition fut dictée relative à la procédure que devait suivre l’Inquisition en matière de censure de livres, afin de préserver les auteurs d’une condamnation arbitraire et injuste, disposition consistant à imposer une audition préalable de l’auteur, en personne ou par son représentant, avant d’émettre l’édit condamnatoire, et qui dans tous les cas exigeait également l’autorisation gouvernementale avant d’être promulguée. Deux années plus tard, le Saint Office se vit rappeler les limites de son action répressive, qui devait se cantonner aux délits d’hérésie et d’apostasie, en même temps que furent dressées des barrières à l’incarcération préventive, c'est-à-dire antérieure à l’apport de preuves de la culpabilité du prévenu […]. Toute cette offensive législative fut combinée à une politique de nominations dans les tribunaux d’Inquisition privilégiant les ecclésiastiques les plus cultivés, tolérants et éclairés, par opposition au personnel antérieur, composé souvent de religieux à l’esprit fermé et de formation culturelle déficiente, qui dans beaucoup de cas ignoraient même les langues étrangères dans lesquelles les œuvres condamnées par eux étaient écrites »..
Cette politique de contrôle renforcé sur l’Inquisition peut se vérifier dans l'avis, daté de 1768, du Conseil de Castille à propos des prérogatives du roi face à l’Inquisition :

« Le roi en tant que patron, fondateur et dotateur de l’Inquisition détient sur elle tous les droits inhérents à tout patronage royal […] ; comme père et protecteur de ses vassaux, il peut et doit empêcher que dans leurs personnes, biens et réputation, se commettent des violences et des extorsions, en indiquant aux juges ecclésiastiques, y compris lorsqu’ils procèdent ès qualités, la voie tracée par les canons, afin qu’ils ne dévient point de leurs règles. »

### La réorganisation de l’administration des Indes

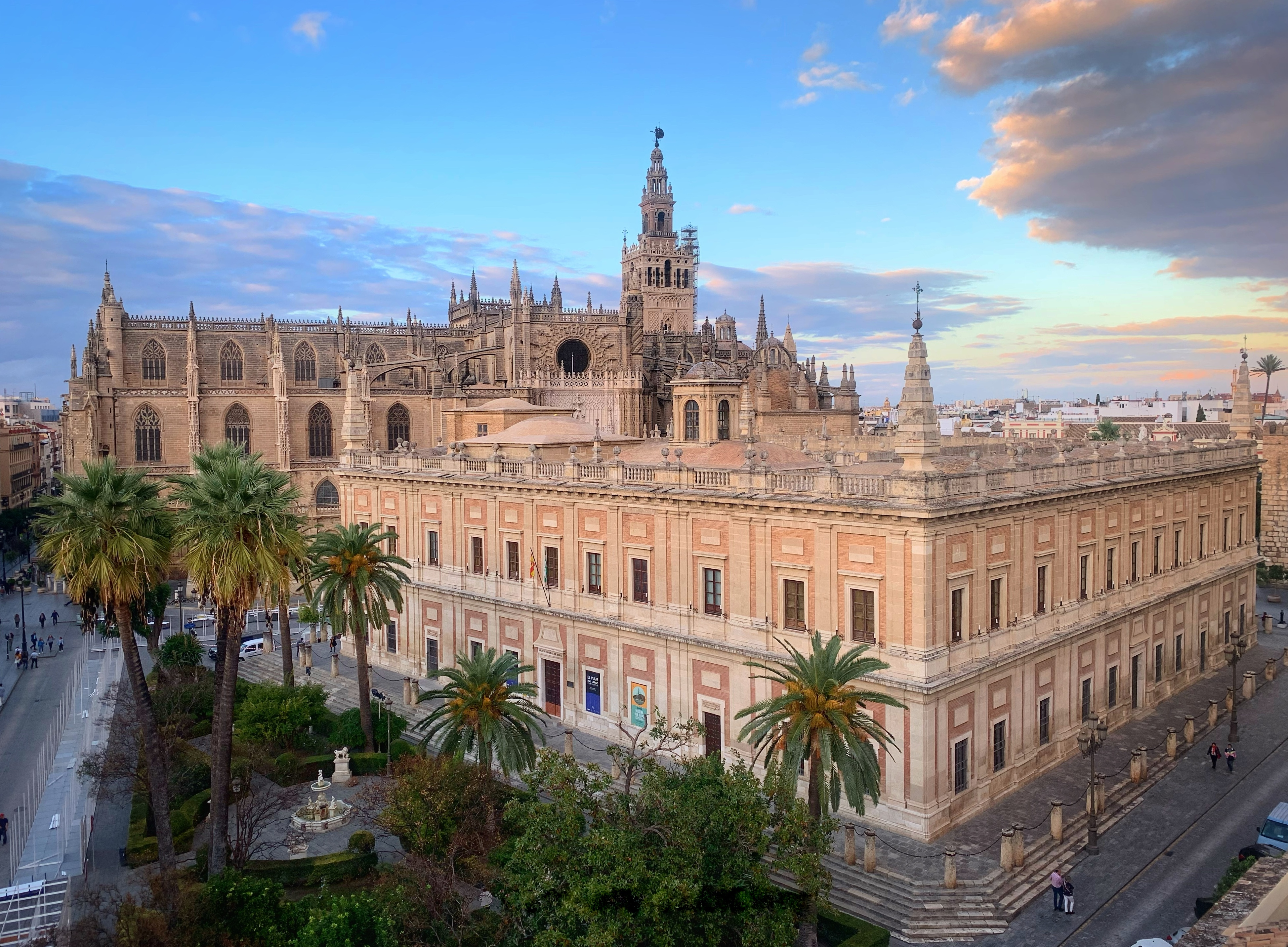
Les Archives des Indes à Séville, institution créée à l'instigation de Charles III, où sont conservés les documents de la Casa de Contratación.

Le gros des changements en Amérique espagnole advint dans la seconde moitié du XVIIIe siècle. Charles III poursuivit la politique commencée par Philippe V, surtout mise en œuvre par Ferdinand VI, et qui visait à convertir les colonies espagnoles américaines en source de richesse pour la métropole et de recettes pour les finances royales. C’est dans cet objectif qu’il fut procédé à une réorganisation de l’administration américaine pour la rendre plus efficace et pour y renforcer l’autorité de l’État :
- sous Charles III, les affaires coloniales furent concentrées dans un seul et même ministère, qui se vit attribuer toutes les compétences, aux dépens du Conseil des Indes ;
- on détacha du Pérou une nouvelle vice-royauté : la vice-royauté de Nouvelle-Grenade, avec pour capitale Bogota, avait été créée une première fois en 1717, supprimée six ans seulement après et établie de façon permanente en 1739 ; la vice-royauté du Río de la Plata, avec pour capitale Buenos Aires, fut créée en 1776. La même année, une capitainerie générale fut établie au Venezuela. Ce redécoupage administratif était censé permettre un plus grand contrôle politique et fiscal[179].
- sur le modèle de l’administration française, et comme en métropole, on instaura la fonction d’intendant (intendente), destinée à se substituer aux anciens gouverneurs, corrégidors (échevins) et alcaldes mayores (alcades) du cabildo colonial. Les intendances devaient centraliser davantage l’administration coloniale aux dépens des vice-rois, capitaines généraux et gouverneurs, attendu que les intendants étaient directement responsables devant la Couronne, non plus devant les premiers cités, et se voyaient attribuer d’amples pouvoirs en matière économique et politique. Le système des intendances se révéla efficace dans la plupart des territoires et permit d’augmenter les recettes fiscales. Les sièges des intendances furent établis principalement dans les grandes villes et les centres miniers florissants. Quasi tous les nouveaux intendants étaient des péninsulaires, c'est-à-dire nés en Espagne péninsulaire, ce qui eut pour effet d’exacerber les tensions entre lesdits péninsulaires et les criollos, descendants d’Espagnols, mais nés en Amérique, qui souhaitaient sauvegarder la part de pouvoir qu’ils avaient précédemment acquise dans l’administration locale. De même, Charles III — et son fils Charles IV — voulurent aller à rebours des progrès faits par les criollos dans les hautes instances judiciaires (audiencias). Sous les Habsbourg, la couronne avait coutume de mettre en vente les postes à pourvoir dans les audiencias, dont les criollos pouvaient se porter acquéreurs. Les rois Bourbons mirent un terme à cette politique, et en 1807, seuls douze sur 99 juges d’audiencia étaient encore des créoles[180] ;
- de façon générale, il fut mis fin à la vente de charges publiques, pratique grâce à laquelle les criollos avaient réussi au cours du siècle écoulé à monopoliser les principales fonctions de la bureaucratie locale ; à leur place étaient désormais nommés des fonctionnaires (censément plus qualifiés et moins intéressés) venus directement de la Péninsule, auxquels s’ajoutait une nouvelle vague d’émigrants péninsulaires originaires de Galice, des Asturies et des provinces basques ;
- les impôts furent majorés et l’État étendit son monopole fiscal à des produits tels que le tabac, l’eau-de-vie ou la poudre à canon, ce qui provoqua le mécontentement à la fois chez les criollos, les métis et les Indiens ;
- à la suite de l’annulation, pendant le règne de Ferdinand VI, des deux concessions commerciales consenties à la Grande-Bretagne aux termes du traité d’Utrecht — le navire de permission (qui autorisait l’Angleterre à envoyer chaque année un navire d’une capacité de 500 tonnes vers les colonies espagnoles américaines pour commercer avec elles) et l’asiento (qui réservait la traite des noirs aux seuls Britanniques) —, qui n’avaient jusque-là servi qu’à accroître la contrebande, on poursuivit la politique qui visait à revitaliser les échanges entre l’Amérique et l’Espagne, conformément aux dispositions du « pacte colonial » et en utilisant les outils prévus par celui-ci, dans le but de faire des Amériques un grand centre exportateur de matières premières et importateur de produits manufacturés de la métropole. De la sorte, les deux économies se mirent bientôt à croître, grâce à quoi la Couronne vit également ses recettes et son pouvoir augmentés[172] :
- autorisation fut donnée à d’autres ports, en sus de celui de Cadix, vers lequel la Casa de Contratación de Séville avait été transférée en 1717, à commercer directement avec l’Amérique, en un premier temps avec les Antilles, en 1765, puis avec l’ensemble de l’Amérique, à travers le « Règlement de libre commerce » de 1778. Ce dernier autorisait les ports de l’Amérique espagnole à commercer directement entre eux et avec la plupart des ports d’Espagne, le commerce n’étant plus dorénavant restreint aux quatre ports coloniaux qu’étaient Veracruz, Carthagène des Indes, Lima/Callao, et Panama[181];
- la politique consistant à concéder à des compagnies commerciales « privilégiées » l’exploitation en régime monopolistique de certaines zones fut prolongée ;
- on appliqua plus largement la méthode dite des vaisseaux enregistrés (navíos de registro, navires qui naviguaient en solitaire, évitant ainsi plus aisément la marine ennemie, et partaient et arrivaient aux Amériques avec plus de régularité) en remplacement des convois de la route des Indes ;
- les Bourbons d’Espagne rendirent aussi le gouvernement plus laïc. Le rôle politique de l’Église fut réduit, bien que jamais totalement supprimé. À la différence des Habsbourg, qui choisissaient souvent des gens d’Église pour occuper des fonctions politiques, les Bourbons préféraient nommer à ce type de poste des militaires de carrière. Ce processus de laïcisation culmine avec l'expulsion en 1767 de la Compagnie de Jésus, un des ordres religieux les plus riches et un important outil de l’entreprise missionnaire dans les Amériques et aux Philippines. La Couronne s’efforça également de promouvoir le clergé séculier au sein de la hiérarchie de l’Église, inversant de la sorte la tendance qui existait depuis le début de la période coloniale de faire occuper ces postes par des membres du clergé régulier. Globalement toutefois, ces changements n'eurent que peu d’effet sur l’Église des Indes dans son ensemble. Vers la fin du règne des Bourbons, à la veille des indépendances, la Couronne tenta de confisquer les possessions de l’Église, mais la mesure se révéla malaisée à mettre en application[182] ;
- avant les réformes bourboniennes, l’Amérique espagnole ne disposait guère de forces armées opérationnelles ; les troupes existantes étaient sans coordination et dispersées. Pour défendre les colonies, en particulier contre la Grande-Bretagne, les Bourbons mirent sur pied une milice mieux organisée, permanente, dont le corps d’officiers était composé dans un premier temps uniquement de militaires venus d’Espagne. Cependant, attendu qu’il n'était pas possible de pourvoir cette milice d’un personnel exclusivement péninsulaire, les criollos et les métis furent admis à s’y incorporer et finirent par occuper la plupart des postes, les milices coloniales devenant une source de prestige pour les criollos en mal de statut social. La hiérarchie militaire était à base raciale : les milices se constituaient souvent selon les lignes de démarcation raciales, ce qui donna lieu à la création de milices pour blancs, pour noirs et pour métis. Presque tous les officiers supérieurs étaient néanmoins des péninsulaires, les criollos occupant les échelons secondaires.

#### Réformes à l’origine des révoltes péruviennes
Les réformes à mettre en œuvre en Amérique furent recommandées dans le rapport intitulé Informe y Plan de Intendencias, que le visiteur général José de Gálvez et le vice-roi de Nouvelle-Espagne, le marquis de Croix, remirent en 1768 à Charles III. Dans la vice-royauté du Pérou, au Chili et dans le Río de la Plata, c’est le visiteur général José Antonio de Areche qui à partir de 1776 fut chargé d’appliquer les réformes et qui introduisit un ensemble de changements dans les colonies, entre autres des majorations fiscales, quoiqu’elles avaient déjà, avant son arrivée, été mises en place graduellement.
En mars 1772, une cédule royale prescrivit une augmentation générale de 2 à 4 % de l’impôt des alcabalas (taxe obligatoire sur la vente de marchandises) au Pérou, tant sur les produits américains que sur les produits importés. Toutefois, beaucoup hésitèrent à appliquer la nouvelle taxe, n’ayant pas en effet été informés clairement quelles marchandises tombaient sous le coup de cette mesure. Cette majoration de taxe une fois mise en application, les recettes au titre des alcabalas connurent effectivement une hausse, dans certaines provinces plus que dans d’autres, en raison de leur perception directe par les douanes. En 1773, une douane fut instaurée à Lima, et l’année suivante dans la province de Cochabamba, à Arque et à Tapacarí, ce qui provoqua des protestations voire des troubles lorsqu’on tenta de faire acquitter des alcabalas aux cotonniers, tailleurs, cordonniers, ferronniers et savonniers ; en outre, il fallut payer les alcabalas sur les céréales (blé, maïs) cultivées dans la zone. En conséquence, de nombreux artisans, négociants en blé et marchands ambulants furent impliqués dans les troubles que ces mesures fiscales finirent par provoquer.
Les commerçants indiens en particulier rechignaient fort à soumettre leurs produits au contrôle douanier, redoutant d’être obligés de payer les alcabalas, sans égard au fait qu’ils avaient été jusqu’alors exemptés de taxation sur les produits qu’ils cultivaient sur leurs terres ou fabriquaient eux-mêmes (sans préjudice des taxes qu'ils étaient tenus de payer sur les biens importés de Castille dont ils faisaient commerce). En tout état de cause, si la majeure partie des produits commercialisés par les indigènes ne furent pas affectés par cette augmentation à 4 % des alcabalas, ils le furent en revanche par la nouvelle hausse des alcabalas à 6 % décidée en 1776. Le Haut-Pérou avait été mis sous la juridiction de la nouvelle vice-royauté du Río de la Plata, ce qui modifia les routes commerciales de manière décisive ; les alcabalas étaient montées à 6 % et une douane supplémentaire fut érigée à La Paz. Cette même année, le visiteur Areche s’embarqua à destination des colonies, pour y superviser personnellement la mise en œuvre des réformes. Il arriva au Pérou en 1777, s’attelant aussitôt à surveiller le recouvrement des nouvelles alcabalas.
En août 1777, une circulaire fut envoyée aux corrégidors de Chayanta, Paria, Oruro, La Paz et Pacajes, leur enjoignant d’exercer une pression plus forte pour la perception du nouvel impôt, ce qui impliquait qu’il incombait désormais aux corrégidors non seulement de lever le tribut et d’organiser la répartition forcée de marchandises, mais aussi de percevoir les alcabalas. La conséquence en fut que les corrégidors entrèrent en conflit direct non seulement avec les paysans indiens, mais aussi avec les propriétaires terriens, les artisans et les commerçants métis et criollos, tous touchés par les nouveaux impôts. Toujours la même année, une taxe de 12,5 % fut imposée sur l’eau-de-vie, quoique le décret royal en ce sens ne fût pas approuvé avant 1778. Parallèlement, le vice-roi Manuel Guirior mena une campagne, appuyée par le visiteur Areche, visant à en finir avec la « contrebande d’or et d’argent » quittant la vice-royauté du Pérou, tandis que le vice-roi Pedro de Cevallos interdisait l’« exportation de pièces d’or et d’argent » hors de la vice-royauté du Río de la Plata vers le Pérou. Cependant, la cible de ce groupe de mesures était les secteurs miniers, d’une part parce que la consommation d’eau-de-vie était commune chez les ouvriers des mines, et d’autre part parce que les interdictions de Guirior portant sur la « circulation d’or et d’argent non préalablement scellé et fondu » frappaient les propriétaires et les exploitants de mines. En contrepartie, des réductions d’impôt furent accordées aux mines argentifères.
En 1779 la coca, et à partir de 1780 les céréales, furent portées dans la liste des marchandises assujetties aux alcabalas. Jusqu’en 1779, les douanes n’avaient été établies que dans le Haut-Pérou (Cochabamba, Potosí, La Paz) et à Buenos Aires ; l’année suivante, on en installa aussi dans le Bas-Pérou (à Arequipa, et il était envisagé d’en installer également à Cuzco). En juillet 1780, pour assurer le recouvrement des alcabalas, il fut ordonné à tous les artisans de s’affilier à une corporation, et de s’y faire dûment enregistrer. De même, bien que les sources d’eau fussent normalement exonérées, elles furent à leur tour soumise aux alcabalas en 1780.
La culture du tabac se révéla être une activité rentable après que les monopoles d’État eurent été desserrés. Dans le même temps, beaucoup parmi les colonies espagnoles se mirent à produire une abondance de ressources qui devinrent ensuite d’importance vitale pour mainte puissance européenne et pour les colonies britanniques en Amérique du Nord et dans les Antilles, nonobstant le fait que la majeure partie de ce commerce était considéré comme de la contrebande, vu que les marchandises n’étaient pas transportées par des vaisseaux espagnols. Les rois Bourbons tentèrent de mettre hors-la-loi ce commerce par différents moyens, comme p.ex. une hausse des droits de douane, mais ces efforts n’eurent que peu de résultats.
Enfin, l’intention du visiteur Areche de recenser la population non indigène et d’inclure les cholos parmi les tributaires mit les métis et mulâtres en état d’alerte, dès qu’ils eurent entrevu les projets de la Couronne en ce sens.
Peu après, et par suite de cette politique, se produisit au Pérou la révolte indienne, dit Grande Rébellion, emmenée par le cacique quechua Túpac Amaru II. Elle éclata en novembre 1780 ; Arreche dut mobiliser jusqu'à 15 000 hommes pour venir à bout des 100 000 révoltés, qui finirent par être définitivement vaincus en mars 1782.

### Enseignement et sciences

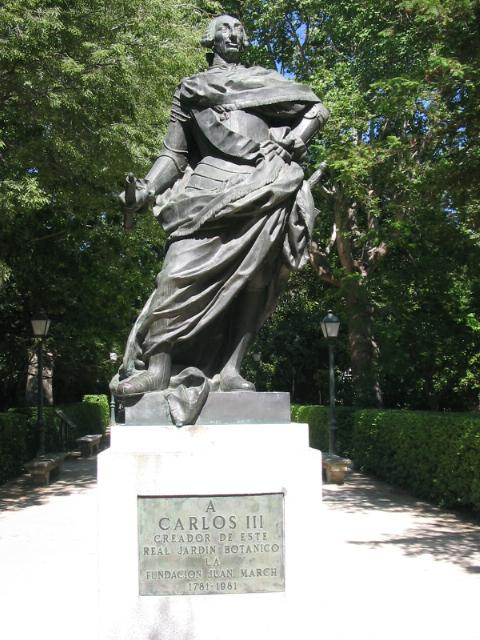
Statue de Charles III d’Espagne, parangon de roi éclairé.

Dans le domaine culturel et éducatif, les gouvernements bourboniens successifs menèrent une politique conforme aux intérêts de la monarchie. En raison notamment de l’élitisme des conceptions des Lumières espagnoles, l’on n’eut garde de créer un système généralisé d’instruction publique ; Jovellanos par exemple préconisait une instruction certes à la portée de tous, mais limitée au niveau élémentaire, aller au-delà risquant de mettre en péril l’ordre social.
- les académies furent maintenues (l’Académie royale espagnole de la Langue, 1713 ; de l’Histoire, 1735 ; de Jurisprudence, 1739 ; des Beaux-Arts, 1757), avec la même finalité que celle pour laquelle elles avaient été créées : diffuser la pensée officielle prévalant dans les différentes sphères de l’activité intellectuelle et assouvir sur ce terrain également la même propension à la centralisation et à l’uniformisation ;
- dans la plupart des grandes villes espagnoles furent fondées les écoles des Arts et Métiers (escuelas de Artes y Oficios), destinées à satisfaire le besoin de main-d’œuvre spécialisée des manufactures et fabriques royales et appelées à subsister jusque bien avant dans le XXe siècle ;
- l’on s’employa à réformer l’enseignement universitaire, dans le but de moderniser les cursus, en y introduisant notamment l’étude des mathématiques, de la physique, de la biologie et des autres sciences naturelles, et de laïciser le corps professoral, en excluant les religieux. Cependant, par les résistances qui furent opposées à ces initiatives, le résultat fut très inégal, raison pour laquelle l’université, abstraction faite de quelques exceptions, ne fut pas le fer de lance de la réforme éducative des Lumières espagnoles ;
- l’on aménagea à Madrid, près du Retiro, le Jardin botanique royal (Real Jardín Botánico), qui remplaça l’antérieur, celui de Migas Calientes, qui se trouvait le long de la rivière Manzanares ;
- l’on entreprit de réformer les Colegios Mayores, qui étaient des « centres d’accueil d’étudiants pauvres, auxquels étaient accordées des bourses pour suivre des études..., [mais qui] s’étaient changés en un réduit de privilégiés qui, en contrôlant l’octroi des bourses, en tenant les fonctions gouvernementales et en occupant ensuite les principales chaires, avaient mis sur pied tout un système basé sur l’appui mutuel afin de monopoliser l’attribution de postes de l’administration publique » ; les changements que l’on voulut accomplir pour en revenir au but initial des Colegios Mayores se heurtèrent à la résistance de la « caste de collégiens, bastion de la plus rance conception traditionaliste et aristocratisante de la société, [qui] essayait de faire perdurer cette situation si favorable à ses intérêts, face aux golillas ou aux manteístas, étudiants d’extraction plus modeste et dépourvus d’appui corporatif, parmi lesquels fermentaient les idées de changement et la réforme des Lumières »[186].
- de nouvelles institutions d’enseignement supérieur furent créées, ayant pour objectif d’améliorer l’instruction de la noblesse ― on fonda ainsi des séminaires de nobles (bien que celui de Vergara fût bien davantage et se transforma en l’un des centres les plus importants d’enseignement et de recherche de l’Espagne des Lumières), ou des établissements voués à former des spécialistes militaires (comme l’Académie militaire de Mathématiques ou les Collèges royaux de Chirurgie, qui devinrent d’importants centres d’enseignement scientifique) ; on tenta également de former des étudiants dans le domaine des sciences dites appliquées (École royale de Minéralogie, Institut royal asturien des Mines, École vétérinaire, Écoles des Chaussées, Ponts et Canaux... ou encore les jardins botaniques) ;
- l’enseignement militaire fut développé, avec l’Académie de garde-marines de Cadix, l’Académie d’Ocaña, ainsi que d’autres implantés dans les territoires d’Amérique ;
- l’on accrut en puissance et en nombre les Sociedades Económicas de Amigos del País, selon une idée née à Azpeitia (Guipuscoa) en 1764 et mise en œuvre par une initiative privée (la Real Sociedad Bascongada de Amigos del País), laquelle reçut l’année suivante une reconnaissance officielle agréant ses objectifs : stimuler l’agriculture, l’industrie, le commerce et les sciences. Les plus de 70 Sociedades de ce type qui furent par la suite fondées dans toute l’Espagne, pour la plupart à l’initiative des autorités locales, se consacrèrent à la rédaction de mémoires et de rapports sur les mesures à prendre pour stimuler l’économie, et à la création d’écoles de formation professionnelle, afin de diffuser chez les agriculteurs et les artisans les connaissances et techniques des sciences « utiles ». Dans les villes portuaires, les Consulats de commerce (Consulados de Comercio) furent chargés de remplir des fonctions analogues (ou complémentaires) à celles des Sociedades Económicas (spécialement à la suite de la promulgation du Règlement de libre commerce de 1778), quoiqu’avec un accent plus appuyé sur le commerce et la navigation ;
- des projets considérés comme étant d’intérêt général furent financés, comme l’exécution d’enquêtes sur des sujets économiques (la contribution unique, la Loi agraire), la réalisation d’études statistiques (tels que les recensements de population ordonnés par Aranda, Floridablanca et Godoy), la cartographie du territoire espagnol ;
- des expéditions scientifiques furent organisées dans les territoires d’outremer, comme celles de Celestino Mutis, Alejandro Malaspina, et d’autres.

## Règne de Charles IV (1788-1808)
Le règne de Charles IV fut principalement marqué par la répercussion qu’eut en Espagne la Révolution française de 1789 et son déroulement ultérieur, plus particulièrement la prise de pouvoir par Napoléon Bonaparte en 1799. La réaction initiale de la cour de Madrid fut la dénommée panique de Floridablanca, série de mesures répressives incluant la mise en place d’un « cordon sanitaire » à la frontière française afin de prévenir la « contagion » révolutionnaire, assortie ensuite d’un affrontement militaire avec le nouveau pouvoir révolutionnaire instauré après la destitution, l’incarcération et l’exécution de Louis XVI, chef de la maison de Bourbon, qui régnait également en Espagne. L'affrontement prit la forme de la Guerre du Roussillon (1793-1795), contre la République française fraîchement proclamée, et qui, bien que commençant par plusieurs succès, finit par tourner au désastre pour les forces espagnoles. En 1796, Charles IV et son tout-puissant « Premier ministre » Manuel Godoy, opérant un revirement total de leur politique à l’égard de la France révolutionnaire, décidèrent à présent de s’allier avec elle ; c’est ce qui provoqua la première guerre contre la Grande-Bretagne (1796-1802), laquelle guerre déboucha sur un nouveau rude revers pour la monarchie de Charles IV et entraîna une grave crise des finances royales, que l’on tenta de résoudre par le dénommé désamortissement de Godoy, tout en maintenant le « favori » écarté du pouvoir pendant deux ans (1798-1800).
Après l'éphémère paix d'Amiens de 1802 fut déclenchée la seconde guerre contre la Grande-Bretagne, lors de laquelle la flotte franco-espagnole fut battue par la flotte britannique sous le commandement de l’amiral Nelson à la bataille de Trafalgar. Cette défaite fut à l’origine de la crise définitive de la monarchie absolue bourbonienne, crise qui culmina par le complot d'El Escorial de novembre 1807 et par le soulèvement d'Aranjuez de mars 1808, à la suite duquel Godoy perdit définitivement le pouvoir et Charles IV se vit contraint d’abdiquer en faveur de son fils Ferdinand VII. Pourtant, deux mois plus tard, les deux durent se résigner à signer les abdications de Bayonne, par lesquelles ils cédaient à Napoléon Bonaparte leurs droits à la Couronne d’Espagne, ce dernier y renonçant à son tour au profit de son frère Joseph Bonaparte. Beaucoup d’espagnols « patriotes » ne voulurent pas reconnaître les abdications et, continuant à considérer Ferdinand VII comme leur roi, déclenchèrent en son nom la guerre d'indépendance espagnole, cependant que d’autres, appelés de façon dépréciative les francisés (afrancesados), appuyaient l’Espagne napoléonienne et le nouveau roi Joseph-Napoléon 1er ; ce conflit donna lieu à la première guerre civile de l’histoire contemporaine de l’Espagne.